# II Rzeczpospolita

Herb Rzeczypospolitej Polskiej 1919–1927

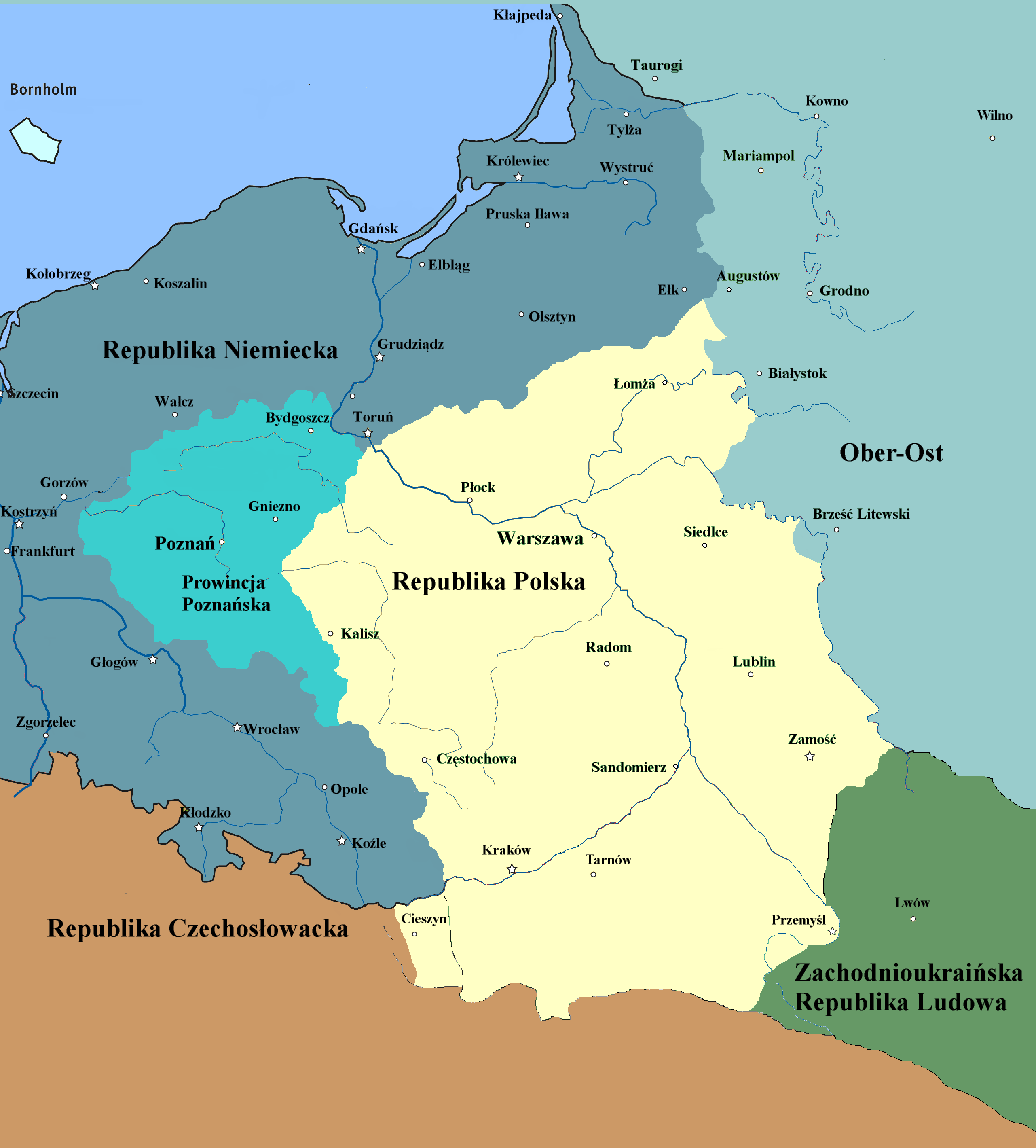
Republika Polska w połowie listopada 1918 r.

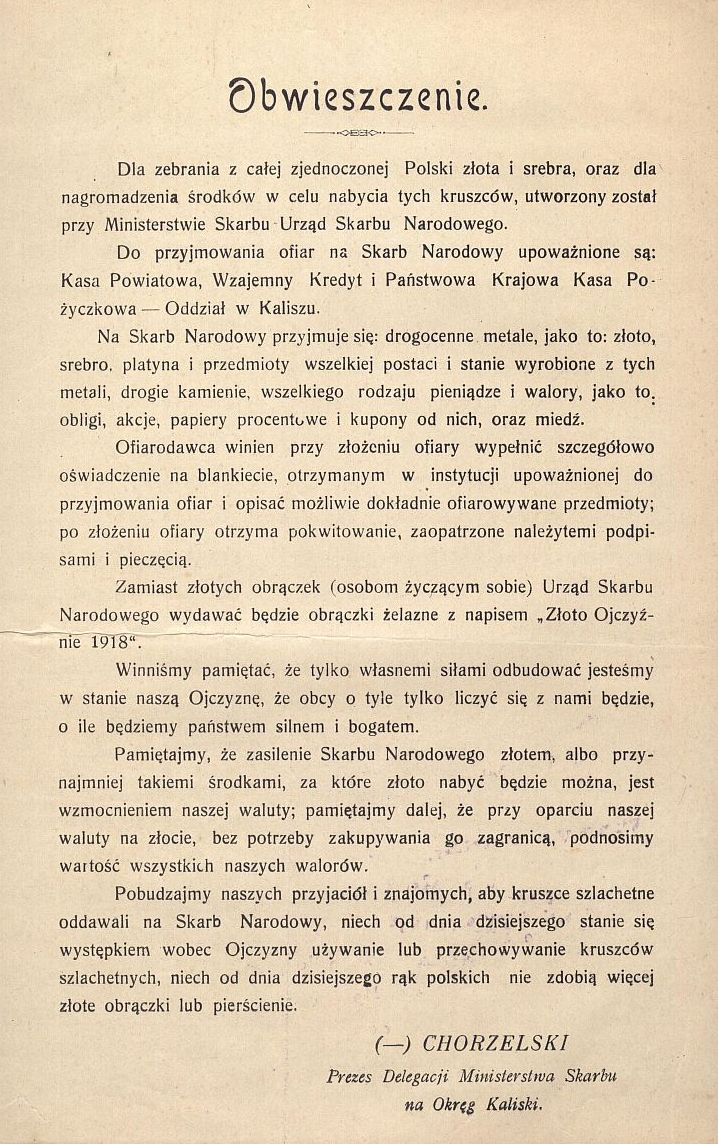
Obwieszczenie o utworzeniu Urzędu Skarbu Narodowego, Kalisz, 1918

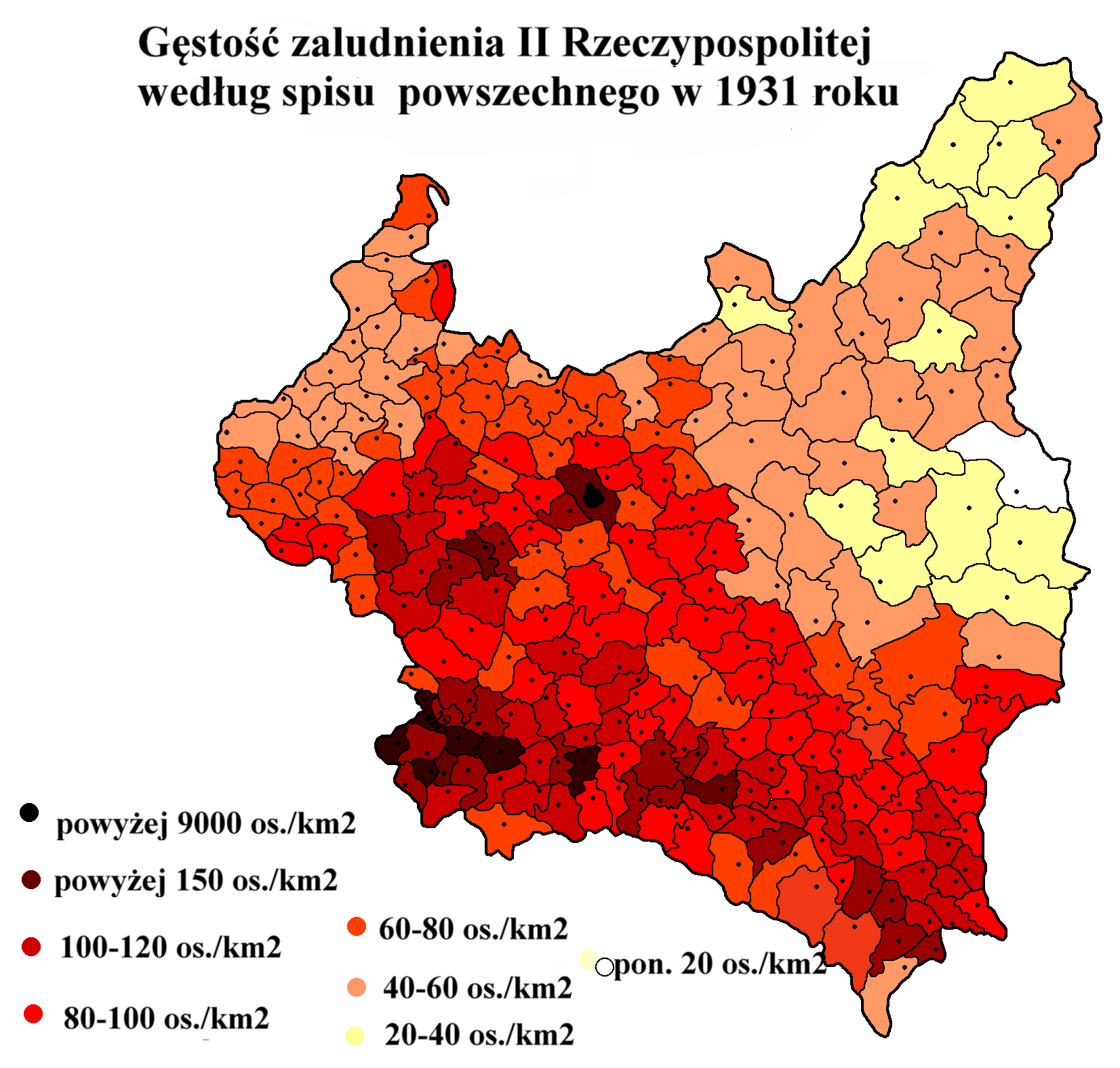
Gęstość zaludnienia II Rzeczypospolitej według spisu powszechnego w 1931 r.

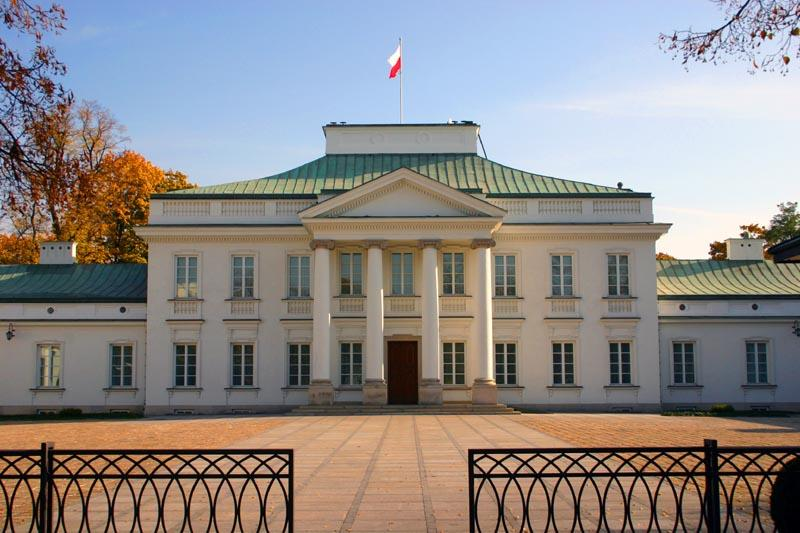
Belweder w Warszawie

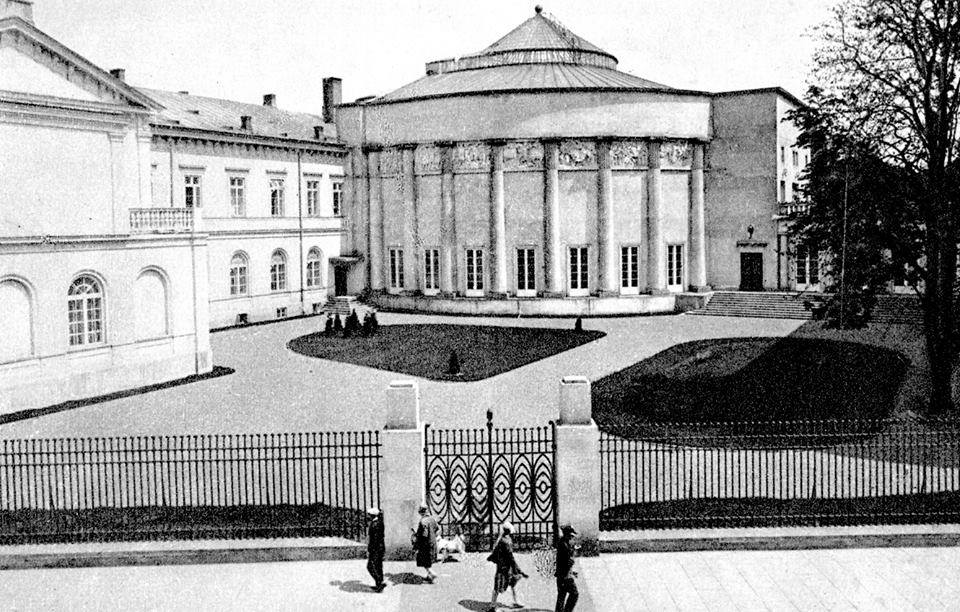
Nowy gmach Sejmu, ulica Wiejska 1930

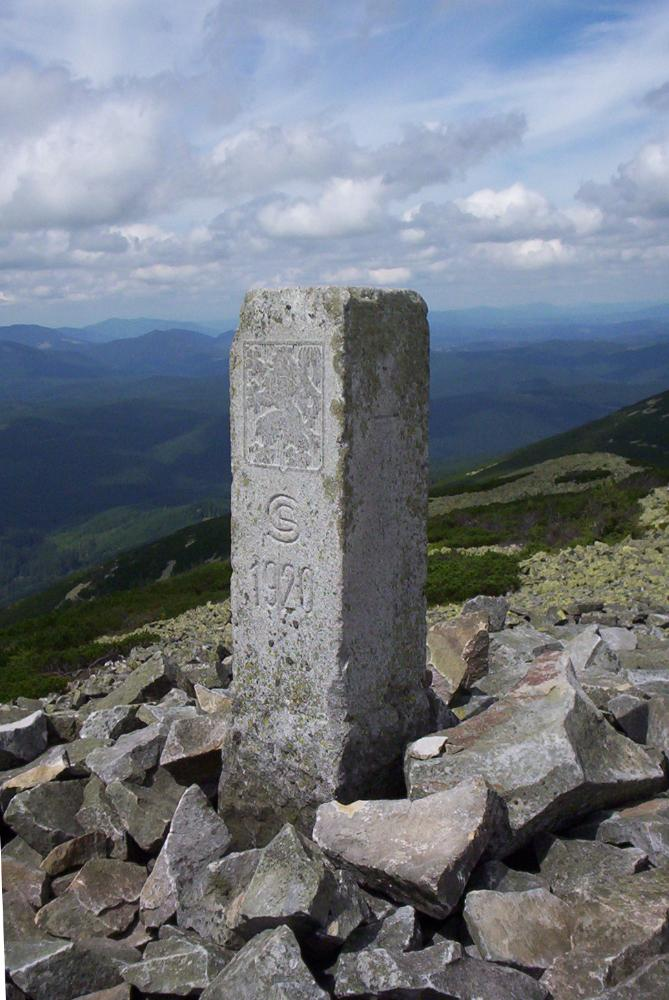
Słup graniczny w Gorganach, na granicy z Czechosłowacją

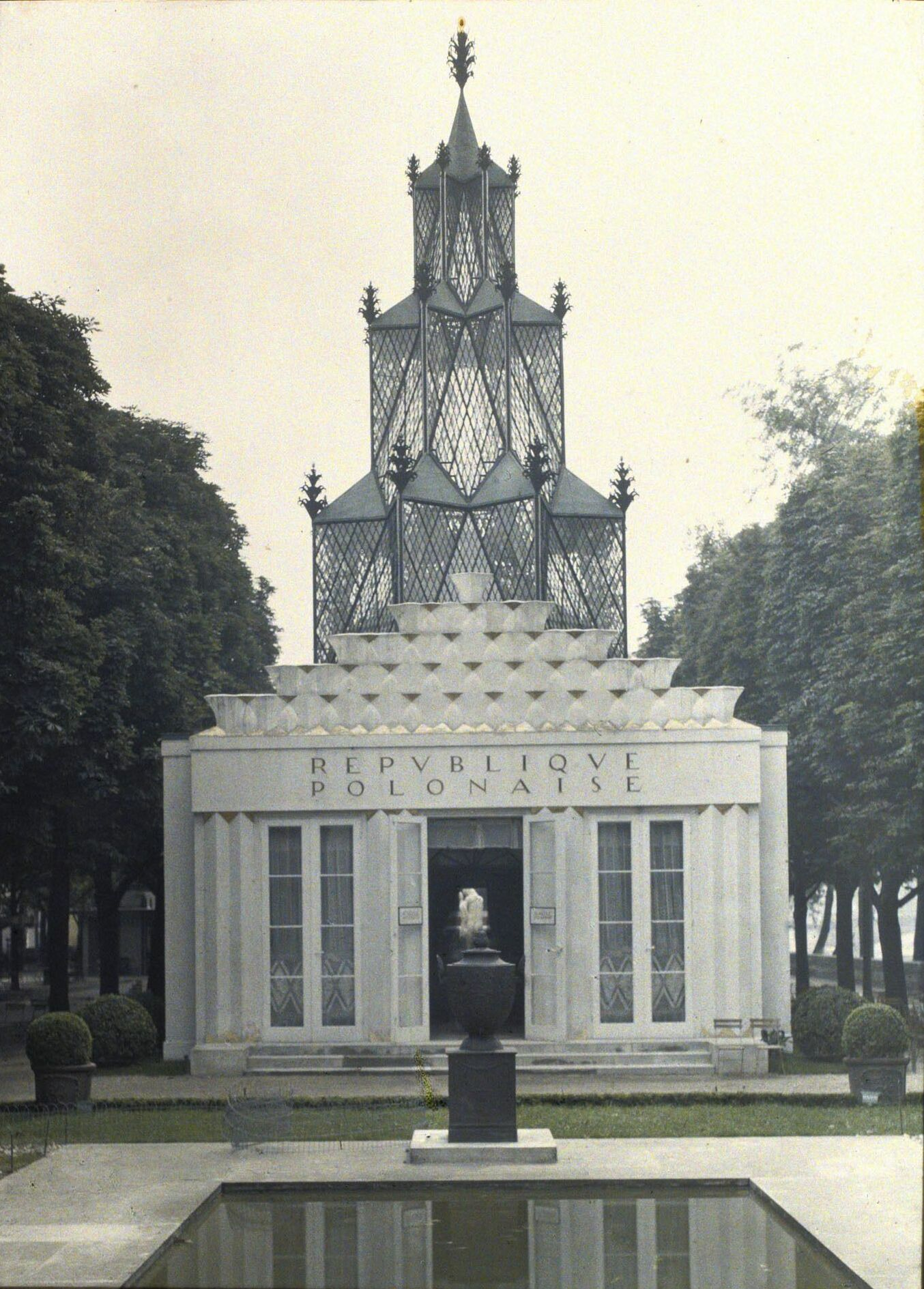
Wystawa światowa, Paryż, 1925, pawilon polski

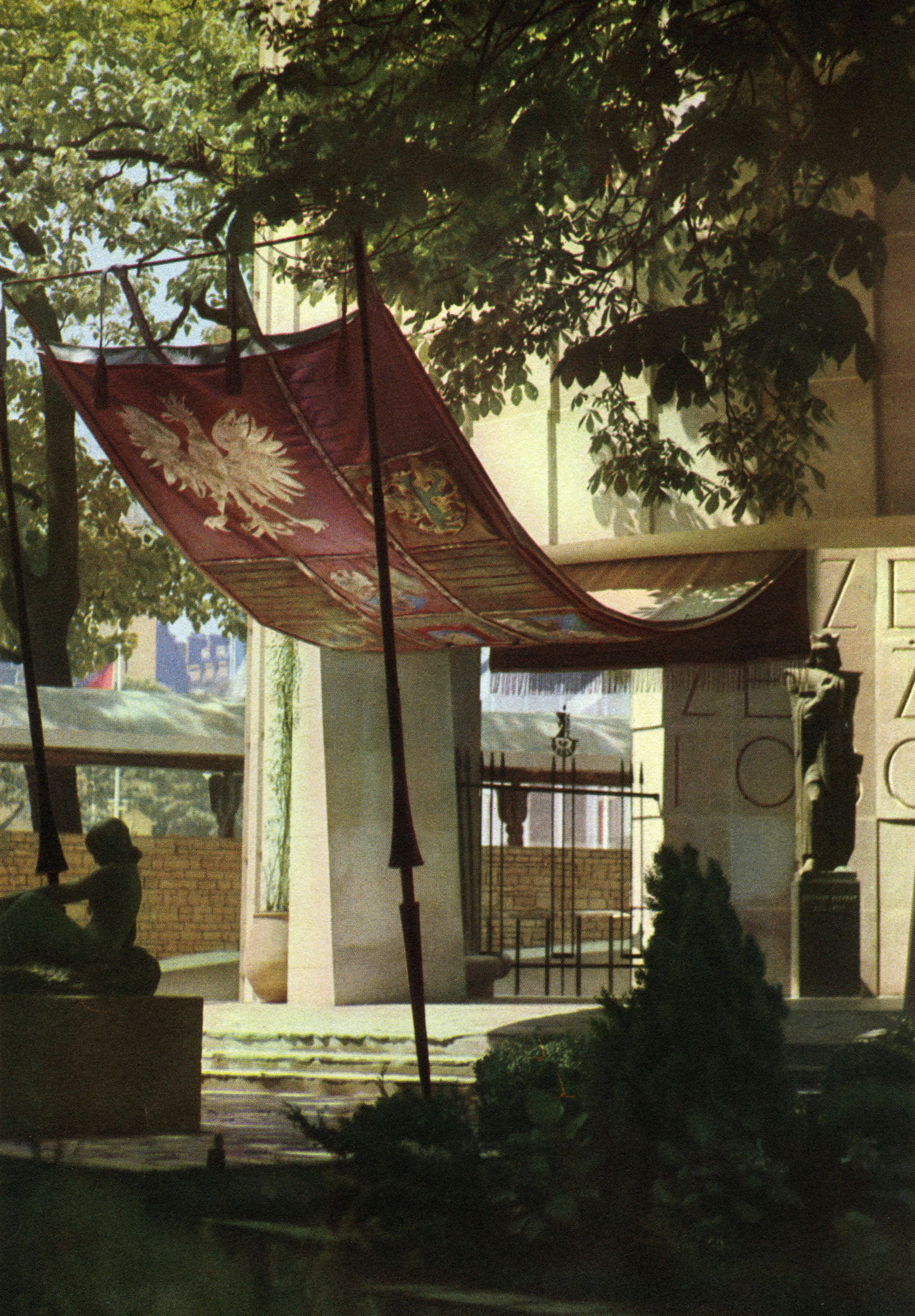
Wystawa światowa, Paryż, 1937, pawilon polski

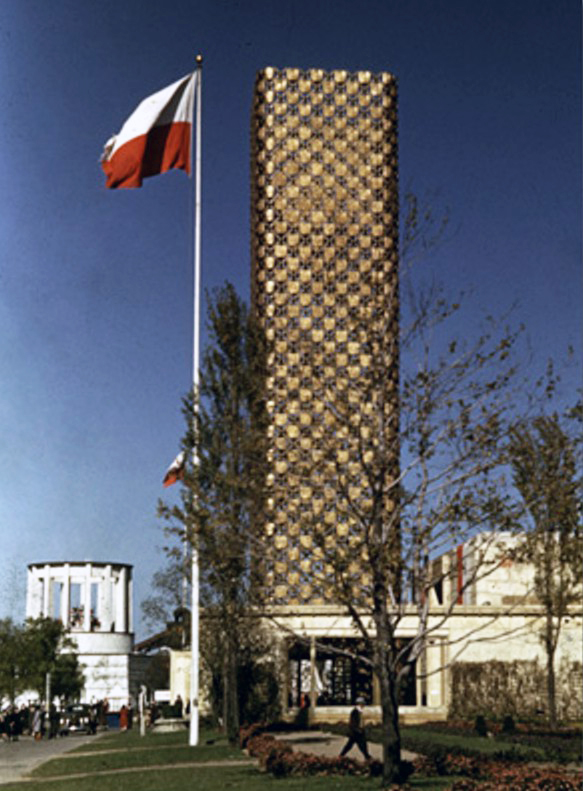
Wystawa światowa, Nowy Jork, 1939, pawilon polski

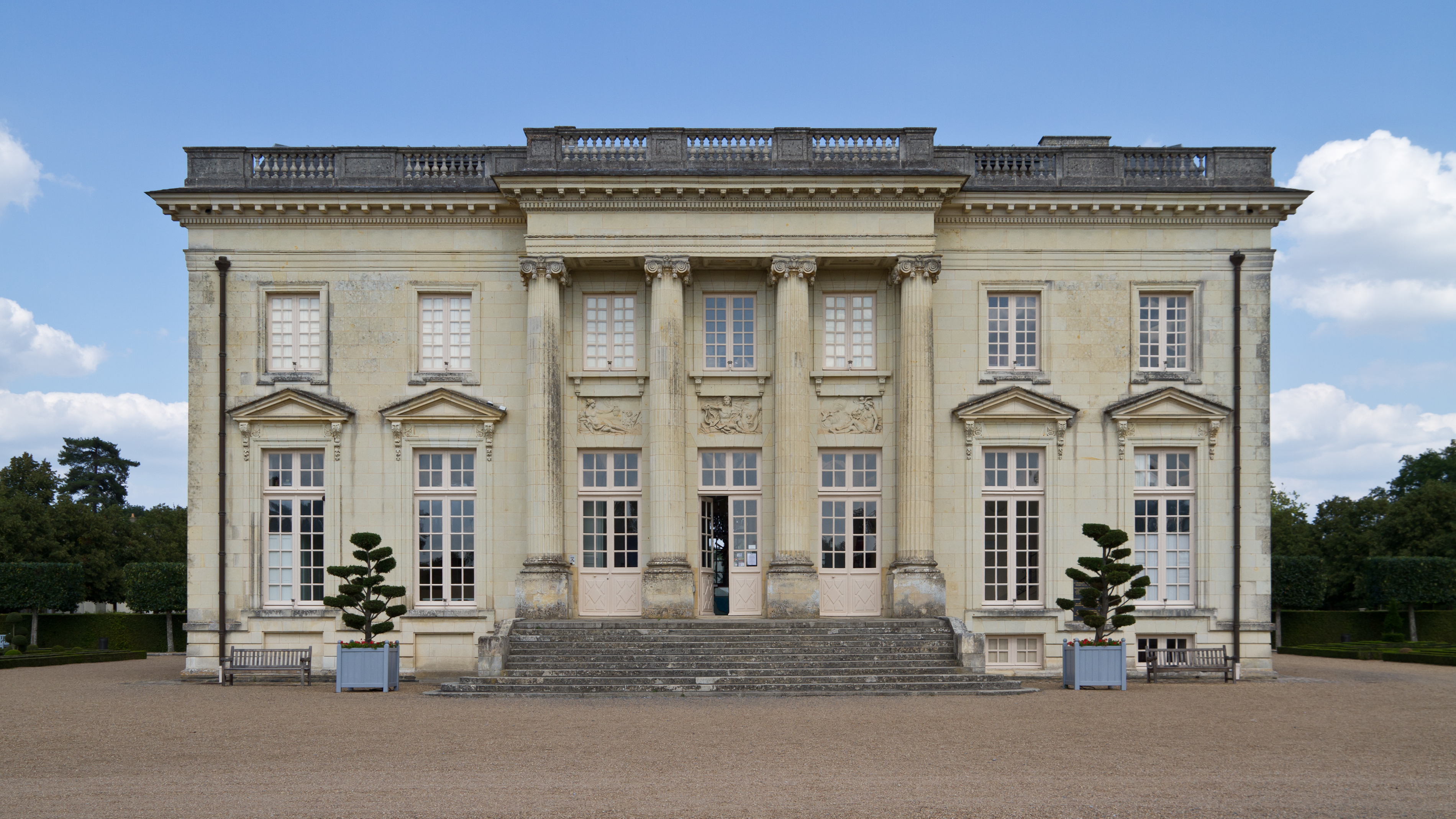
Château de Pignerolle w Angers – eksterytorialna rezydencja władz RP na uchodźstwie XII 1939- VI 1940

II Rzeczpospolita (II RP; nazwa oficjalna: Rzeczpospolita Polska) – historyczne państwo polskie istniejące w latach 1918–1945, tj. od odzyskania suwerenności (1918) do wycofania uznania międzynarodowego dla rządu Rzeczypospolitej Polskiej na uchodźstwie (1945), które było konsekwencją wykonania porozumień zawartych na konferencji jałtańskiej (1945) między mocarstwami wielkiej trójki.
Nazwa podkreśla ciągłość z I Rzeczpospolitą (1569–1795), zlikwidowaną traktatami rozbiorowymi zawartymi pomiędzy Austrią, Prusami i Rosją w drugiej połowie XVIII wieku (1772–1795).
Podstawowy akt ustrojowy stanowiła Konstytucja marcowa, a następnie (od 1935) Konstytucja kwietniowa. Językiem urzędowym II Rzeczypospolitej był język polski, natomiast walutą najpierw marka polska, a dopiero od 1924 r. złoty polski.
Ówczesna Polska była krajem niejednorodnym etnicznie (nieco ponad ⅔ ludności to Polacy), co stanowiło źródło problemów wewnętrznych. Największymi miastami (liczącymi ponad 200 tys. mieszkańców) były Warszawa (stolica Polski), Łódź, Lwów, Poznań, Kraków i Wilno, jednak zdecydowana większość ludności (70–75%) mieszkała na terenach wiejskich.
II RP powstała na fragmentach terytoriów Niemiec, Austro-Węgier i Rosji (zarówno „Kongresówki”, jak i „ziem zabranych”); pierwsze lata jej istnienia upłynęły pod znakiem sporów i walk o przyszłe granice oraz wojny polsko-bolszewickiej. Państwo to było republiką, początkowo rządzoną w sposób demokratyczny, od zamachu stanu w 1926 r. dążącą ku autorytaryzmowi.
W czasie II wojny światowej (1939–1945) terytorium państwowe II Rzeczypospolitej było okupowane przez Niemcy, ZSRR, Słowację i Litwę. II Rzeczpospolita zachowała suwerenność państwową, w stosunkach dyplomatycznych reprezentowana była przez rząd Rzeczypospolitej Polskiej na uchodźstwie, który uzyskał schronienie w Paryżu i Angers (na zasadzie eksterytorialnej do czerwca 1940), a następnie w Londynie, gdzie przeniósł swą siedzibę po klęsce Francji. Jako że państwo polskie wciąż posiadało konstytucyjne organy władzy państwowej (w tym tajną administrację cywilną i sądownictwo na terenie okupowanego kraju – Polskie Państwo Podziemne) i siły zbrojne, działające równolegle w podziemiu (Armia Krajowa) i na uchodźstwie, de iure i de facto II Rzeczpospolita istniała do 5 lipca 1945.
Większość terytorium państwowego II RP anektowanego przez ZSRR i Litwę w 1939 r. została w 1945 r. wcielona do Ukraińskiej SRR, Białoruskiej SRR i Litewskiej SRR. Obszary pozostałe przy Polsce stanowią większość terytorium współczesnego państwa polskiego, które w swojej Konstytucji wprost odwołuje się do najlepszych tradycji Drugiej Rzeczypospolitej.

## Daty graniczne i uznanie międzynarodowe
Jako symboliczny początek II Rzeczypospolitej przyjęto 11 listopada 1918 r., datę wybraną później dla celów ceremonialnych jako dzień odzyskania przez Polskę niepodległości, na pamiątkę przekazania Józefowi Piłsudskiemu władzy wojskowej przez Radę Regencyjną w Warszawie, a także podpisania we francuskim Compiègne zawieszenia broni pomiędzy państwami ententy a Niemcami, kończącego działania bojowe na frontach I wojny światową, trwającej od 1914 r.
Data ta nie miała jednak pod względem politycznym ani konstytucyjnym istotnego znaczenia, jako że deklaracja niepodległości Polski została ogłoszona przez Radę Regencyjną już 7 października 1918 r., z kolei dopiero 14 listopada 1918 r. rozwiązała się zarówno Rada Regencyjna, jak i konkurencyjny wobec niej Tymczasowy Rząd Ludowy Republiki Polskiej, przekazując pełnię władzy cywilnej Piłsudskiemu, co uczyniło go de iure na kilkanaście dni regentem wciąż istniejącego jeszcze Królestwa Polskiego. Co prawda ogłoszenie na forum międzynarodowym przyjęcia przez Polskę republikańskiego ustroju nastąpiło już 16 listopada 1918 r. poprzez nadanie depeszy iskrowej notyfikującej powstanie państwa polskiego (zwanego w niej Republiką Polską), a polityczny koniec Królestwa Regencyjnego wyznaczyło objęcie 17 listopada 1918 r. władzy przez republikański rząd Jędrzeja Moraczewskiego, niemniej pod względem konstytucyjnoprawnym II Rzeczpospolita powstała dopiero 29 listopada 1918 r., wskutek wejścia w życie (wraz z ogłoszeniem w Dz.U. z 1918 r. nr 17, poz. 41) dekretu Józefa Piłsudskiego z 22 listopada 1918 r. o najwyższej władzy reprezentacyjnej Republiki Polskiej, który ustalał ustrój republikański odrodzonej Polski i czynił Piłsudskiego Tymczasowym Naczelnikiem Państwa, do momentu ukonstytuowania się wybranego w demokratycznych wyborach Sejmu Ustawodawczego. Natomiast jako pierwsze istnienie niepodległego państwa polskiego uznały 20 listopada 1918 r. Niemcy, jednak już 15 grudnia 1918 Polska zerwała z tym państwem stosunki dyplomatyczne. 21 stycznia 1919 r. uznały Polskę Stany Zjednoczone, ale szersze uznanie niepodległości Polski na arenie międzynarodowej nastąpiło dopiero w związku z postawą Francji i Wielkiej Brytanii – wkrótce po rozejmie w Trewirze (obejmującym także front wielkopolski) i zawieszeniu broni na froncie polsko-ukraińskim, rząd Polski uznały w 1919, kolejno: Rada Najwyższa Mocarstw Sprzymierzonych (21 lutego), Francja (24 lutego), Wielka Brytania (25 lutego), Japonia (22 marca) i Stolica Apostolska (27 marca).
Po agresji na Polskę III Rzeszy i ZSRR (kampanii wrześniowej) i okupacji wojennej terytoriów II RP przez obu agresorów (we wrześniu 1939) legalną kontynuacją władz II Rzeczypospolitej, uznawaną na arenie międzynarodowej przez cały okres II wojny światowej, był Rząd RP na uchodźstwie, a jako podległa mu administracja w okupowanym kraju – Polskie Państwo Podziemne i jego struktury: parlamentarne (kolejno: Polityczny Komitet Porozumiewawczy, Krajowa Reprezentacja Polityczna i Rada Jedności Narodowej), administracyjne (Delegatura Rządu na Kraj, a następnie Krajowa Rada Ministrów) i wojskowe (Armia Krajowa).
Wycofanie 5 lipca 1945 r. przez mocarstwa zachodnie (Wielką Brytanię, USA i Francję) uznania dyplomatycznego dla rządu RP na uchodźstwie na rzecz Tymczasowego Rządu Jedności Narodowej pociągnęło za sobą analogiczny ruch większości pozostałych krajów świata zrzeszonych w konstytuującej się wówczas Organizacji Narodów Zjednoczonych, pozostawiając rząd Polski na uchodźstwie poza tworzonymi strukturami nowego porządku międzynarodowego. Dalsze uznanie międzynarodowe rządu Rzeczypospolitej Polskiej na uchodźstwie podtrzymały w kolejnych latach jedynie: Hiszpania, Kuba, Liban, Irlandia oraz (najdłużej) Watykan, a dopiero wycofanie przez to ostatnie państwo uznania w dniu 19 października 1972 r. oznaczało definitywny koniec resztek podmiotowości prawnomiędzynarodowej II Rzeczypospolitej. Z kolei dla celów polityki wewnętrznej ostatnim formalnym i zarazem symbolicznym aktem kończącym byt II Rzeczypospolitej stało się uroczyste przekazanie 22 grudnia 1990 r. insygniów prezydenckich II Rzeczypospolitej i oryginału konstytucji kwietniowej przez Ryszarda Kaczorowskiego – ostatniego prezydenta II Rzeczypospolitej na uchodźstwie – pierwszemu wybranemu w wolnych wyborach prezydentowi RP – Lechowi Wałęsie.

## Terytorium i granice

### Powierzchnia kraju
- 386 273 km² (1928 r.)[26]
- 388 634 km² (1 stycznia 1938)
- 389 720 km² (po zajęciu Zaolzia w październiku 1938)

### Długość granic
Całkowita długość granic Polski – 5529 km
Granice z sąsiednimi państwami według długości
- z Niemcami – 1912 km
- z ZSRR – 1412 km
- z Czechosłowacją – 984 km
- z Litwą – 507 km
- z Rumunią – 349 km
- z Wolnym Miastem Gdańsk – 121 km
- z Łotwą – 109 km
- granica morska – 71 km (z Mierzeją Helską 147 km)[c][27]

### Ustalenie granic
Granice II Rzeczypospolitej zostały ustalone traktatowo poprzez: traktat wersalski, traktat w Saint Germain, traktat ryski, traktat w Trianon i rozstrzygnięcia międzysojuszniczej Rady Ambasadorów. W 1921 r. w następstwie traktatu wersalskiego, wyników plebiscytu i trzech powstań śląskich do Polski przyłączono wschodnią część terytorium plebiscytowego na Górnym Śląsku.

### Sąsiedzi
- Niemcy – prowincje pruskie (graniczące): Prusy Wschodnie, Pomorze, Górny Śląsk, Dolny Śląsk, Brandenburgia, Marchia Graniczna Poznań-Prusy Zachodnie,
- ZSRR – republiki związkowe (graniczące): Ukraińska SRR i Białoruska SRR,
- Czechosłowacja, następnie Czecho-Słowacja od 15 marca 1939 do Niemiec jako Protektorat Czech i Moraw,
- Słowacja od 15 marca 1939, zależna od Niemiec,
- Litwa, w 1940 r. anektowana przez ZSRR
- Łotwa, w 1940 r. anektowana przez ZSRR
- Karpato-Ukraina od 14 do 18 marca 1939 (anektowana przez Węgry, 18 marca 1939)
- Rumunia,
- Węgry – od 18 marca 1939 (po aneksji Karpato-Ukrainy przez Węgry 18 marca 1939)

### Terytoria zależne i autonomiczne
- Województwo śląskie – polska część Górnego Śląska z włączonym Śląskiem Cieszyńskim
- Wolne Miasto Gdańsk – Gdańsk i okolice
- Litwa Środkowa – Wileńszczyzna

### Punkty krańcowe granic
- Północ: 55°51′08″N 27°09′08″E/55,852222 27,152222 – wieś Somino nad rzeką Przeświatą na wysokości łotewskiego Droryszcza, powiat brasławski, województwo wileńskie.
- Południe: 47°43′28″N 24°52′59″E/47,724444 24,883056 – okolice południowego źródła potoku Menczil, powiat kosowski, województwo stanisławowskie.
- Wschód: 55°20′58″N 28°21′32″E/55,349444 28,358889 – wieś Spasibionki (1) (słup graniczny nr 173) przy linii kolejowej na Połock, powiat dziśnieński, województwo wileńskie.
- Zachód: 52°37′07″N 15°47′04″E/52,618611 15,784444 – osada Muchocinek nad Wartą niedaleko jeziora Meszyn, powiat międzychodzki, województwo poznańskie.

### Losy granic II Rzeczypospolitej
Po zbrojnej agresji ZSRR na Polskę 17 września 1939, okupacji wojskowej wschodnich terenów II Rzeczypospolitej przez Armię Czerwoną i ustaleniu w dniu 28 września 1939 przez III Rzeszę i ZSRR w zawartym w Moskwie pakcie o granicach i przyjaźni niemiecko-sowieckiej linii granicznej na okupowanych wojskowo przez Wehrmacht i Armię Czerwoną terenach Polski mieszkańcy obu okupowanych części państwa polskiego poddani zostali represjom przez okupantów.
Do Rzeszy bezpośrednio zostały wcielone: województwo pomorskie (Gdańsk-Prusy Zachodnie), śląskie, poznańskie (Kraj Warty), część łódzkiego z Łodzią, Suwalszczyzna, północna i zachodnia część Mazowsza oraz zachodnie części województw krakowskiego i kieleckiego.
Z terytorium Rzeczypospolitej pomiędzy linią granicy niemiecko-sowieckiej z 28 września 1939 a określoną w dekrecie wschodnią granicą ziem polskich wcielonych bezpośrednio do Niemiec (określoną jako nowa wschodnia granica Rzeszy) Adolf Hitler utworzył odrębny twór administracyjny podporządkowany Rzeszy – Generalne Gubernatorstwo.
W wyniku umowy między Niemcami i Słowacją, w listopadzie 1939 r. włączono do niej 52 przygraniczne gminy na Spiszu i Orawie.
Pozostałe terytorium Rzeczypospolitej Polskiej na wschód od linii granicznej ustalonej na terytorium Polski w układzie pomiędzy III Rzeszą a ZSRR zostało w październiku 1939 anektowane przez ZSRR. Formalną podstawą były pseudoplebiscyty w postaci wyborów w 1939, a następnie aneksja w trybie uchwały Rady Najwyższej ZSRR. Jednocześnie Związek Radziecki przekazał Wilno wraz z okręgiem Litwie, jednak w sierpniu 1940 r., po aneksji państw bałtyckich, również i ten obszar znalazł się w granicach ZSRR.
Były to akty prawne równoległe do dwóch dekretów Adolfa Hitlera (z 8 i 12 października 1939 r.), którymi jednostronnie wcielił zachodnie terytoria Polski do Rzeszy (zobacz: Terytoria Polski anektowane przez III Rzeszę), tworząc jednocześnie z centralnych ziem II Rzeczypospolitej Generalne Gubernatorstwo.
Wszystkie powyższe akty prawne, rozporządzające jednostronnie suwerennym i określonym traktatami międzynarodowymi terytorium II Rzeczypospolitej były sprzeczne z ratyfikowaną przez Niemcy i Rosję konwencją haską IV (1907). Były one w konsekwencji nieważne w świetle prawa międzynarodowego i nie były uznawane zarówno przez Rząd RP na uchodźstwie, jak i państwa sojusznicze wobec Polski, a także państwa trzecie (neutralne) przez cały czas trwania II wojny światowej. Wywodziły się z doktryny przyjętej traktatem o granicach i przyjaźni z 28 września 1939 r. wyłącznie przez III Rzeszę i ZSRR o zaprzestaniu istnienia państwa polskiego z dniem 28 września 1939, po kapitulacji Warszawy jako stolicy Polski.
W wyniku postanowień konferencji w Teheranie, konferencji jałtańskiej i konferencji poczdamskiej po zakończeniu II wojny światowej, Rzeczpospolita Polska (od 1952 r. pod nazwą Polska Rzeczpospolita Ludowa), objęła centralną i zachodnią część terytorium II Rzeczypospolitej, a także przyznane przez mocarstwa Ziemie Odzyskane i stała się prawnomiędzynarodowym sukcesorem II Rzeczypospolitej. Natomiast ziemie na wschód od Bugu, Kresy Wschodnie, czyli województwa wileńskie, nowogrodzkie, poleskie, wołyńskie, tarnopolskie i stanisławowskie, a także część województwa białostockiego i lwowskiego, zostały wcielone do ZSRR.

## Ustrój polityczny
System władzy w II Rzeczypospolitej określany był do 1926 r. jako republika demokratyczna z wielopartyjnym systemem parlamentarno-gabinetowym. Na skutek zamachu majowego Józefa Piłsudskiego w 1926 r. ustrój państwa uległ modyfikacji w trybie zmiany konstytucji marcowej (nowela sierpniowa) i faktycznego sposobu wykonywania władzy. Polska odrzuciła kierunek demokratyczny i zwróciła się w kierunku reżimu autorytarnego (od obozu politycznego sprawującego władzę zwanego sanacją), co ostatecznie przypieczętowane zostało przyjęciem w 1935 r. konstytucji kwietniowej, wprowadzającej system prezydencko-autokratyczny (współcześnie nazywany superprezydenckim lub prezydenckim wschodnim), wychodzący poza skalę tzw. konstytucyjnych systemów rządów właściwych dla ustroju demokratycznego. Rządy sanacji charakteryzowały się krytyką tzw. partyjniactwa, przekonaniem o kryzysie demokracji, która nie sprawdziła się zdaniem jej działaczy w warunkach polskich, i o konieczności wprowadzenia rządów silnej ręki, dla których legitymacją będzie nie wola wyborców, ale przede wszystkim autorytet. W tym czasie w Europie był to często spotykany sposób rządzenia. W dwudziestoleciu międzywojennym rządy autorytarne poza Polską zaprowadzono na Węgrzech (1920), w Bułgarii (1923−1926, 1934), Portugalii (1926), Litwie (1926), Rumunii, Albanii (1928), Jugosławii (1929), Hiszpanii (1923–1931, 1936), Austrii (1933), Estonii (1933), Łotwie (1934), Grecji (1935) i Turcji (1923). Autorytaryzm głosił potrzebę silnej i hierarchicznie zorganizowanej władzy wykonawczej, opartej na politycznym kulcie (autorytecie) przywódcy lub grupy przywódczej oraz konieczność bezwarunkowego podporządkowania się obywateli decyzjom organów państwowych. W porównaniu z totalitarnymi ustrojami Włoch (od 1922, w pełni od 1926), Niemiec (od 1933) i ZSRR, system ten pozostawiał jednak duży margines swobód obywatelskich. W dyktaturach autorytarnych nie represjonowano szerokich grup społeczeństwa, a jedynie tych, którzy krytykowali poczynania władz lub prowadzili działalność opozycyjną.
Bohdan Piętka historię ustroju politycznego II Rzeczypospolitej po 1926 r. dzieli na trzy zróżnicowane co do stopnia autorytaryzmu okresy:
- miękki autorytaryzm – od przewrotu majowego w 1926 r. do przeprowadzonych w atmosferze terroru wyborów parlamentarnych w 1930 r.;
- twardy autorytaryzm – od wyborów parlamentarnych w 1930 r. do uchwalenia konstytucji kwietniowej w 1935 r. W tym okresie miał miejsce m.in. proces brzeski, w którym za rzekome planowanie zamachu stanu skazano przywódców opozycji parlamentarnej, i powstał obóz w Berezie Kartuskiej;
- preludium do totalitaryzmu – od uchwalenia konstytucji kwietniowej w 1935 r. do wybuchu II wojny światowej w 1939 r. W rezultacie zmanipulowanych wyborów parlamentarnych w 1935 r. jedynym stronnictwem politycznym zasiadającym w Sejmie i Senacie byli już tylko piłsudczycy, którzy w 1937 r. utworzyli monopartię o nazwie Obóz Zjednoczenia Narodowego (przez przeciwników sanacji nazywany Ozonem). Nadal jednak istniały partie opozycyjne, chociaż straciły jakikolwiek wpływ na bieżące decyzje polityczne, oraz prasa opozycyjna, w pewnym tylko stopniu krępowana przez cenzurę[34].

II Rzeczpospolita mimo dużego odsetka mniejszości narodowych (około 32% według spisu powszechnego z 1931 r.) charakteryzowała się ustrojem scentralizowanego, unitarnego państwa narodowego, co stanowiło pewien wyjątek na tle innych krajów europejskich z podobną strukturą narodowościową. Większość państw o podobnym składzie etnicznym była federacjami (np. Jugosławia) lub zdecentralizowanymi państwami unitarnymi (np. Czechosłowacja). Mimo to, w Polsce przez cały okres międzywojenny istniały silne ruchy dążące do przyznania autonomii dla regionów zamieszkałych przez mniejszości lub do utworzenia federacji. Józef Piłsudski był jednym z prominentnych zwolenników takiego podejścia, postulując utworzenie federacji w Europie Wschodniej, która obejmowałaby Polskę, Litwę, Ukrainę i Białoruś, co miało na celu stworzenie bufora przeciwko Rosji Sowieckiej.

## Kalendarium wydarzeń politycznych
- 7 października 1918 – Rada Regencyjna ogłosiła niepodległość Królestwa Polskiego od Niemiec i Austro-Węgier.
- 11 listopada 1918 – objęcie władzy wojskowej w Warszawie przez Józefa Piłsudskiego
- 14 listopada 1918 – rozwiązanie Rady Regencyjnej; w tym dniu też po raz pierwszy użyto oficjalnie określenia Republika Polska, co oznaczało zniesienie ustroju monarchistycznego w Polsce[36]
- 22 listopada 1918 – Józef Piłsudski obejmuje stanowisko Tymczasowego Naczelnika Państwa
- 28 listopada 1918 – kobiety w Polsce uzyskują prawa wyborcze dekretem Józefa Piłsudskiego.  Osobny artykuł: Sytuacja kobiet w II Rzeczypospolitej.
- 1918–1921 – sześć wojen i konfliktów granicznych:
  - 1 listopada 1918 – bitwa o Lwów (1918–1919)
  - 27 grudnia 1918 – powstanie wielkopolskie
  - 17 sierpnia 1919 – wybuch I powstania śląskiego (następne: 19/20 sierpnia 1920 i 3 maja 1921)
  - wojna polsko-bolszewicka
  - wojna polsko-ukraińska
  - konflikt polsko-litewski
  - polsko-czechosłowackie konflikty graniczne

- 26 stycznia 1919 – wybory do Sejmu Ustawodawczego
- 20 lutego 1919 – Mała Konstytucja
- 28 czerwca 1919 – podpisanie traktatu wersalskiego z Niemcami (zob. też. mały traktat wersalski)
- 13–19 sierpnia 1920 – Bitwa Warszawska
- 19 lutego 1921 – układ sojuszniczy z Francją[37]
- 2 marca 1921 – układ z Rumunią
- 17 marca 1921 – konstytucja marcowa
- 18 marca 1921 – traktat ryski z RFSRR
- 16 czerwca 1922 – inkorporacja Górnego Śląska
- 16 grudnia 1922 – Zamach na prezydenta RP Gabriela Narutowicza
- 15 marca 1923 – Rada Ambasadorów zatwierdziła przebieg wschodniej granicy II RP
- 28 kwietnia 1924 – powołanie Banku Polskiego, początek reformy walutowej Grabskiego
- 12–14 maja 1926 – zamach majowy (stanu) Piłsudskiego (początek sanacji)
- 4 grudnia 1926 – powstał Obóz Wielkiej Polski w poznańskim „Hotelu Bazar”, inicjatorem był Roman Dmowski
- 16 listopada 1930 – tzw. „wybory brzeskie”
- 14 czerwca 1932 – kryzys gdański; ORP Wicher wymusił respektowanie prawa RP do obecności zbrojnej w porcie Wolnego Miasta Gdańska
- 25 lipca 1932 – pakt o nieagresji z ZSRR
- 26 stycznia 1934 – deklaracja o niestosowaniu przemocy z Niemcami
- 14 kwietnia 1934 – powstał Obóz Narodowo-Radykalny
- 23 kwietnia 1935 – ustanowienie konstytucji kwietniowej
- 12 maja 1935 – śmierć Józefa Piłsudskiego
- 1936 – utworzenie Centralnego Okręgu Przemysłowego
- 2 lutego 1937 – utworzenie Obozu Zjednoczenia Narodowego
- maj-lipiec 1938 – akcja wyburzania cerkwi prawosławnych na Chełmszczyźnie
- 1 października 1938 – wkroczenie wojsk polskich na Zaolzie i przyłączenie go do Polski
- 2 stycznia 1939 – śmierć Romana Dmowskiego
- 31 marca 1939 – gwarancje Wielkiej Brytanii i Francji dla Polski (deklaracja udzielenia pomocy w razie zagrożenia militarnego)
- 23 sierpnia 1939 – pakt ZSRR z III Rzeszą (tzw. Pakt Ribbentrop-Mołotow)
- 25 sierpnia 1939 – układ sojuszniczy między Polską i Wielką Brytanią
- 1 września 1939 – agresja III Rzeszy, początek kampanii wrześniowej, początek II wojny światowej
- 7 września – kapitulacja Westerplatte, zobacz Obrona Westerplatte, Wojskowa Składnica Tranzytowa (Westerplatte)
- 17 września 1939
  - (rano) – agresja ZSRR na Polskę
  - (wieczorem) – ewakuacja rządu II Rzeczypospolitej przez Kuty do Rumunii
- 22 września 1939 – kapitulacja Lwowa przed Armią Czerwoną
- 28 września 1939 – kapitulacja Warszawy
- 30 września 1939 – powołanie w Paryżu przez prezydenta RP Władysława Raczkiewicza rządu premiera Władysława Sikorskiego
- 2 października 1939
  - kapitulacja Rejonu Umocnionego Hel przed Wehrmachtem
  - dekret prezydenta RP Władysława Raczkiewicza o rozwiązaniu Sejmu i Senatu
- 5 października 1939 – kapitulacja Samodzielnej Grupy Operacyjnej Polesie (ostatniego związku operacyjnego na terytorium Polski), weszła w życie następnego dnia.

## Władze

### Tymczasowy Naczelnik Państwa/ Naczelnik Państwa
| Lp. | Zdjęcie | Imię i nazwisko | Okres sprawowania urzędu                 |
| --- | ------- | --------------- | ---------------------------------------- |
| 1.  |         | Józef Piłsudski | 22 (29) listopada 1918 – 11 grudnia 1922 |

### Prezydenci
| Lp. | Zdjęcie | Imię i nazwisko         | Okres sprawowania urzędu                                                              |
| --- | ------- | ----------------------- | ------------------------------------------------------------------------------------- |
| 1.  |         | Gabriel Narutowicz      | 11 grudnia 1922 – 16 grudnia 1922                                                     |
|     |         | Maciej Rataj            | 16 grudnia 1922 – 22 grudnia 1922                                                     |
| 2.  |         | Stanisław Wojciechowski | 22 grudnia 1922 – 14 maja 1926                                                        |
|     |         | Maciej Rataj            | 15 maja 1926 – 4 czerwca 1926                                                         |
|     |         | Józef Piłsudski         | Nie objął urzędu                                                                      |
| 3.  |         | Ignacy Mościcki         | 4 czerwca 1926 – 30 września 1939                                                     |
| 4.  |         | Władysław Raczkiewicz   | 30 września 1939 – 6 czerwca 1947 (powszechne uznanie międzynarodowe do 5 lipca 1945) |

Po przewrocie majowym w 1926 faktycznie najwyższą władzę w państwie sprawował marszałek Polski Józef Piłsudski, który formalnie zajmował urząd generalnego inspektora Sił Zbrojnych i ministra spraw wojskowych w kolejnych rządach, a także – dwukrotnie (1926–1928, 1930) – premiera.

### Premierzy

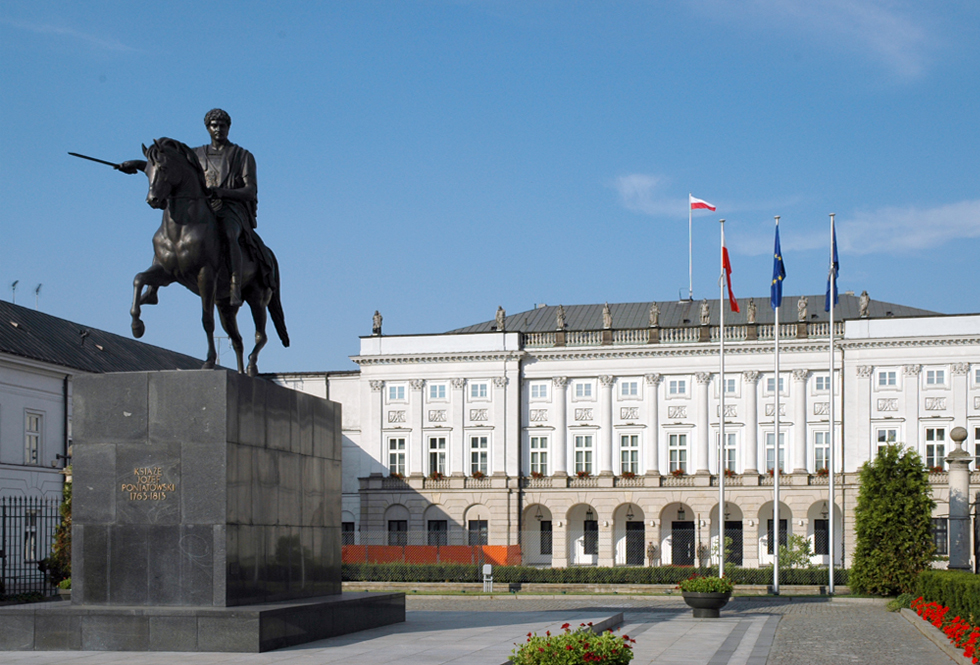
W latach 1918–1939 Prezydium Rady Ministrów mieściło się w obecnym Pałacu Prezydenckim

| Lp.         | Zdjęcie | Imię i nazwisko                   | Okres sprawowania urzędu                                                                            |
| ----------- | ------- | --------------------------------- | --------------------------------------------------------------------------------------------------- |
| 1.          |         | Jędrzej Moraczewski               | 18 listopada 1918 – 16 stycznia 1919                                                                |
| 2.          |         | Ignacy Jan Paderewski             | 18 stycznia 1919 – 27 listopada 1919                                                                |
| 3.          |         | Leopold Skulski                   | 13 grudnia 1919 – 9 czerwca 1920                                                                    |
| 4.          |         | Wincenty Witos                    | 10 czerwca 1920 – 23 czerwca 1920                                                                   |
| 5.          |         | Władysław Grabski                 | 27 czerwca 1920 – 24 lipca 1920                                                                     |
| 6.          |         | Wincenty Witos (po raz drugi)     | 24 lipca 1920 – 13 września 1921                                                                    |
| 7. 8.       |         | Antoni Ponikowski (dwukrotnie)    | 19 września 1921 – 5 marca 1922 10 marca 1922 – 6 czerwca 1922                                      |
| 9.          |         | Artur Śliwiński                   | 28 czerwca 1922 – 7 lipca 1922                                                                      |
| 10.         |         | Wojciech Korfanty                 | 14 lipca 1922 – 31 lipca 1922                                                                       |
| 11.         |         | Julian Nowak                      | 31 lipca 1922 – 14 grudnia 1922                                                                     |
| 12.         |         | Władysław Sikorski                | 16 grudnia 1922 – 26 maja 1923                                                                      |
| 13.         |         | Wincenty Witos (po raz trzeci)    | 28 maja 1923 – 4 grudnia 1923                                                                       |
| 14.         |         | Władysław Grabski (po raz drugi)  | 19 grudnia 1923 – 14 listopada 1925                                                                 |
| 15.         |         | Aleksander Skrzyński              | 20 listopada 1925 – 5 maja 1926                                                                     |
| 16.         |         | Wincenty Witos (po raz czwarty)   | 10 maja 1926 – 14 maja 1926                                                                         |
| 17. 18. 19. |         | Kazimierz Bartel (trzykrotnie)    | 15 maja 1926 – 4 czerwca 1926 8 czerwca 1926 – 24 września 1926 27 września 1926 – 30 września 1926 |
| 20.         |         | Józef Piłsudski                   | 2 października 1926 – 27 czerwca 1928                                                               |
| 21.         |         | Kazimierz Bartel (po raz czwarty) | 27 czerwca 1928 – 13 kwietnia 1929                                                                  |
| 22.         |         | Kazimierz Świtalski               | 14 kwietnia 1929 – 7 grudnia 1929                                                                   |
| 23.         |         | Kazimierz Bartel (po raz piąty)   | 29 grudnia 1929 – 15 marca 1930                                                                     |
| 24.         |         | Walery Sławek                     | 29 marca 1930 – 23 sierpnia 1930                                                                    |
| 25.         |         | Józef Piłsudski (po raz drugi)    | 25 sierpnia 1930 – 4 grudnia 1930                                                                   |
| 26.         |         | Walery Sławek (po raz drugi)      | 4 grudnia 1930 – 26 maja 1931                                                                       |
| 27.         |         | Aleksander Prystor                | 27 maja 1931 – 9 maja 1933                                                                          |
| 28.         |         | Janusz Jędrzejewicz               | 10 maja 1933 – 13 maja 1934                                                                         |
| 29.         |         | Leon Kozłowski                    | 15 maja 1934 – 28 marca 1935                                                                        |
| 30.         |         | Walery Sławek (po raz trzeci)     | 28 marca 1935 – 12 października 1935                                                                |
| 31.         |         | Marian Zyndram-Kościałkowski      | 13 października 1935 – 15 maja 1936                                                                 |
| 32.         |         | Felicjan Sławoj Składkowski       | 15 maja 1936 – 30 września 1939                                                                     |
| 33.         |         | Władysław Sikorski (po raz drugi) | 30 września 1939 – 4 lipca 1943                                                                     |
| 34.         |         | Stanisław Mikołajczyk             | 14 lipca 1943 – 24 listopada 1944                                                                   |
| 35.         |         | Tomasz Arciszewski                | 29 listopada 1944 – 2 lipca 1947 (powszechne uznanie międzynarodowe do 5 lipca 1945)                |

### Rząd Rzeczypospolitej Polskiej na uchodźstwie
Po agresji na Polskę III Rzeszy i ZSRR (kampania wrześniowa) i okupacji wojennej terytoriów II RP przez obu agresorów legalną kontynuacją władz II Rzeczypospolitej, uznawaną na arenie międzynarodowej przez cały okres II wojny światowej, był Rząd RP na uchodźstwie, a jako podległa mu administracja w okupowanym kraju – Polskie Państwo Podziemne i jego struktury polityczne i wojskowe (Armia Krajowa).

## Podział administracyjny
| Podział administracyjny II Rzeczypospolitej (1937) | Podział administracyjny II Rzeczypospolitej (1937) | Podział administracyjny II Rzeczypospolitej (1937) | Podział administracyjny II Rzeczypospolitej (1937) | Podział administracyjny II Rzeczypospolitej (1937) | Podział administracyjny II Rzeczypospolitej (1937) |
| Tablice rejestracyjne (1937)                       | Województwo                                        | Siedziba                                           | Powierzchnia w tys. km² (1930)                     | Ludność w tys. osób (1931)                         |                                                    |
| -------------------------------------------------- | -------------------------------------------------- | -------------------------------------------------- | -------------------------------------------------- | -------------------------------------------------- | -------------------------------------------------- |
| 20–24                                              | białostockie                                       | Białystok                                          | 26,0                                               | 1263,3                                             |                                                    |
| 25–29                                              | kieleckie                                          | Kielce                                             | 22,2                                               | 2671,0                                             |                                                    |
| 30–34                                              | krakowskie                                         | Kraków                                             | 17,6                                               | 2300,1                                             |                                                    |
| 35–39                                              | lubelskie                                          | Lublin                                             | 26,6                                               | 2116,2                                             |                                                    |
| 40–44                                              | lwowskie                                           | Lwów                                               | 28,4                                               | 3126,3                                             |                                                    |
| 45–49                                              | łódzkie                                            | Łódź                                               | 20,4                                               | 2650,1                                             |                                                    |
| 50–54                                              | nowogródzkie                                       | Nowogródek                                         | 23,0                                               | 1057,2                                             |                                                    |
| 55–59                                              | poleskie                                           | Brześć nad Bugiem                                  | 36,7                                               | 1132,2                                             |                                                    |
| 60–64                                              | pomorskie                                          | Toruń                                              | 25,7                                               | 1884,4                                             |                                                    |
| 65–69                                              | poznańskie                                         | Poznań                                             | 28,1                                               | 2339,6                                             |                                                    |
| 70–74                                              | stanisławowskie                                    | Stanisławów                                        | 16,9                                               | 1480,3                                             |                                                    |
| 00–19                                              | Miasto Warszawa                                    | Warszawa                                           | 0,14                                               | 1179,5                                             |                                                    |
| 85–89                                              | warszawskie                                        | Warszawa                                           | 31,7                                               | 2460,9                                             |                                                    |
| 75–79                                              | śląskie                                            | Katowice                                           | 5,1                                                | 1533,5                                             |                                                    |
| 80–84                                              | tarnopolskie                                       | Tarnopol                                           | 16,5                                               | 1600,4                                             |                                                    |
| 90–94                                              | wileńskie                                          | Wilno                                              | 29,0                                               | 1276,0                                             |                                                    |
| 95–99                                              | wołyńskie                                          | Łuck                                               | 35,7                                               | 2085,6                                             |                                                    |

## Gospodarka

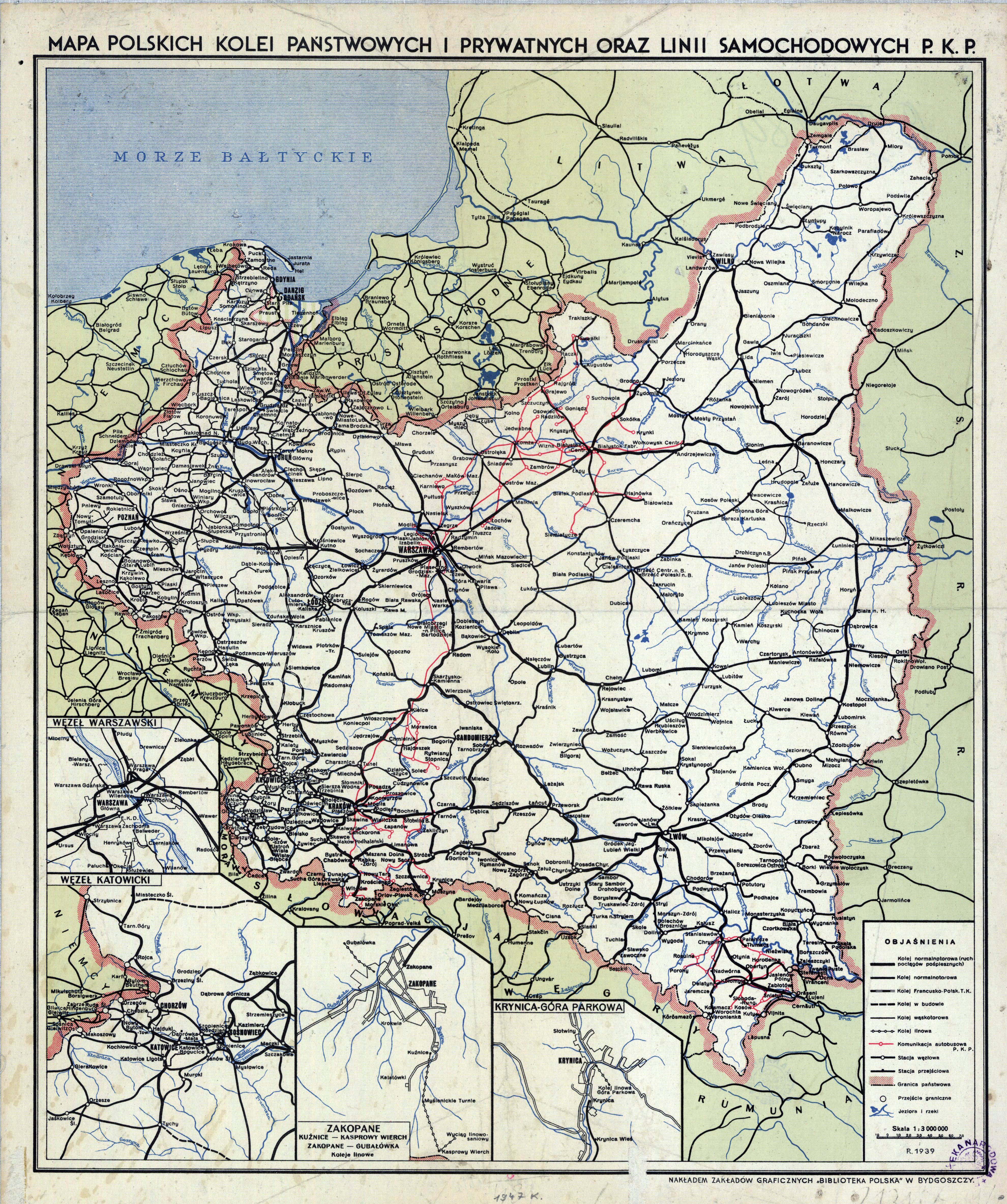
Mapa linii kolejowych PKP 1939

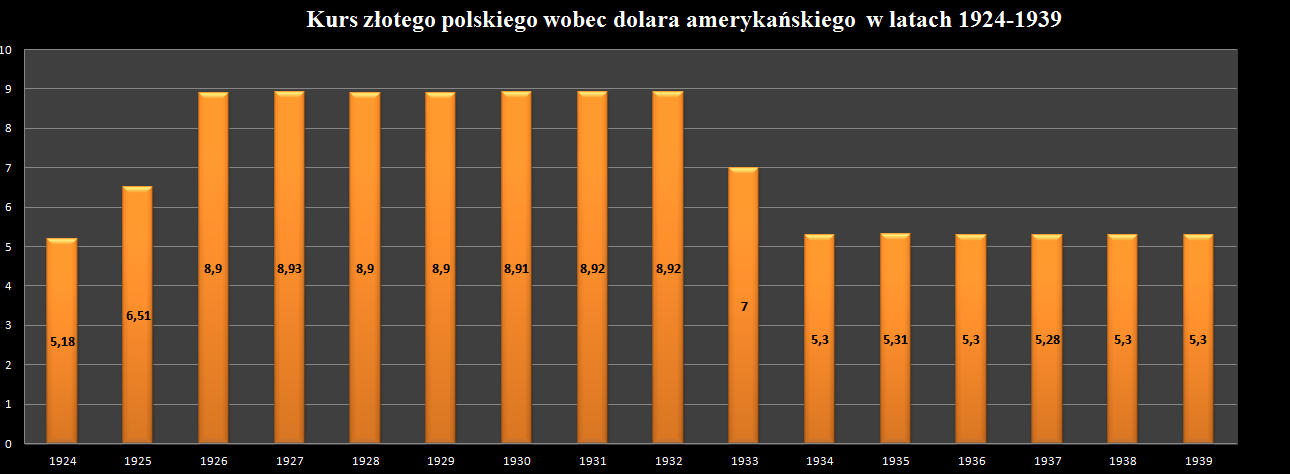
Kurs złotego względem dolara w latach 1924–1939. Umocnienie się złotego było wynikiem odejścia USA od parytetu złota i dewaluacji dolara w 1933 r.

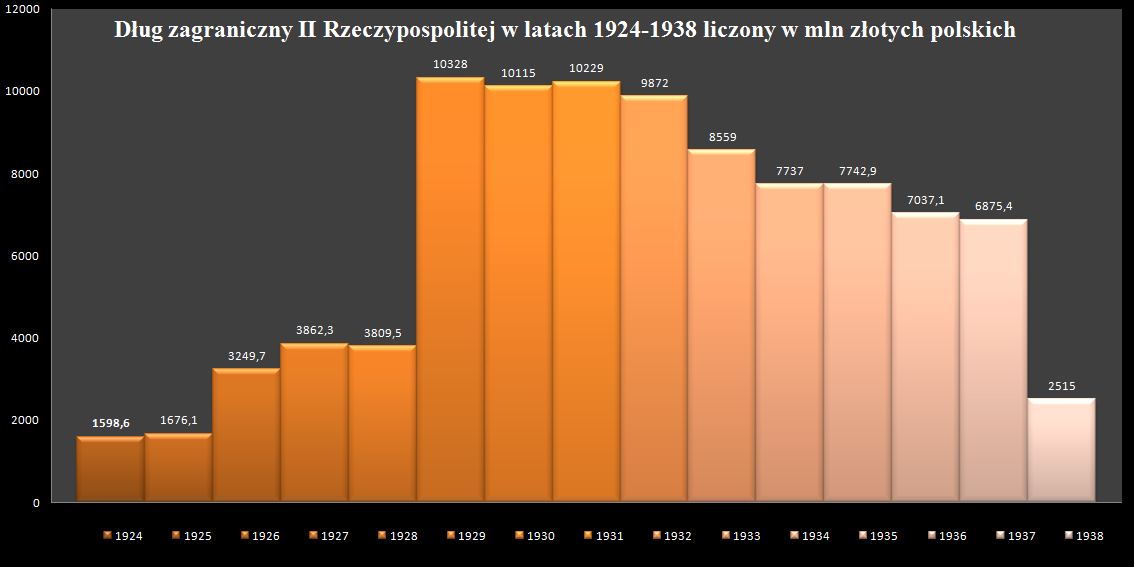
Dług zewnętrzny Polski w latach 1924–1938

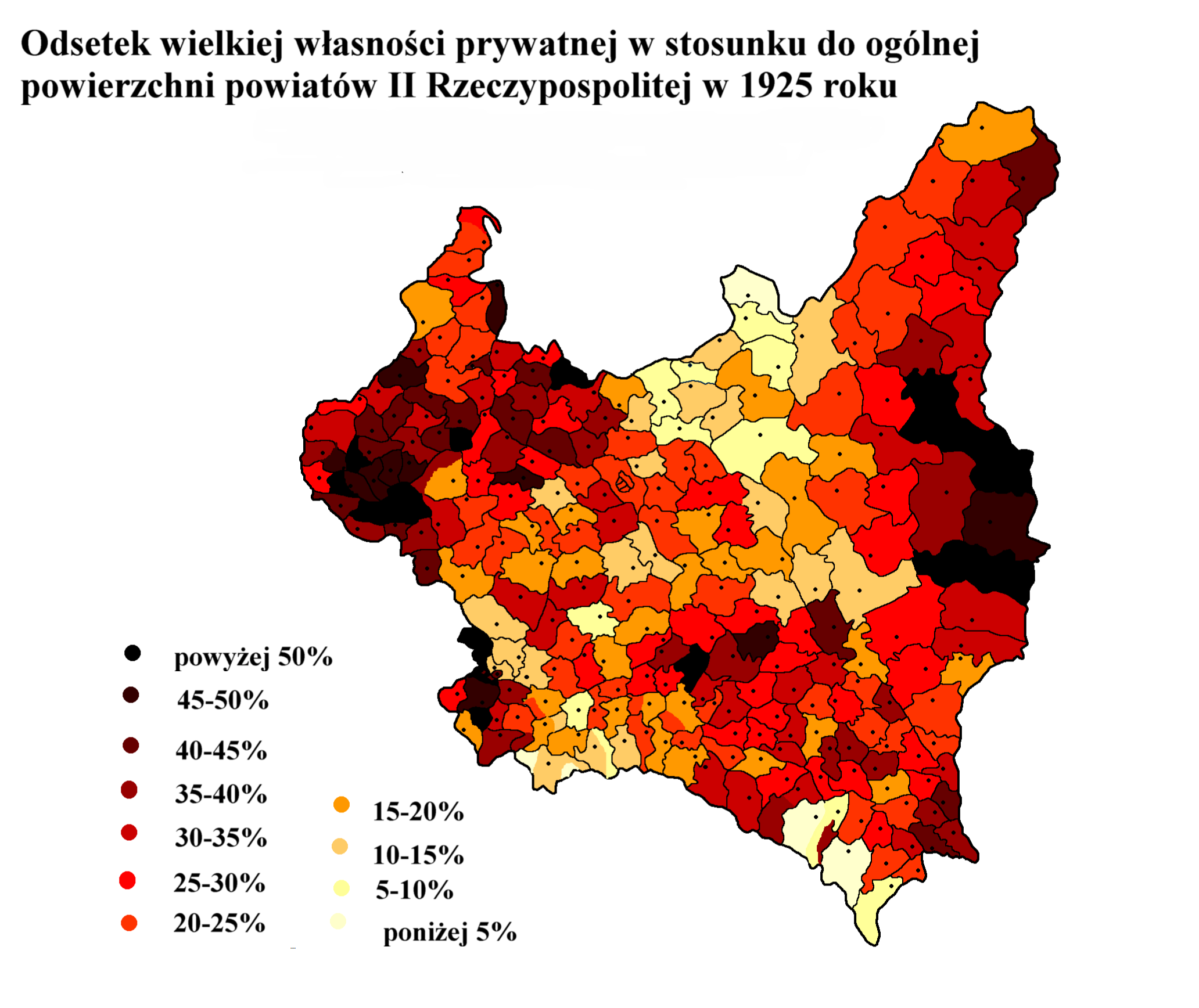
Odsetek wielkiej własności prywatnej w stosunku do ogólnej powierzchni powiatów II Rzeczypospolitej w 1925 r.

Po zniszczeniach w czasie I wojny światowej Polska powstała z połączenia trzech zaborów, które przed wojną sprzedawały głównie do państw zaborczych. Nowe granice ograniczyły sprzedaż na stare rynki zbytu. Dodatkowo w 1925 r. wybuchła wojna celna z Niemcami, które były głównym partnerem handlowym.
Wielki kryzys w Polsce był znacznie głębszy i dłuższy wskutek zachowania wymienialności złotego na złoto (parytet złota), podczas gdy wiele krajów od niego odeszło i zdewaluowało swoje waluty, co uczyniło polskie towary za granicą droższymi. Według historycznych danych GUS w 1938 r. produkcja przemysłowa w Polsce była realnie o 19% większa niż w 1928 r., co było wzrostem nieco wyższym od średniego wzrostu w całej Europie (wzrost o 13%, nie licząc ZSRR) i znacznie wyższym od wzrostu w St. Zjednoczonych (spadek o 23%), gdzie po stałym rozwoju w latach 1933–1937 produkcja przemysłowa w 1938 ponownie załamała się. W 1938 produkcja przemysłowa na głowę mieszkańca była wciąż prawie 10% niższa niż w 1913.
Gdyby nie rozwój gospodarki w kraju w latach 1936–1939, który był, obok lat 1926–1929, najszybszy w całym okresie istnienia II RP, to przed wrześniem 1939 r. nie udałoby się osiągnąć globalnego poziomu produkcji przemysłu z 1913 r., ale i tak produkcja przemysłowa przypadająca na jednego mieszkańca była w 1938 r. o kilkanaście procent niższa niż na terenach polskich w 1913 r. Tymczasem wszędzie w Europie w okresie międzywojennym wskaźniki te były dużo wyższe. Zatem zacofanie, jeśli chodzi o uprzemysłowienie kraju, w latach 1918–1939 rosło.
Polski PKB na jednego mieszkańca przed 1939 rokiem nie przekroczył nigdy połowy średniego PKB na głowę w Europie Zachodniej.
Produkcja wytworzona w Polsce międzywojennej na mieszkańca wynosiła ok. 610 zł, podczas gdy np. w Rumunii równowartość 600 zł, a w krajach Europy Zachodniej przeciętnie 1800 zł (w USA 4500 zł).
Przez całe lata 30. państwo zwiększało swój udział w gospodarce. Przejmowało zagrożone upadkiem przedsiębiorstwa oraz zakładało własne. Pod koniec II RP przedsiębiorstwa państwowe wytwarzały ponad 25% produkcji przemysłowej, a wiele kluczowych działów gospodarki było pod całkowitą kontrolą rządu. System bankowy zdominowały cztery banki państwowe, które skupiły 42% ogółu wkładów klientów oraz opanowały 38% rynku kredytowego.
W 1929 r. zwolennik doktryny liberalizmu gospodarczego Adam Heydel pisał:

Etatyzm polega w Polsce na nadmiernej rozbudowie gospodarki państwowej oraz na wciskaniu się we wszystkie tryby życia gospodarczego interwencji państwa. (..) Wszystkie działy etatyzmu wyrażają się w niesłychanej ilości więzów, nakazów i zakazów.

Energetyka: w 1914 r. na ziemiach polskich istniało 150 elektrowni produkujących 800 mln kWh. Według GUS w 1923 r. produkcja energii elektrycznej w II RP wyniosła 1511 mln kWh i do 1938 r. wzrosła do 3977 mln kWh. Zużycie energii na statystycznego Polaka wynosiło w 1937 r. 50 kWh (mieszkaniec Paryża zużywał w tym czasie ponad 500 kWh, przeciętny Szwajcar – 700 kWh, a mieszkaniec amerykańskich miast nawet 1000 kWh na rok). Pod koniec 1938 r. prąd docierał do 3% wsi i 2% gospodarstw wiejskich.
Wydobycie ropy naftowej: w latach 1922–1938 produkcja ropy spadła z 705 tys. ton do 507 tys. ton ropy rocznie.
Motoryzacja: w latach 1926–1931 liczba samochodów w II RP wzrosła 4-krotnie. W okresie wielkiego kryzysu spadła o około 30%, a w następnych latach wróciła do poziomu z początku lat 30. Liczba samochodów przypadająca na 1000 mieszkańców w Polsce nie tylko pozostawała bardzo niska przez okres lat 30. na tle państw wysoko rozwiniętych, ale dystans do nich nawet się powiększył. Dla porównania w 1938 r. w Polsce przypadał 1 samochód na 1000 mieszkańców, w Japonii – 2,5, w Brazylii – 3,7, we Włoszech – 10, w Niemczech i Austrii – 25,1, w Wlk. Brytanii – 51,1, a w Stanach Zjednoczonych aż 228,8.
Rolnictwo: występując w Sejmie w 1935 r., wicepremier Eugeniusz Kwiatkowski stwierdził: „Nasza struktura gospodarcza jest wyjątkowo niekorzystna (...). Wieś polska w XX w. powróciła prawie do gospodarki naturalnej. Szereg potrzeb wsi zaspakaja się w sposób anormalny i niezwykle prymitywny, zapałki dzieli się na części, wraca się do łuczywa, a transport pieszy i kołowy nawet na znaczne odległości przyszedł ponownie – po przerwie od końca XIX w. – do znaczenia”.
W Polsce zachodniej domy murowane stanowiły 70% budynków, w Polsce centralnej – 11%, a we wschodniej – 1.4%.

## Kwestia chłopska
Na przełomie 1918/1919 r. doszło w kraju do tzw. buntu fornali. W wyniku wypraw pacyfikacyjnych wojska i policji zginęło kilkudziesięciu robotników rolnych, setki aresztowano. Często wykonywano karę batożenia jak w czasach pańszczyzny.
W latach 30. ludność chłopska stanowiła ok. 71% ludności kraju.
Średnia długość życia na wsi wynosiła 47 lat i była o ponad 10 lat niższa niż w Europie Zachodniej.
W 1931 r. w Polsce 23,4% gospodarstw rolnych miało powierzchnię poniżej 2 ha, 35,5% powierzchnię od 2 do 5 ha. Z 2 ha nie można było wyżyć bez dodatkowych dochodów. Gospodarstwa od 2 do 5 ha zapewniały egzystencję na granicy głodu.
W wyniku „wielkiego kryzysu” głód stał się powszechnym, okresowym zjawiskiem na wsi. Ceny pszenicy w 1934 r. wynosiły zaledwie 34% ceny z 1928 r. W 1937 r. koniunktura się poprawiła, ale chłopi tego nie odczuli, albowiem wzrosły jednocześnie podatki. Zadłużenie gospodarstw chłopskich pod koniec lat 30. wynosiło 4,3 mld złotych gdy wartość rocznej sprzedanej produkcji tylko 1,5 mld złotych.
Rezerwę użytków rolnych możliwych do rozparcelowania oceniano w 1938 r. na 4,6 mln ha, a liczbę ludności bezrolnej zamieszkującej na wsi na 5,5 mln ludzi. Ziemi było w Polsce zbyt mało, by jedynie drogą reformy rolnej „rozładować” przeludnienie na wsi.
W 1939 r. zelektryfikowanych wsi w Polsce było 3%.
W dniach 16–25 sierpnia 1937 chłopi pod przewodnictwem Stronnictwa Ludowego zorganizowali w Polsce strajk. Był to największy w Polsce protest chłopski, w którym wzięło udział kilka milionów chłopów. Strajk spotkał się z brutalną reakcją władz. Zginęły 44 osoby, ponad 5 tys. było aresztowanych, a 617 skazano i osadzono w więzieniach.
Z odezwy Stronnictwa Ludowego proklamującej strajk chłopski, Warszawa 14 sierpnia 1937:
Strajk (...) jest manifestem za koniecznością likwidacji systemu sanacyjnego w Polsce i przywróceniem obywatelowi praw mu przynależnych. (...) Żądamy ustroju demokratycznego dla Polski i nowych uczciwych wyborów
W lutym 1938 r. Stronnictwo ludowe zapowiedziało kolejny protest chłopski. Rząd sanacyjny zareagował pacyfikacją zagrożonych powiatów województwa krakowskiego i lwowskiego. Pacyfikacja polegała na dewastacji gospodarstw działaczy ludowych – łamaniu mebli w ich domach i wysypywaniu ziarna. W niektórych przypadkach policja posuwała się do łamania nóg koniom i bydłu uderzeniami kolb i drągów.
„Cukier na wsi nie istnieje. Większość dzieci nie widziała go nawet nigdy, chyba w formie cukierków na odpustach. Sól używa się obecnie szarą, nieraz nawet czerwoną bydlęcą. Na wiosnę w okresie przednówka z braku gotówki nawet na te najgorsze gatunki stosuje się, kilkakrotnie gotując ziemniaki w tej samej osolonej wodzie”

## Szkolnictwo oraz opieka przedszkolna

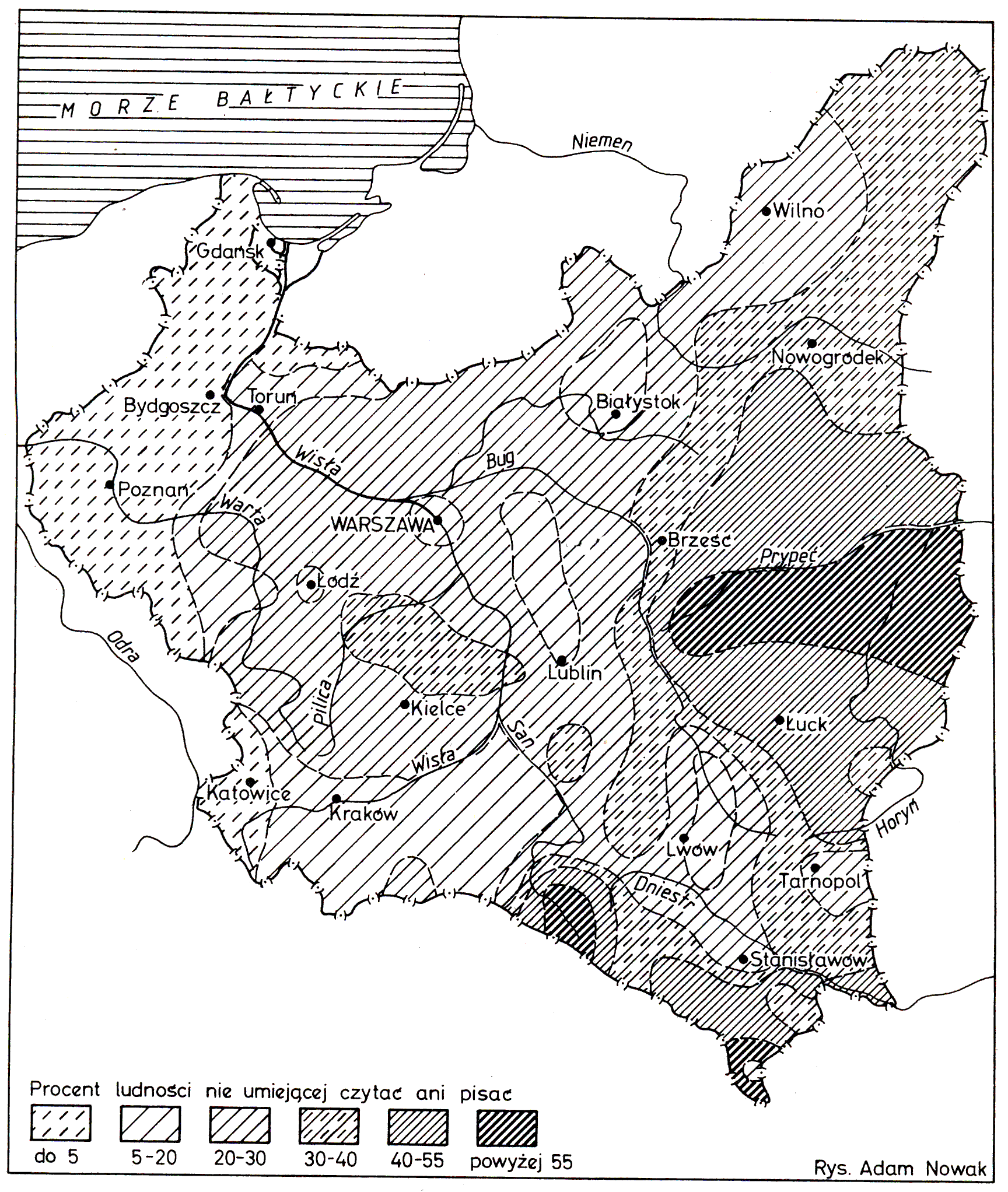
Analfabetyzm w II Rzeczypospolitej w 1931 r.

W pierwszym roku akademickim niepodległej Polski (1918/19) działało na jej terenie 7 uczelni. Ich liczba rosła dzięki zakładaniu nowych placówek państwowych i prywatnych, osiągając poziom 24 w roku akademickim 1932/33 oraz 32 w roku 1937/38. Polscy studenci (w sumie 49,3 tys., z czego 28% to kobiety) koncentrowali się głównie w Warszawie (42%), drugim pod względem wielkości ośrodkiem akademickim był Lwów (19%), a następnie Kraków (15,6%) i Wilno (7,2%). Najpopularniejszym kierunkiem studiów było prawo (ponad 20% ogółu studentów).
W 1928 r. tekę ministra oświaty objął Kazimierz Świtalski, który rozpoczął działalność od dokonania w resorcie czystki personalnej. Naczelnym kryterium przy doborze kadry była lojalność wobec rządu. Po przewrocie majowym sanacja rzuciła hasło prowadzenia „wychowania państwowego”. Nowym ideałem wychowawczym miał być model obywatela – państwowca, opierający się na syntezie postawy bojownika i pracownika. Cechami tego wzorca miały być: dzielność życiowa, silna wola, potężna energia, zdolność do czynu i pracy, wytrwałość, honor oraz lojalność i ofiarność w stosunku do państwa. Czynniki oficjalne otwarcie wskazywały, że nauczyciel musi służyć nie tylko państwu, ale i grupie rządzącej.
Pod koniec lat 30. w związku z kryzysem światowym, nastąpiła gwałtowna zapaść szkolnictwa. W roku szkolnym 1931/32 brakowało miejsc w szkołach dla ok. 300 tys. dzieci. Przeciętna liczba uczniów na jednego nauczyciela wyniosła 58,3. 70% szkół w Polsce to były szkoły 1- i 2-klasowe, niedające możliwości kontynuowania nauki na poziomie średnim. Szkół 7-klasowych było ok. 10%. Najgorsza sytuacja była na wsi, gdzie tylko 14% szkół miało więcej niż 3 klasy. Do matury podchodziło niespełna połowa uczniów, którzy rozpoczęli naukę w gimnazjum. Pozostali porzucali szkołę, nie mogąc sprostać stawianym wymaganiom.
Mimo bezrobocia wśród nauczycieli z powodów budżetowych brakowało etatów dla zwiększenia liczby kadry nauczycielskiej. 25% dzieci uzyskiwało niezadowalające wyniki w nauce, co w zestawieniu z niezbyt wygórowanymi wymaganiami świadczyło raczej o niskim poziomie nauczania na tym poziomie szkolnictwa. Do VII klasy docierało tylko ok. 52% uczniów zaczynających od I klasy, a do VIII zaledwie 46%.
W drugiej połowie lat 30. system szkolny wyglądał w ten sposób, że szkoła podstawowa liczyła 6 klas. Dodatkową siódmą klasę musieli skończyć ci, którzy nie chcieli dalej kontynuować nauki. Kontynuujący naukę mieli przed sobą 4 lata gimnazjum i dwa lata liceum. Przy czym wtedy rodzice musieli zapłacić 200 zł rocznie czesnego (pensja doświadczonego policjanta czy oficera w stopniu porucznika wynosiła ok. 300 zł miesięcznie). W efekcie do szkoły średniej trafiała młodzież z zamożnych domów. Maturę w 30-milionowym kraju zdawało ok. 30 tys. abiturientów.
W latach 1937/38 – zaledwie ok. 84 tys. dzieci objętych było opieką w przedszkolach.

## Demografia

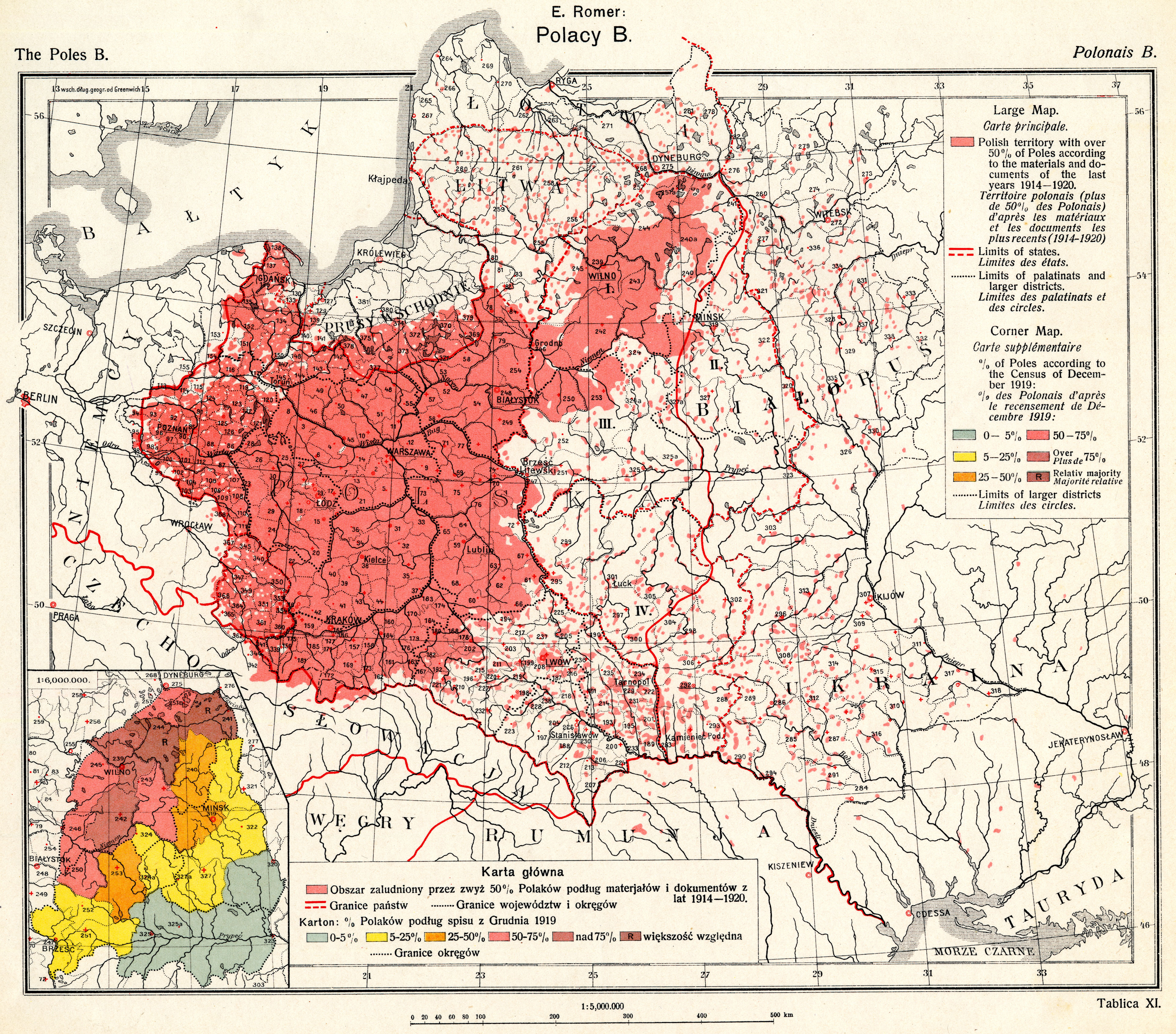
Mapa rozmieszczenia ludności polskiej Eugeniusza Romera 1921, wykorzystana przez delegację Polski na konferencji paryskiej

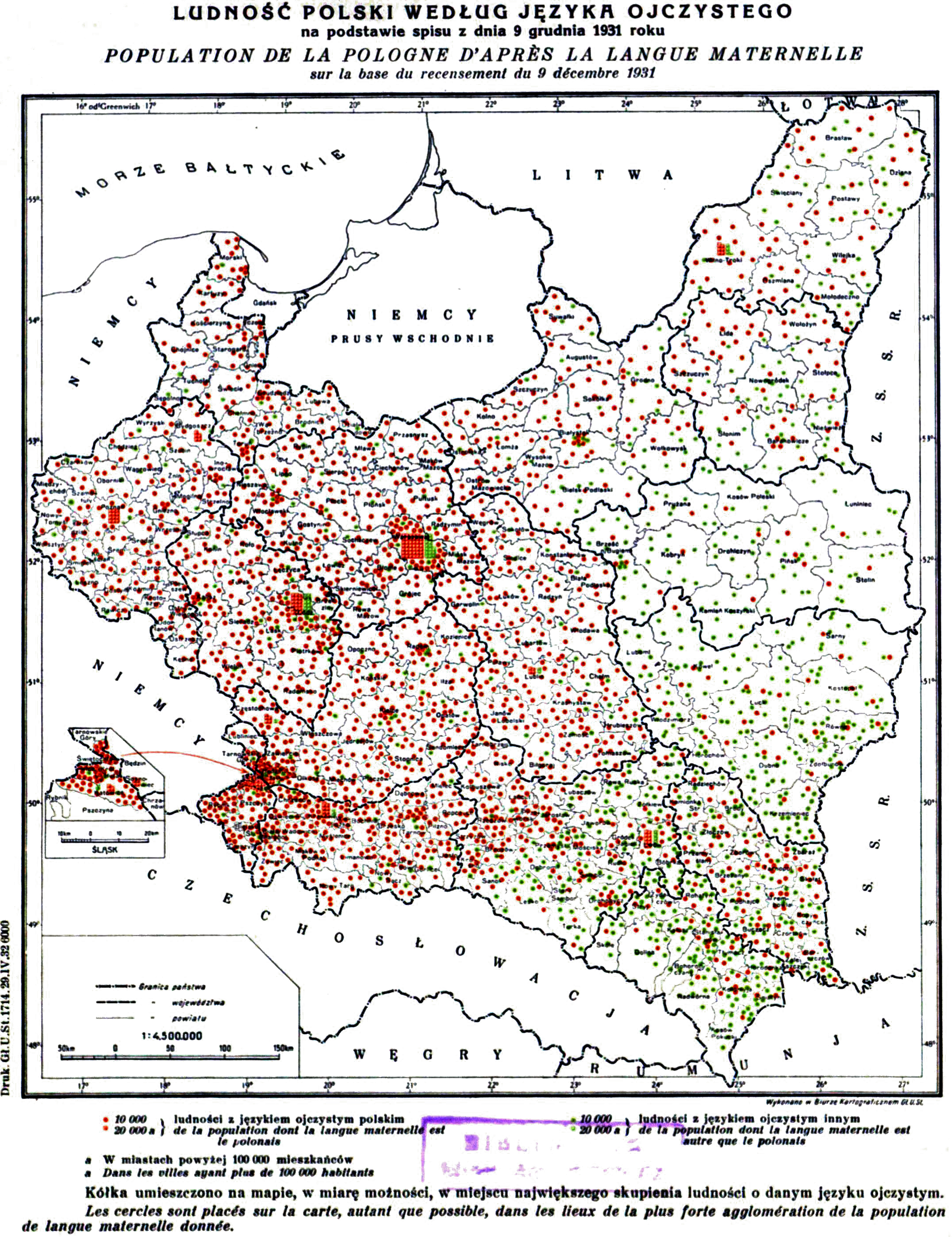
Ludność Polski według kryterium języka ojczystego 1931. Oficjalna mapa Głównego Urzędu Statystycznego, 1931

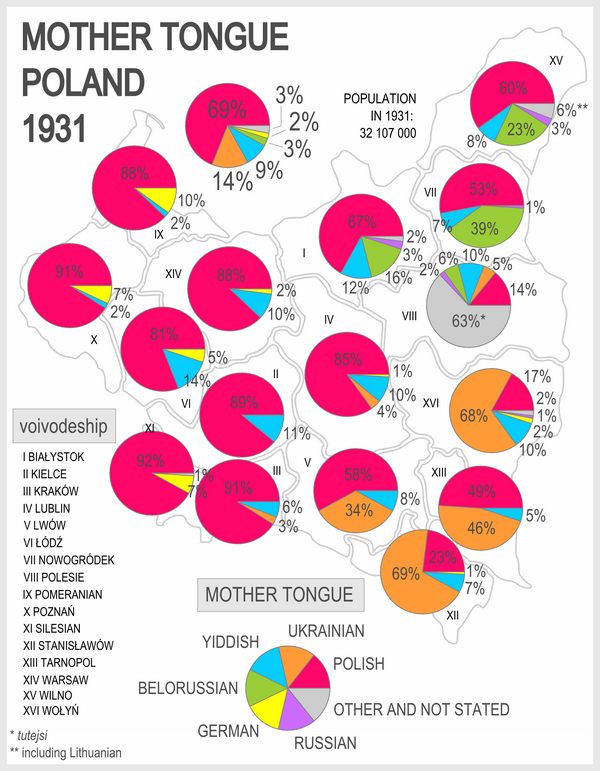
Język ojczysty w województwach według spisu z 1931

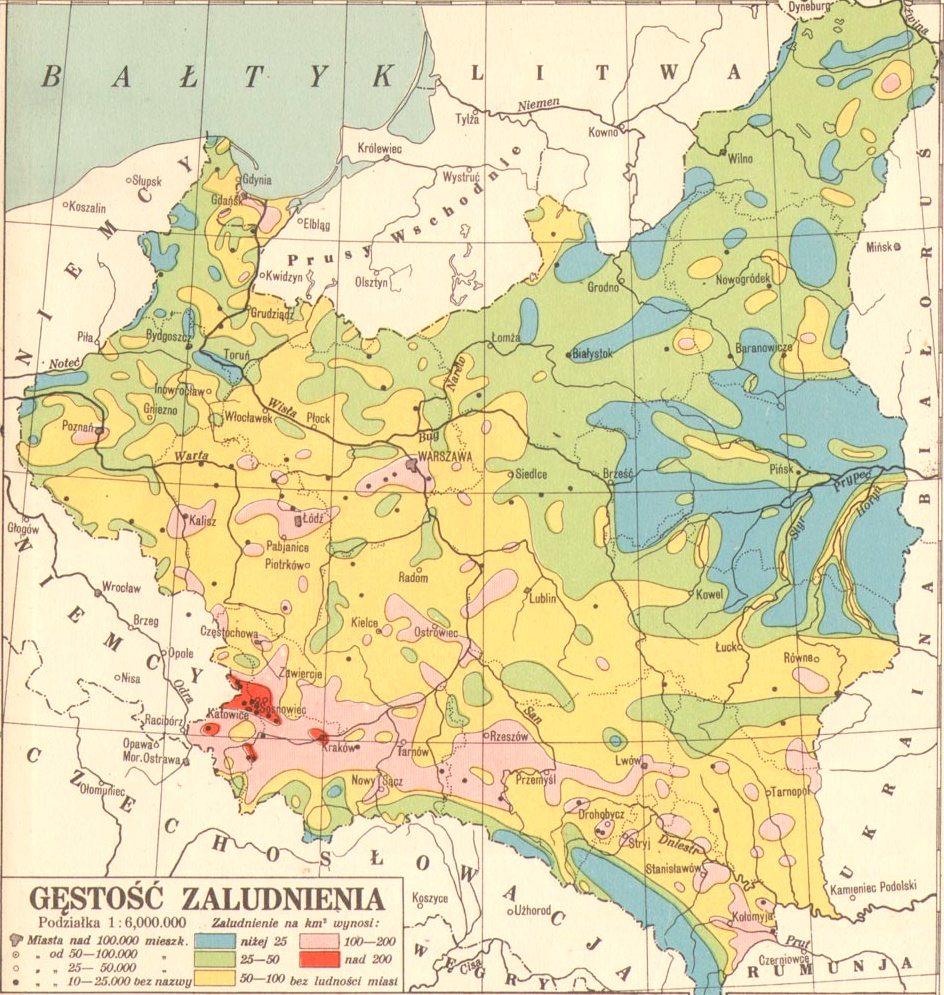
Polska i Wolne Miasto Gdańsk, gęstość zaludnienia bez ludności miast, 1930

| Data spisu       | Ludność    | Procent ludności miejskiej | Gęstość zaludnienia (osób na 1 km²) |
| ---------------- | ---------- | -------------------------- | ----------------------------------- |
| 30 września 1921 | 27 177 000 | 24,6%                      | 69,9                                |
| 9 grudnia 1931   | 32 107 000 | 27,4%                      | 82,6                                |
| 31 grudnia 1938  | 34 849 000 | 30%                        | 89,7                                |

## Mniejszości narodowe
Polska w okresie międzywojennym była krajem wielonarodowościowym, w którym Polacy stanowili od 64 do 69,2% populacji. Na większości obszaru wiejskiego Kresów Wschodnich, Polacy stanowili mniejszość (na rzecz Ukraińców lub Białorusinów), natomiast większość w dużych miastach. Polacy przeważali m.in. na Wileńszczyźnie i w ówczesnym województwie lwowskim. Na zachodzie przeważali w niektórych okolicach Niemcy. W wielu miejscowościach dominowała ludność żydowska. Elitom politycznym młodego państwa polskiego, nieprzygotowanym do rządzenia wielonarodowym społeczeństwem, trudno było zaakceptować mniejszości narodowe jako pełnoprawnych obywateli państwa. Niejednokrotnie też przedstawiciele mniejszości narodowych stawali się obiektem ataków zmasowanej propagandy środowisk nacjonalistycznych. Wybrano zatem wariant wzmacniania polskości metodami administracyjnymi. Efekty okazały się jednak odwrotne od zamierzonych. Polityka narodowościowa realizowana w dwudziestoleciu międzywojennym przyniosła fatalne skutki dla państwa polskiego we wrześniu 1939 r. Znaczna część obywateli polskich niepolskiej narodowości, oczekując jakichkolwiek zmian na lepsze, gotowa była przyjmować okupantów Polski jako wyzwolicieli spod polskiego panowania, z nadzieją na wywalczenie szerszego zakresu swobód narodowych i poprawę warunków ekonomicznych.
Narodowości według spisu z 1921 r. (samookreślenie według deklarowanej narodowości respondentów):
1. Polacy[71] – 69,2%
2. Ukraińcy[72] – 14,0%
3. Żydzi[73] – 7,8%
4. Białorusini[74] – 3,9%
5. Niemcy[75] – 3,8%
6. Inna, lub nie podana – 1,3%

Narodowości według spisu z 1931 r. (samookreślenie według deklarowanego języka ojczystego respondentów):
1. Polacy[76] – 68,9%
2. Ukraińcy[j][k][l][77] – 13,9%
3. Żydzi[78] – 8,6%
4. Białorusini[79] – 3,1%
5. Niemcy[80] – 2,3%
6. Inna, lub nie podana – 3,2%

### Mniejszość ukraińska
W lecie 1930 r. Organizacja Ukraińskich Nacjonalistów przeprowadziła na terenach zamieszkałych przez ludność ukraińską akcję terrorystyczną polegającą przede wszystkim na masowych podpaleniach. W odpowiedzi rząd polski we wrześniu tego roku rozpoczął akcję pacyfikacyjną na tych terenach. Objęła ona łącznie 493 wsie. Do wsi wkraczały oddziały policji wspieranej przez wojsko i przeprowadzały brutalne rewizje domostw w wyniku których dochodziło do niszczenia mienia i licznych pobić. W ich wyniku zginęło od siedmiu do 35 osób. Wobec tych metod polskiej władzy dotąd obojętni wobec kwestii politycznych ukraińscy chłopi zaczęli popierać OUN.

### Mniejszość białoruska
Na mocy pokoju ryskiego, tereny obecnej Białorusi podzielone zostały między Polskę a RFSRR. Bolszewicy utworzyli marionetkową Białoruską SRR. Ze strony polskiej większość negocjatorów była pod wpływem koncepcji endeckich, które przeczyły wizjom tworzenia federacji na obszarze byłego Wielkiego Księstwa Litewskiego. Rzeczpospolita objęła w przybliżeniu tereny na zachód od granicy II rozbioru (z niewielką korektą na korzyść Polski w postaci Pińska i Nieświeża), na których utworzono województwa białostockie, nowogródzkie, poleskie oraz wileńskie. Granicę polsko-sowiecką przeprowadzono 30–60 km na zachód i północny zachód o Mińska, zajętego w ostatnich dniach wojny polsko-bolszewickiej ponownie przez Wojsko Polskie, które po zawarciu rozejmu było zmuszone wycofać się z miasta. Do większych miast tego obszaru (skądinąd bardzo słabo zurbanizowanego) zalicza się Grodno i Brześć.
Według wyników spisu powszechnego z 1931 r. 990 tys. obywateli II RP podało język białoruski jako ojczysty, a na Polesiu 700 tys. – język „tutejszy”. Wśród ludności białoruskiej w II RP 77,6 procent stanowili analfabeci. Do inteligencji zaliczało się 0,17 procent ludności.
Powszechnie stosowaną przez włościan białoruskich formą walki z „polskim porządkiem” było wywoływanie pożarów. Ich pastwą padło wiele wsi, miasteczek, obiektów przemysłowych. Z raportów MSW jeszcze z przełomu 1925/1926 r. wynika, że władze polskie nie były w stanie skutecznie przeciwdziałać aktom dywersyjnym.
Białoruska Włościańsko–Robotnicza „Hromada” była pierwszą partią polityczną, której program rozpowszechnił się wśród białoruskich chłopów i robotników. Poza postulatem zjednoczenia wszystkich ziem białoruskich w jedną republikę nacisk programowy położono głównie na aspekty społeczne: konieczność reformy rolnej bez odszkodowań, zniesienie osadnictwa wojskowego, melioracji błot czy możność używania języka białoruskiego w urzędach. Liczyła sobie ona ok. 100 tys. członków. „Hromada” nie była przybudówką Komunistycznej Partii Zachodniej Białorusi, lecz istniały ścisłe kontakty między działaczami obu partii. W 1927 r. „Hromada” została zdelegalizowana przez władze sanacyjne. Po tym fakcie założone zostało ugrupowanie „Zmahańnie za Interesy Włościan i Robotników”, które skupiło w swych szeregach większość byłych członków „Hromady” i prezentujące podobny program. W 1928 r. wzięło udział w wyborach, tworząc następnie w Sejmie klub poselski. Partię tę władze sanacyjne rozwiązały w 1930 r. Wielu jej członków przeszło w szeregi nielegalnej Komunistycznej Partii Zachodniej Białorusi wchodzącej w skład ogólnopolskiej KPP. KPZB była organizacją odnoszącą na Białostocczyźnie największe sukcesy. W Polsce międzywojennej odbyło się wiele procesów politycznych, w których oskarżonymi byli członkowie tej partii. Do tych, które znalazły największy oddźwięk społeczny, należał tzw. „proces 133” przeprowadzony w 1928 r. KPZB próbowała brać udział w wyborach samorządowych, ale jej listy były unieważniane przez władze, a aktywni działacze aresztowani.
Władze polskie starały się nie dopuścić również do rozszerzenia białoruskiego ruchu spółdzielczego, również dopatrując się w nim formy wpływów komunistycznych. W rezultacie obostrzeń stwarzanych przez władze w 1939 r. istniały tylko trzy spółdzielnie białoruskie. Władze sanacyjne zlikwidowały w 1937 r. Towarzystwo Szkoły Białoruskiej – największą organizację samorządową ludności białoruskiej, oskarżając ją o „infiltrację komunistyczną”. Stopniowo likwidowano w II RP szkolnictwo białoruskie. O ile w roku szkolnym 1918/1919 istniało 346 szkół białoruskich, to w 1937 r. zostało ich tylko 5 szkół powszechnych białorusko–polskich, 44 szkoły w których wykładano białoruski jako jeden z przedmiotów i jedno gimnazjum białoruskie. W końcu lat 30. władze sanacyjne rozwiązały bądź zawiesiły działalność wielu organizacji białoruskich w tym najważniejszych: Białoruskiego Instytutu Gospodarki i Kultury (styczeń 1937 r.), Białoruskiego Komitetu Narodowego (styczeń 1938 r.) i sparaliżowały działalność Białoruskiego Zjednoczenia Ludowego, zamykając pismo „Biełaruskaja Krynica”. Powodem było zawarcie w statutach tych organizacji postulatu zjednoczenia narodu białoruskiego.
Dużym echem wśród prawosławnych w większości Białorusinów odbiła się akcja podjęta z inspiracji wojskowych władz sanacyjnych zakładająca zburzenie latem 1938 r. 127 „zbędnych” prawosławnych obiektów sakralnych (w szczególności na terenie Chełmszczyzny).
W 1939 r. wojewoda białostocki w następujący sposób oceniał wyniki polityki polonizacyjnej wobec Białorusinów: „Element polski nie potrafił dotychczas nie tylko porwać za sobą, ale nawet związać wsi białoruskiej przez wciągnięcie jej do wspólnych organizacji społecznych, politycznych czy gospodarczych. Żądaliśmy jedynie, aby mniejszość ta myślała po polsku, nic w zamian nie dając (…). Chcąc ten proces przyspieszyć, musimy wieś białoruską podbić kulturalnie”, a dowódca Okręgu Korpusu nr IX gen. Jarnuszkiewicz stwierdził: „Nie wystarczy to, że ktoś uważa się za Polaka, a pozostaje prawosławny. Na kresach synonim polskości to katolicyzm.”.
Przed wybuchem wojny nastawienie ludności białoruskiej tak opisywało pismo „Biełaruskij Front”: „Ludność białoruska oczekuje jakichkolwiek zmian (…) filozofią mas chłopskich jest: nic nie mówić, nic nie wiedzieć, nic nie robić. Głodni, obdarci, niepiśmienni chłopi nie są zainteresowani żadnymi działaniami politycznymi ani społecznymi. Pójdą z entuzjazmem za każdym, kto obieca im chleb i więcej ziemi, by produkować chleb.”.

### Akcja rewindykacyjno-polonizacyjna 1938
Po 1918 r. część ludności oficjalnie wyznania prawosławnego będąca wcześniej unitami, którym wiarę prawosławną narzuciły władze zaborcze siłą, z powrotem przeszła na katolicyzm. Wiązało się to z samorzutną akcją przejmowania cerkwi prawosławnych (wcześniej niekiedy będących świątyniami unickimi). Na tym tle dochodziło do konfliktów z pozostałościami ludności wyznania prawosławnego, głównie Ukraińcami, zamieszkującymi głównie południową część Chełmszczyzny. Akcję spontanicznego przejmowania cerkwi zakończył (z powodu obaw o narastające nastroje konfrontacyjne) rząd w 1924 r. uchwałą zakazującą przejmowania cerkwi do czasu uregulowania prawnego kwestii.
W 1929 r. wojewoda lubelski rozpoczął akcję wyburzania „zbędnych” cerkwi na terenach gdzie nie zamieszkiwali już prawosławni. Zniszczono 29 cerkwi. Akcję wstrzymano na skutek protestów ludności prawosławnej.
W 1937 r. rozpoczęto na szeroką skalę zakrojoną akcję polonizacji i katolicyzacji Chełmszczyzny gdzie w dużym procencie zamieszkiwała ludność ukraińska wyznania prawosławnego. Wydano m.in. zakaz nauczania języka ukraińskiego na Chełmszczyźnie i Podlasiu, nauka religii prawosławnej, a nawet kazania miały się odbywać w języku polskim. Masowo, pod przymusem wojskowym i policyjnym, nakazywano ludności prawosławnej deklarować przejście na katolicyzm. Dowództwo Korpusu Okręgu II Wojska Polskiego w Lublinie rozpoczęło jednocześnie w 1938 r. akcję wyburzania, często zabytkowych, cerkwi na obszarze Lubelszczyzny. Miejscowe władze inspirowały manifestacje miejscowych katolików, którzy podejmowali uchwały domagające się zamknięcia i wyburzenia cerkwi jako ośrodków dywersji ukraińskiej. Rozbiórkę cerkwi przeprowadzała administracja gminna na polecenie starostów za pomocą miejscowej młodzieży, głównie z oddziałów strażackich, więźniów lub wynajętych brygad. Często cerkwie były niszczone wraz z ich wyposażeniem liturgicznym. W rezultacie na Lubelszczyźnie zniszczono 91 cerkwi (pozostało 49), 10 kaplic i 26 domów modlitwy. Akcja spowodowała wzrost nastrojów antypolskich i antypaństwowych u ludności ukraińskiej.
Stanisław Cat-Mackiewicz tak komentował tę akcję: „Burzenie świątyń prawosławnych to jeszcze jeden dowód, że rządzą nami ludzie nie dorośli do rządzenia(…).”. 30 marca 1938, rada miejska w Białymstoku podjęła uchwałę o zburzeniu niedokończonej cerkwi na placu Wolności – przeciwko głosowali radni „Bundu” i PPS.

### Mniejszość żydowska
Niepodległość w stosunkach polsko-żydowskich rozpoczęła się od pogromu antyżydowskiego w Kielcach, do którego doszło 11 listopada 1918. W jego wyniku zginęły 4 osoby, a 250 zostało rannych. Rabowano żydowskie sklepy i mieszkania prywatne. Najwięcej ofiar było, gdy tłum wtargnął do Teatru Polskiego i zaczął linczować zgromadzonych tam członków organizacji syjonistycznej, którzy obradowali nad odezwą wyrażającą radość z odzyskania przez Polskę niepodległości. Porządek w mieście przywrócił dopiero oddział wojskowy gen. Wacława Iwaszkiewicza.
Podczas wojny polsko-bolszewickiej w armii polskiej szerzyły się nastroje antysemickie (Żydów oskarżano o popieranie Armii Czerwonej). Wojskowe władze polskie zarządziły utworzenie obozu w Jabłonnie, w którym internowano około tysiąca żołnierzy i oficerów żydowskiego pochodzenia (decyzja o jego utworzeniu została wydana 16 sierpnia 1920, obóz działał do 9 września 1920; jego powstanie wywołało skandal międzynarodowy, z którego minister spraw wojskowych gen. Sosnkowski musiał tłumaczyć się przed Sejmem i opinią publiczną). Wydano również rozkaz aresztowania we wszystkich wojskowych Okręgach Generalnych ok. 1000 wojskowych, wśród których większość stanowili Żydzi. Wielu oficerów wyznania mojżeszowego, zasłużonych w walce o niepodległość zostało usuniętych z wojska. Żydowską młodzież akademicką z oddziałów ochotniczych skierowano do kompanii karnych.

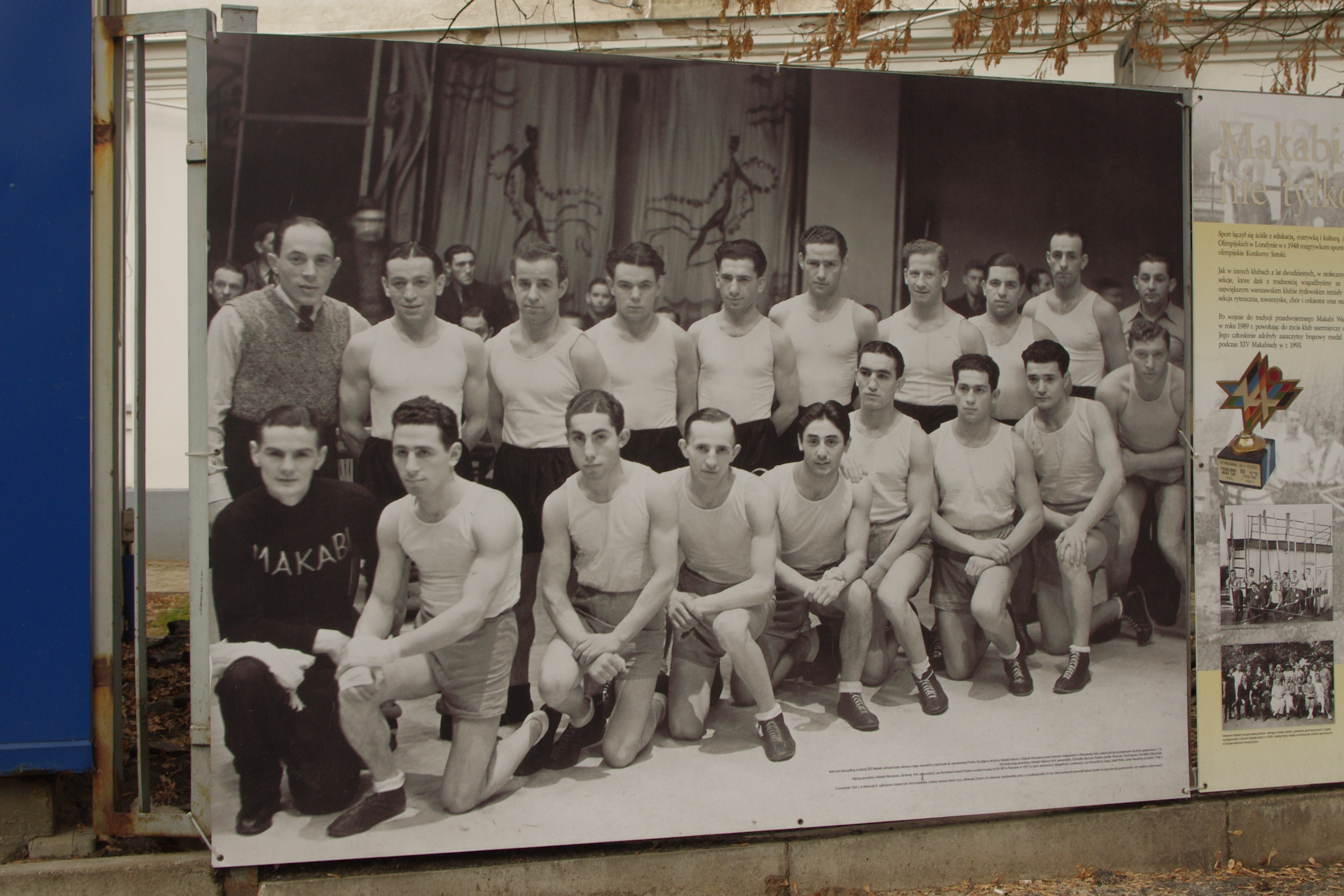
Żydowscy bokserzy Makabi Warszawa, fragment wystawy plenerowej „Sport Żydowski w przedwojennej Warszawie” prezentowanej na przełomie 2012/13 przy ul. Twardej 6 w Warszawie.

Również po zakończeniu wojny polsko-bolszewickiej żołnierze pochodzenia żydowskiego traktowani byli jako żołnierze drugiej kategorii lub wręcz z góry byli podejrzewani o nielojalność wobec państwa polskiego. W odpowiedziach na interpelacje poselskie gen. Sosnkowski stwierdzał, że „Żydzi nie nadają się do poważniejszej pracy niż pisanie na maszynie”. W związku z uchwałą Sejmu z 17 czerwca 1919 r., według której oficerami mogli być tylko obywatele polscy narodowości polskiej, degradowano oficerów pochodzenia żydowskiego nawet awansowanych już w Polsce niepodległej. W lipcu 1920 r. Wojsko Polskie zwolniło ze służby w wojskowych szpitalach lekarzy i pielęgniarki pochodzenia żydowskiego. 23 marca 1923 Sztab Generalny wydał tajny rozkaz usunięcia wszystkich Żydów z wojskowych zakładów graficznych. W drugiej połowie lat 20. w Wojsku Polskim służyło 87 oficerów pochodzenia żydowskiego, co stanowiło 0,5 procenta całego korpusu oficerskiego. Od końca lat 20. natomiast osób pochodzenia żydowskiego nie rekrutowano do lotnictwa, marynarki, łączności i broni pancernej oraz Korpusu Ochrony Pogranicza.
Na początku lat 20. dochodziło na kolei do licznych ekscesów antysemickich pod postacią bicia i rabowania żydowskich pasażerów. Żydzi obawiali się w szczególności dworca kolejowego w Bydgoszczy.
W 1922 r. na uczelniach odbyły się wiece poprzedzone memoriałem skierowane do senatów szkół wyższych w celu wprowadzenia numerus clausus. W 1923 r. nastąpiła próba wprowadzenia tych zmian, w czym przeszkodził zamach majowy w 1926 r. i dążenia nowego rządu do zawarcia porozumienia z mniejszościami narodowymi. W 1931 r. Sejm uchwalił ustawę O uchyleniu przepisów wyjątkowych związanych z pochodzeniem, narodowością, rasą lub religią obywateli Rzeczypospolitej. W latach 30. XX w. zdarzały się przypadki stosowania w praktyce numerus clausus. Natomiast mimo postulatów numerus nullus nie zostało wprowadzone.
W listopadzie 1932 r. doszło we Lwowie do gwałtownych zamieszek antyżydowskich. Poszkodowanych zostało kilkaset osób. W grudniu 1935 r., jako pierwsze w kraju, władze Politechniki Lwowskiej wprowadziły na wydziałach inżynierii i mechanicznym tzw. getto ławkowe, czyli oddzielne miejsce siedzenia dla studentów chrześcijan i Żydów.

Wydałem zarządzenie w sprawie podziału w audytorium miejsc na trzy kategorie: na parzyste przeznaczone dla studentów Polaków, na nieparzyste dla studentów Żydów oraz na nienumerowane, które może zajmować każdy bez wyjątku student. Celem (...) było zapobieżenie dotychczasowym niepokojom, wypływającym z niemal powszechnego pragnienia studentów Polaków do siedzenie oddzielnie od studentów Żydów, którzy dobrowolnie na to nie chcieli się zgodzić

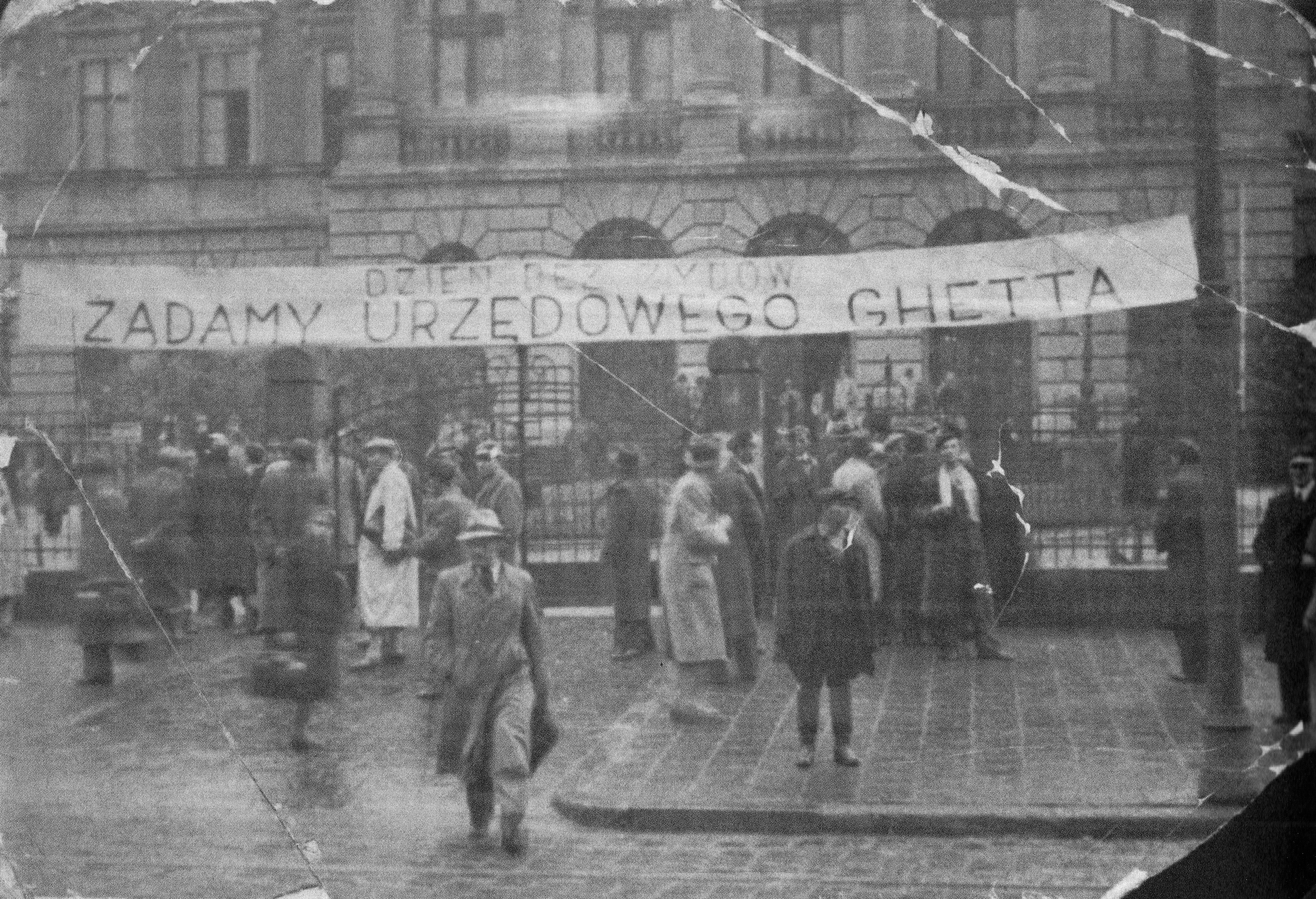
Manifestacja Obozu Narodowo-Radykalnego na rzecz wprowadzenia gett ławkowych dla Żydów w Politechnice Lwowskiej (1938).

W drugiej połowie lat 30. w Zamościu rozpoczęła się akcja antyżydowska. Kierował nią gen. Bruno Olbrycht – dowódca 3 Dywizji Piechoty Legionów i prezes Towarzystwa Rozwoju Ziem Wschodnich. Do akcji wciągnięto całe wojsko i znaczną część społeczności cywilnej miasta. Wojskowym rozkazem ogłoszono bojkot sklepów żydowskich. Młodzież gimnazjalna organizowała pikiety przed sklepami żydowskimi, nie dopuszczając do nich klientów. Generał w związku ze swą walką z mniejszością żydowską oraz patronatem nad miejscowych harcerstwem zyskał dużą popularność w mieście i otrzymał honorowe obywatelstwo Zamościa.
W pierwszej połowie 1936 r. doszło do ekscesów, pogromu, o podłożu antysemickim w Mińsku Mazowieckim.
W maju 1937 r. w Brześciu nad Bugiem doszło do rozruchów antyżydowskich, w których zginęło trzech Żydów, a ponad pięćdziesięciu zostało rannych. Dzielnica żydowska została zdemolowana. Starosta i policja pozostali bierni. Również wojsko, mimo obecności w mieście, nie interweniowało. W rezultacie zamieszki trwały 16 godzin.
19 czerwca 1937 w Częstochowie Obóz Zjednoczenia Narodowego ogłosił deklarację antyżydowską w wyniku czego przez trzy dni polscy nacjonaliści atakowali ludność żydowską. Skutkiem tego było zniszczenie mienia 206 rodzin żydowskich od sklepów po mieszkania z własnością prywatną. 20 Żydów zostało rannych. Pogrom rozprzestrzenił się w następnych tygodniach na miejscowości znajdujące się w okolicach Częstochowy.

## Religia
Podział administracyjny:
- podział administracyjny Kościoła rzymskokatolickiego w Polsce (1918–1939)
- podział administracyjny Kościoła greckokatolickiego w Polsce (1918–1939)
- prawosławie, judaizm, luteranizm

## Ludność największych miast w 1939
W Polsce istniały wówczas: 1 miasto milionowe (Warszawa), 1 miasto o ludności powyżej 500 tys. (Łódź), 9 miast o ludności 100–500 tys., 12 miast o ludności 50–100 tys., 46 miast o ludności 20–50 tys. i 83 miasta o ludności 10–20 tys.
|    | Miasto               | Liczba mieszkańców (tys.) | Województwo                          |
| -- | -------------------- | ------------------------- | ------------------------------------ |
| 1  | Warszawa             | 1289                      | warszawskie                          |
| 2  | Łódź                 | 672                       | łódzkie                              |
| 3  | Lwów                 | 318                       | lwowskie                             |
| 4  | Poznań               | 272                       | poznańskie                           |
| 5  | Kraków               | 259                       | krakowskie                           |
| 6  | Wilno                | 209                       | wileńskie                            |
| 7  | Bydgoszcz            | 141                       | poznańskie/od 1.04.1938 r. pomorskie |
| 8  | Częstochowa          | 138                       | kieleckie                            |
| 9  | Katowice             | 134                       | śląskie                              |
| 10 | Sosnowiec            | 130                       | kieleckie                            |
| 11 | Lublin               | 122                       | lubelskie                            |
| 12 | Gdynia               | 120                       | pomorskie                            |
| 13 | Chorzów              | 110                       | śląskie                              |
| 14 | Białystok            | 107                       | białostockie                         |
| 15 | Kalisz               | 81                        | poznańskie                           |
| 16 | Radom                | 78                        | kieleckie                            |
| 17 | Toruń                | 62                        | pomorskie                            |
| 18 | Stanisławów          | 60                        | stanisławowskie                      |
| 19 | Tarnów               | 59                        | krakowskie                           |
| 20 | Kielce               | 58                        | kieleckie                            |
| 21 | Włocławek            | 56                        | pomorskie                            |
| 22 | Grudziądz            | 54                        | pomorskie                            |
| 23 | Brześć nad Bugiem    | 51                        | poleskie                             |
| 24 | Piotrków Trybunalski | 51                        | łódzkie                              |
| 25 | Przemyśl             | 51                        | lwowskie                             |

## Święta państwowe
- 3 maja – Święto Narodowe Trzeciego Maja (rocznica uchwalenia Konstytucji 3 maja; ustanowione w 1919[115]),
- 11 listopada – Narodowe Święto Niepodległości (rocznica przekazania władzy wojskowej Józefowi Piłsudskiemu przez Radę Regencyjną Królestwa Polskiego, jednocześnie rocznica zakończenia I wojny światowej; ustanowione w 1937[116]).

Dni świąteczne wolne od pracy:
- 1 stycznia – Nowy Rok
- 6 stycznia – Trzech Króli
- 2 lutego – Oczyszczenie Najświętszej Marii Panny
- 3 maja – Trzeci Maja
- drugi dzień Wielkiej Nocy
- [40 dni po Wielkanocy] – Wniebowstąpienie Pańskie
- [50 dni po Wielkanocy] – drugi dzień Zesłania Ducha Świętego
- [60 dni po Wielkanocy] – Boże Ciało
- 29 czerwca – Uroczystość Świętych Apostołów Piotra i Pawła
- 15 sierpnia – Wniebowzięcie Najświętszej Marii Panny
- 1 listopada – Wszystkich Świętych
- 11 listopada – Święto Niepodległości
- 8 grudnia – Niepokalane Poczęcie Najświętszej Marii Panny
- 25 grudnia – Boże Narodzenie
- 26 grudnia – drugi dzień Bożego Narodzenia.

## Galeria

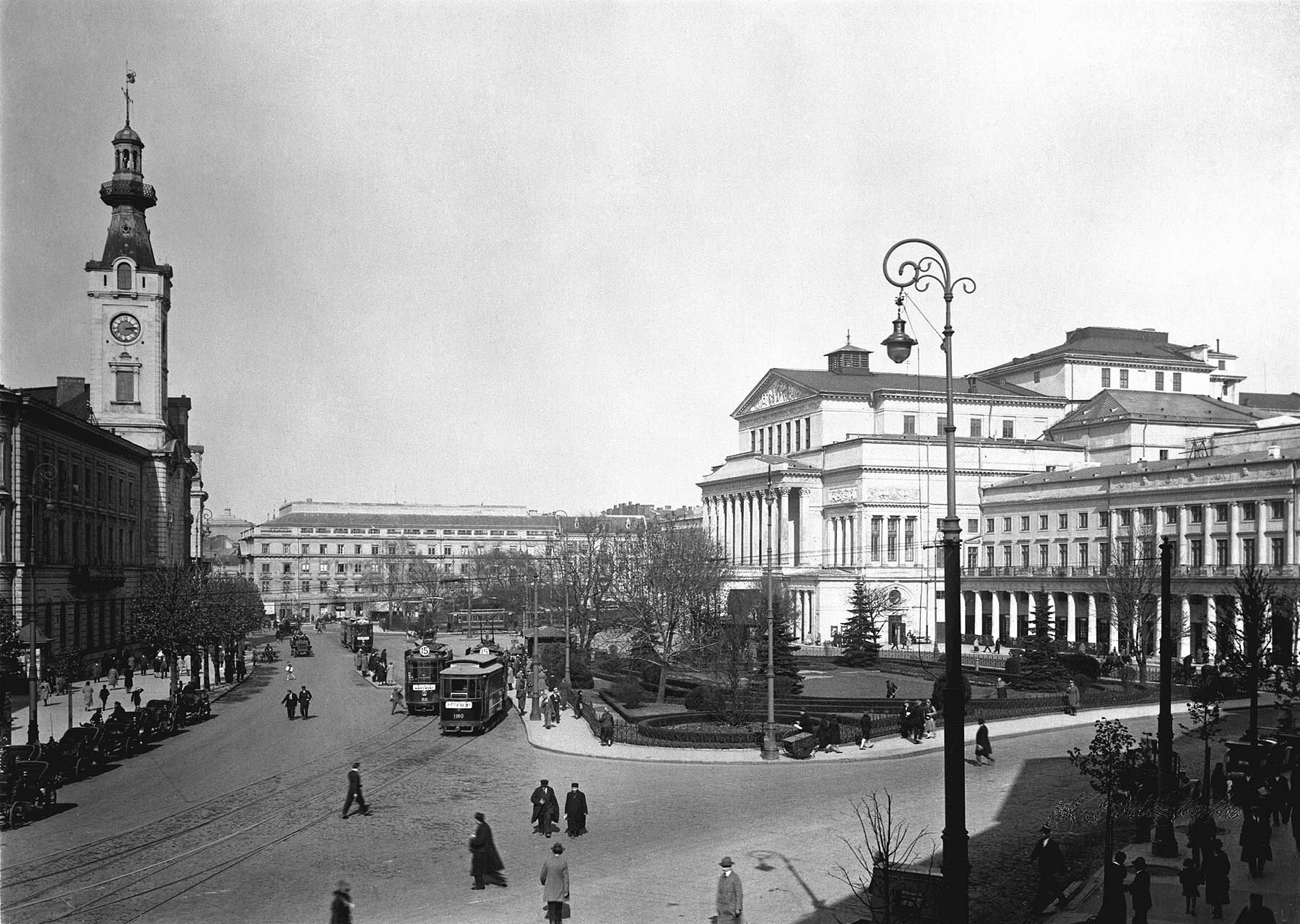
Warszawa, plac Teatralny, z lewej pałac Jabłonowskich – ratusz M.St. Warszawy
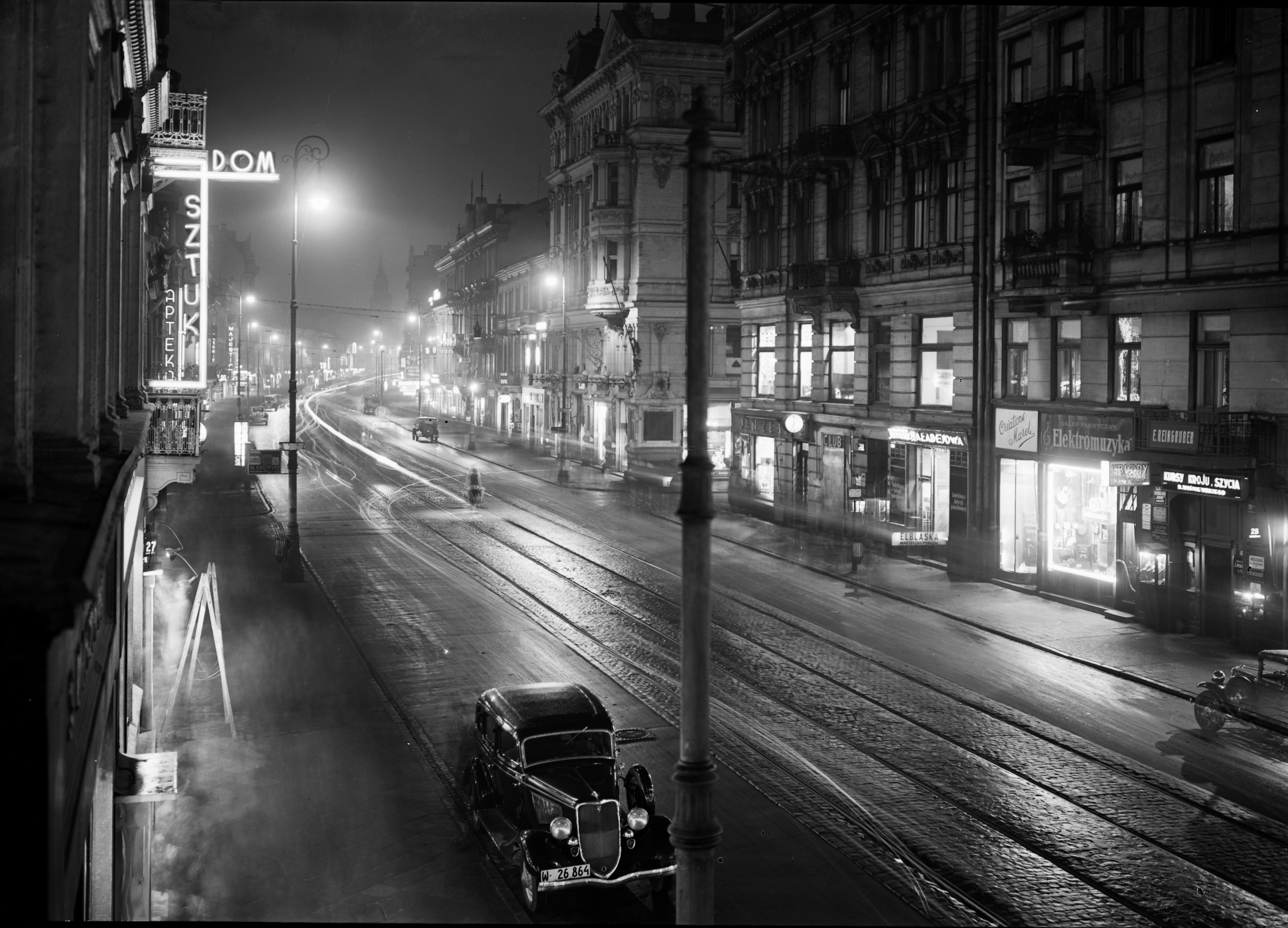
Warszawa nocą w 1935
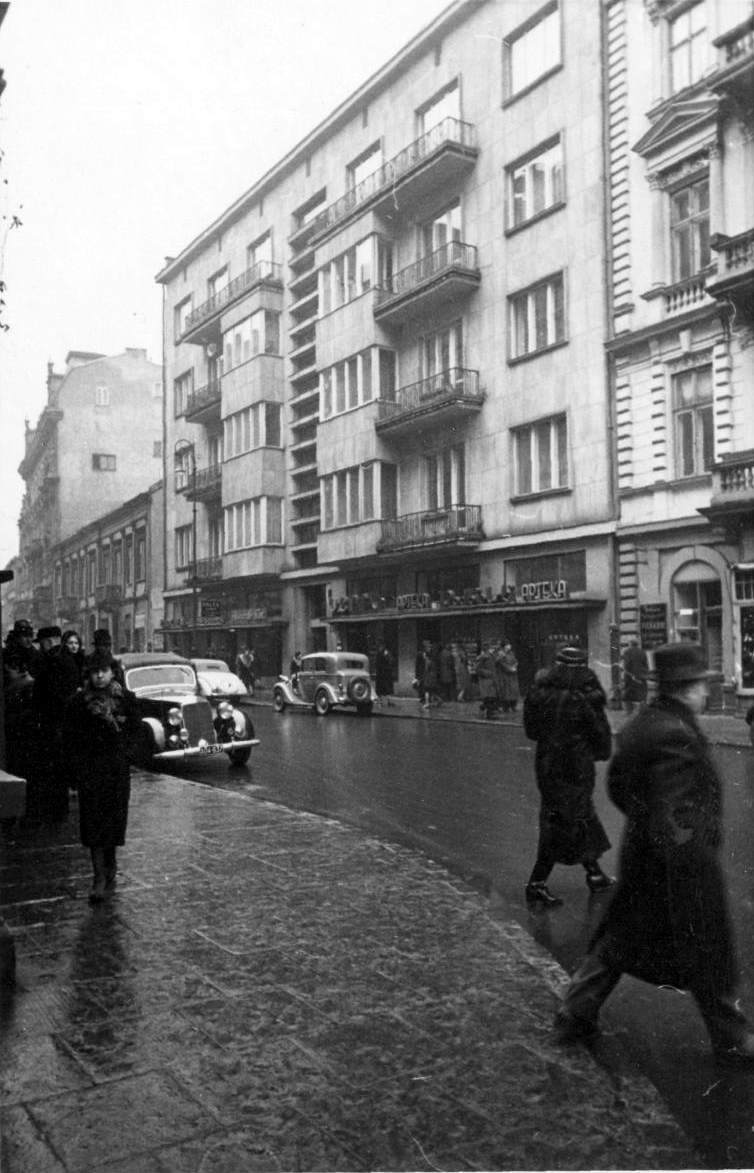
Centrum Warszawy przed wojną w 1939
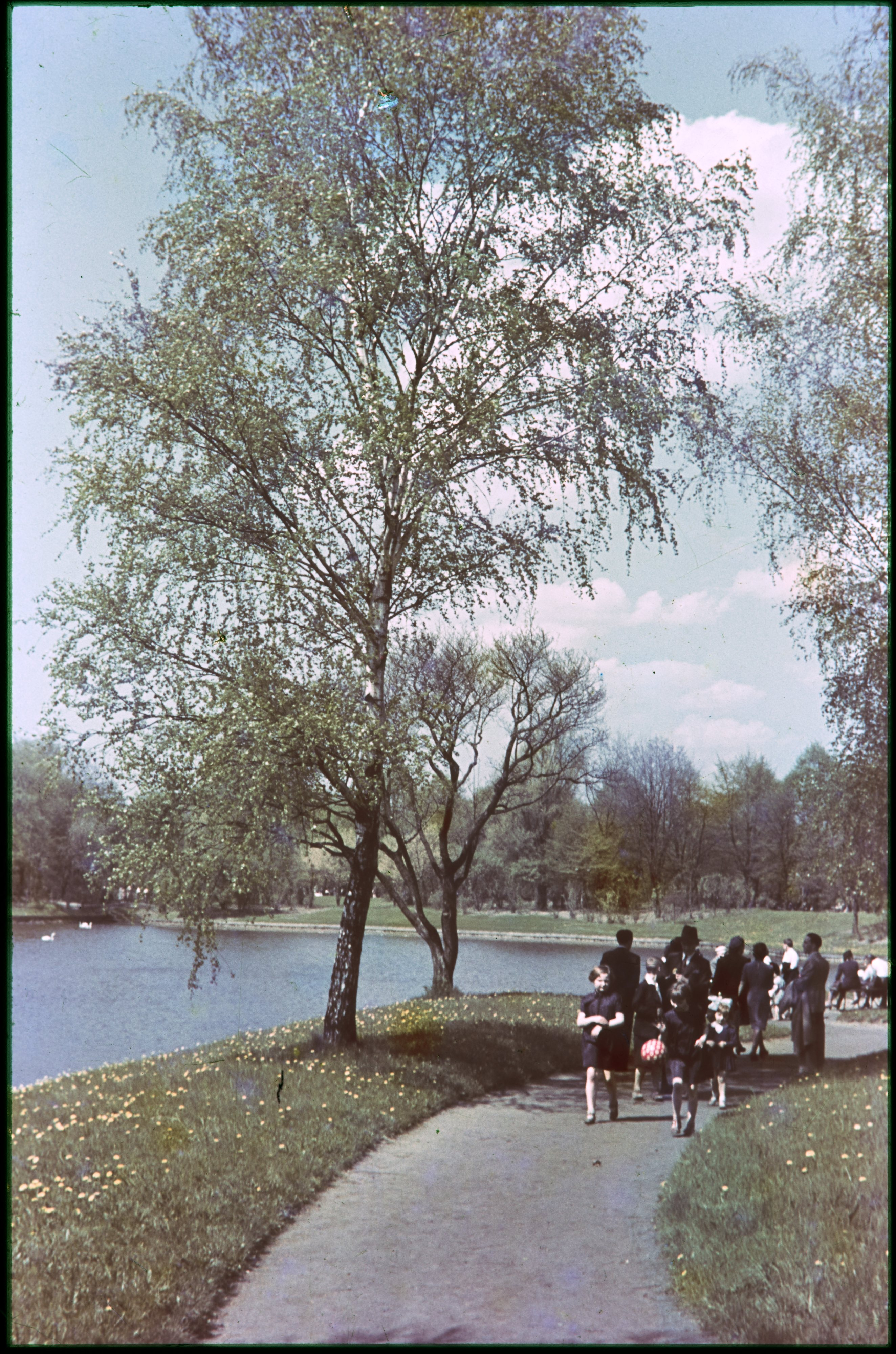
Park Skaryszewski w Warszawie przed wojną w 1939
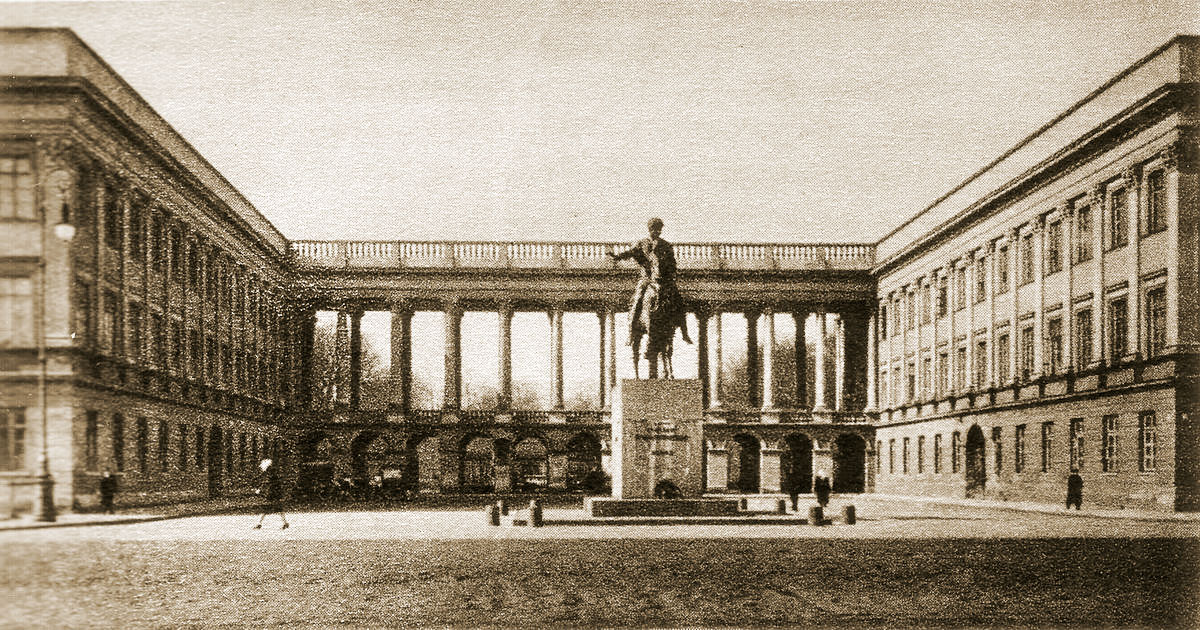
Pałac Saski przy Placu Piłsudskiego w Warszawie 1930
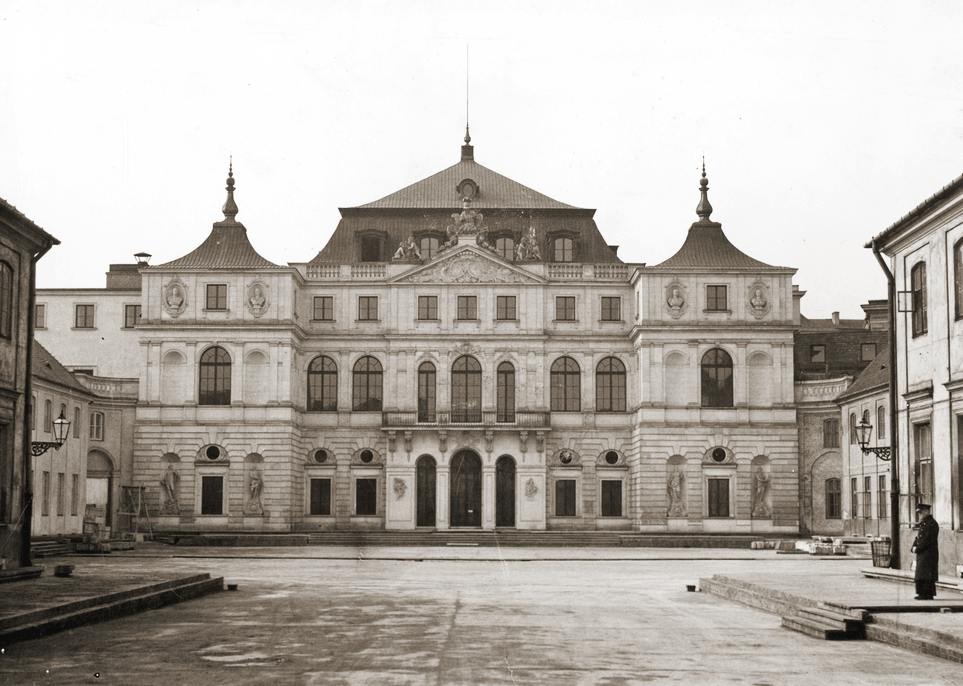
Pałac Brühla w Warszawie, siedziba Ministerstwa Spraw Zagranicznych
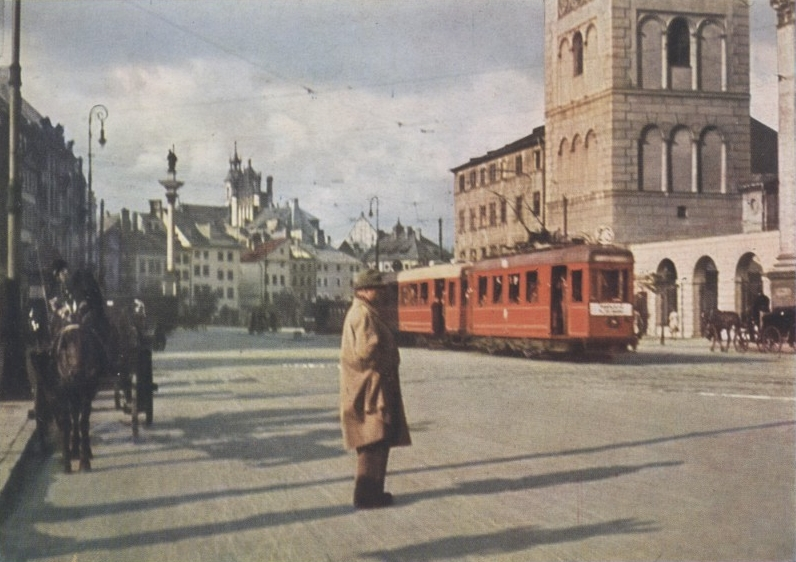
Krakowskie Przedmieście w Warszawie, 1939
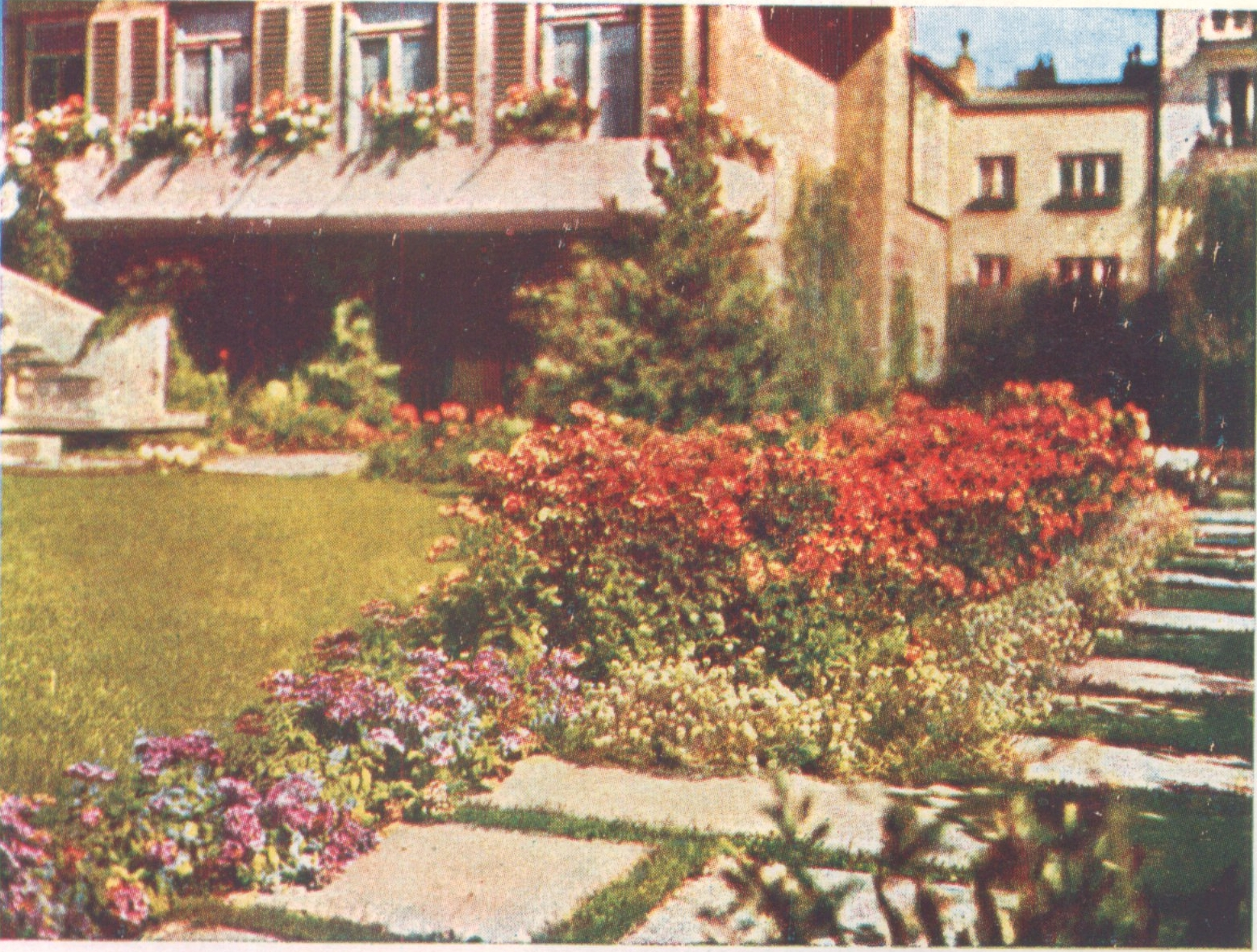
Warszawa, Mokotów – jedna z dzielnic willowych
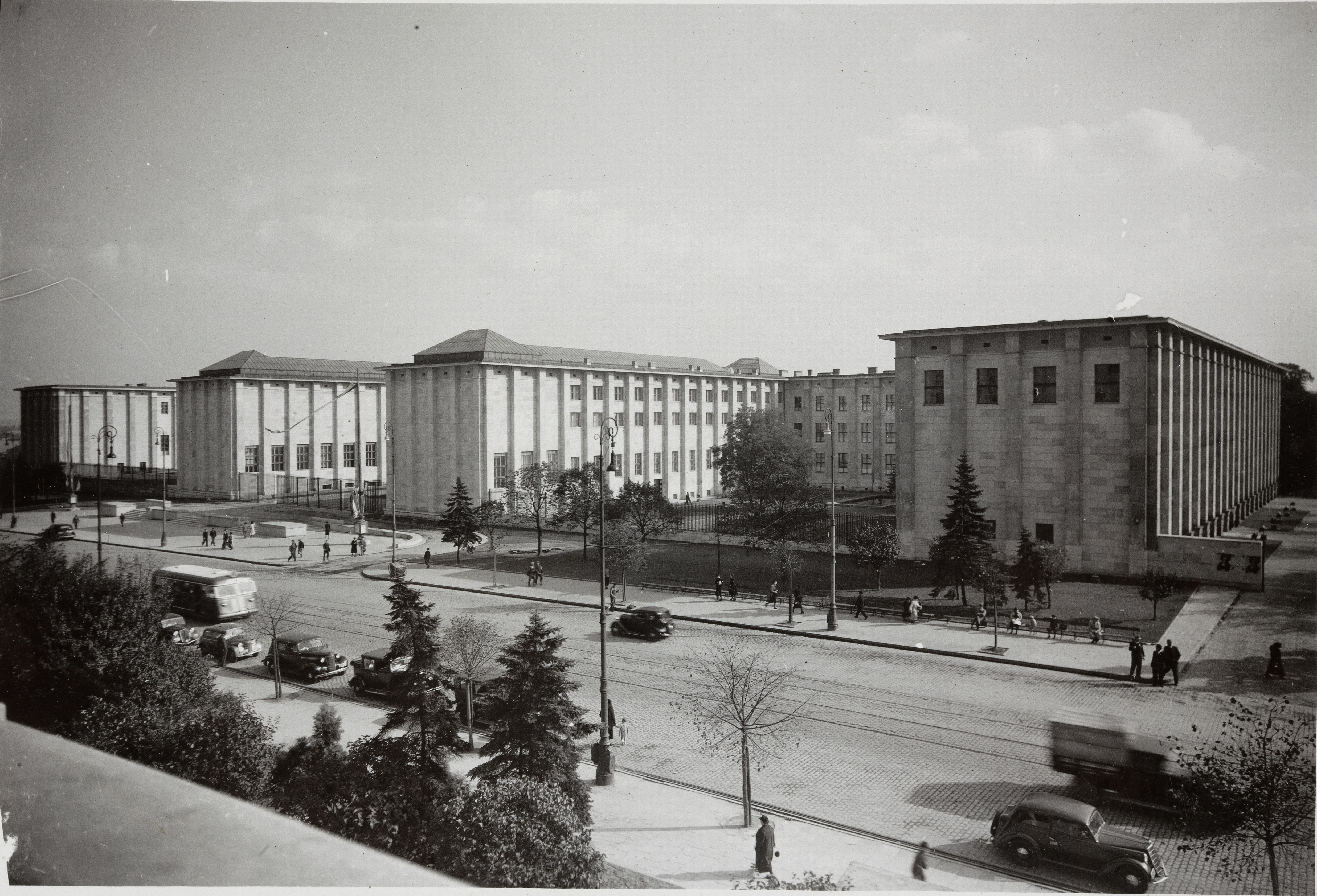
Warszawa, Muzeum Narodowe
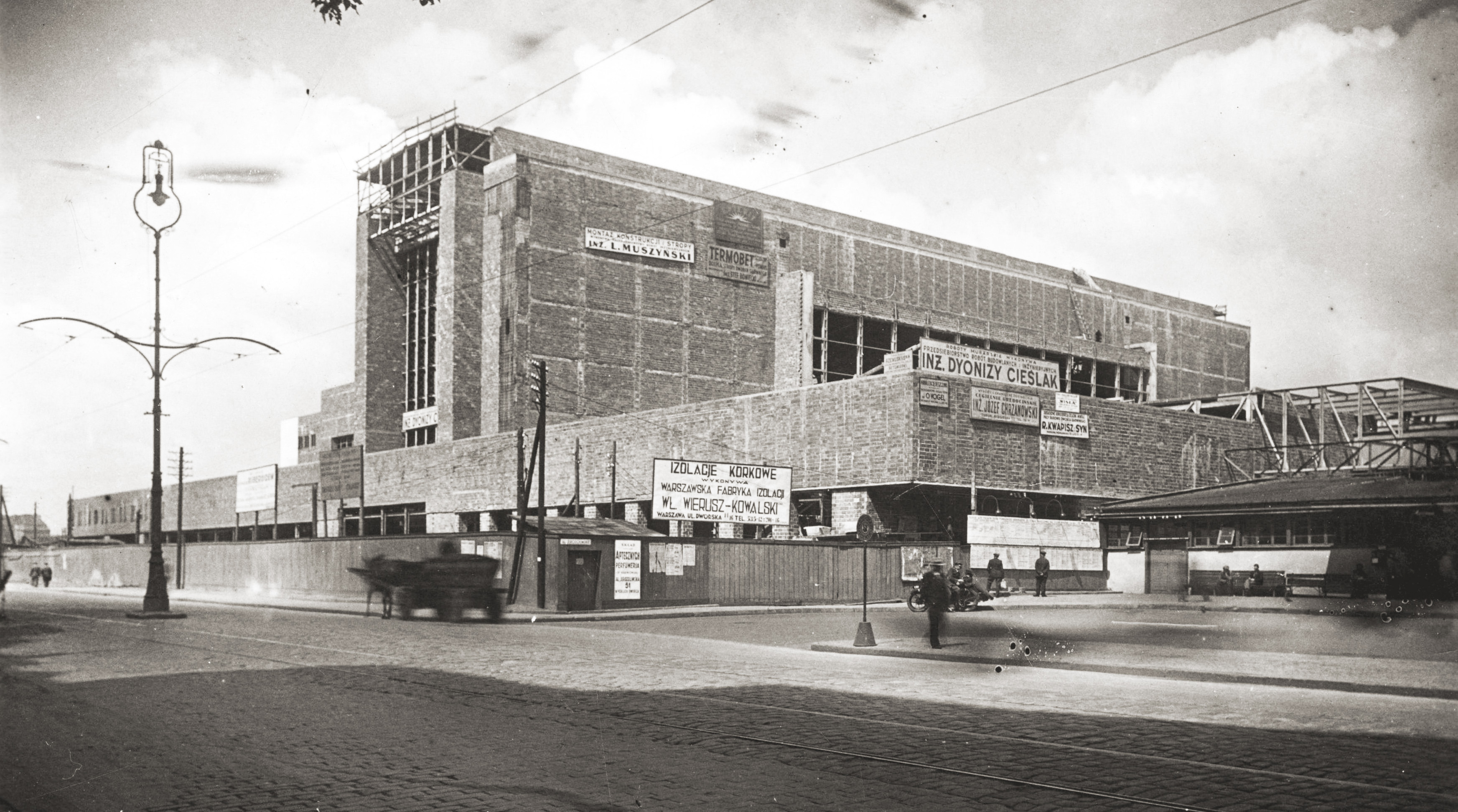
Warszawa, Dworzec Główny (w budowie) 1938
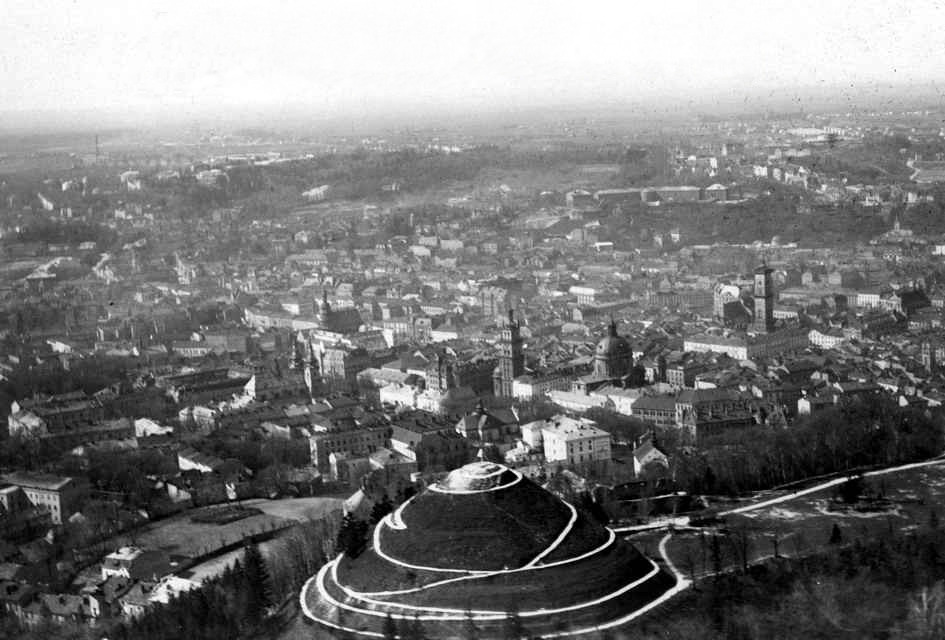
Lwów, kopiec Unii Lubelskiej
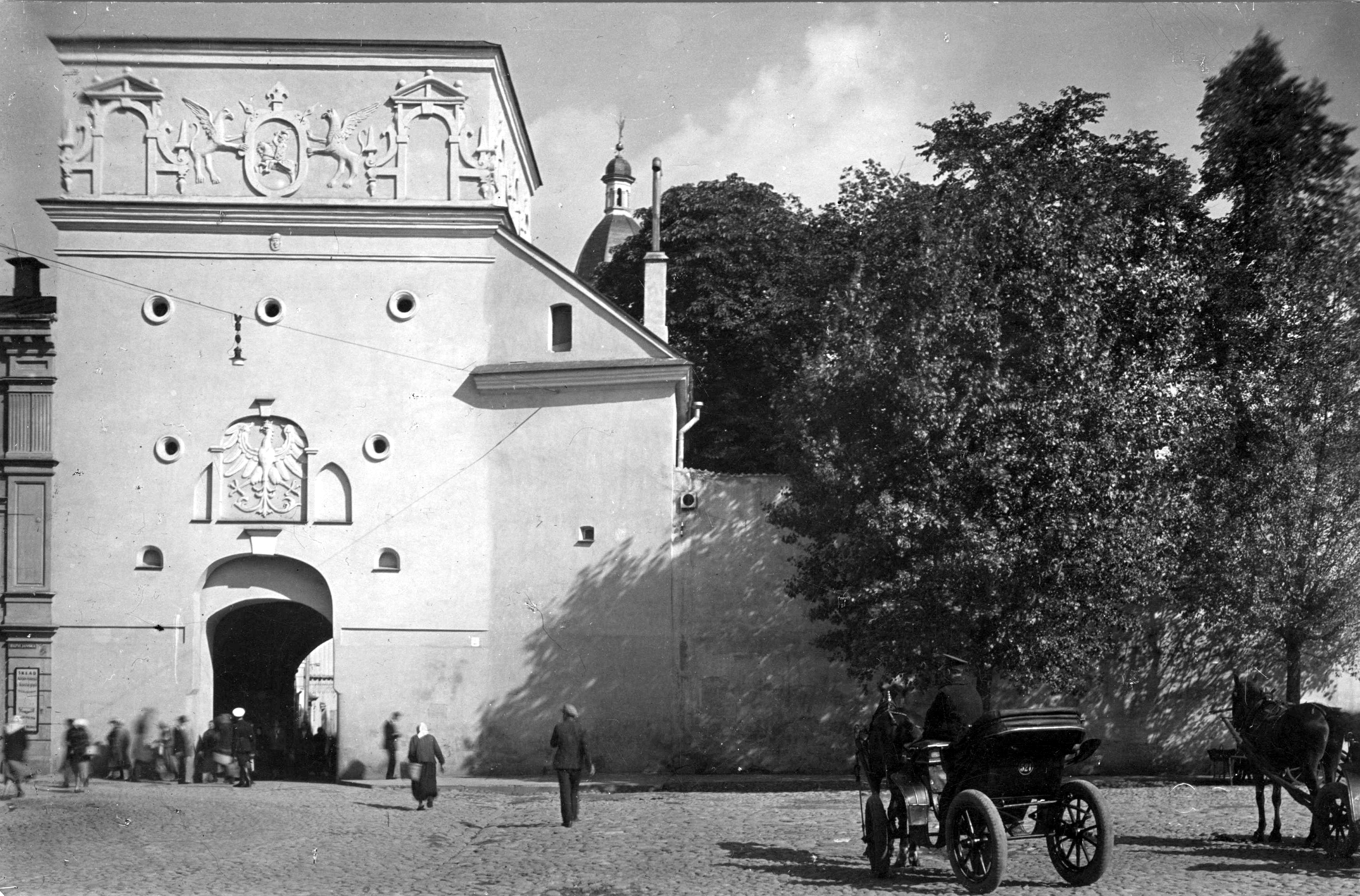
Ostra Brama w Wilnie
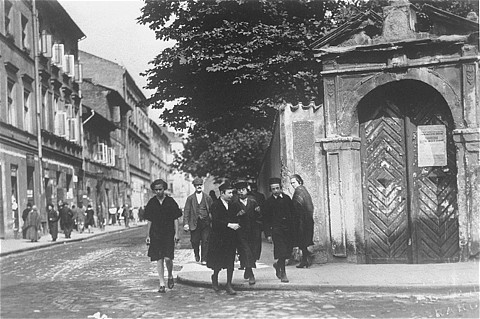
Kraków, Kazimierz – dzielnica żydowska
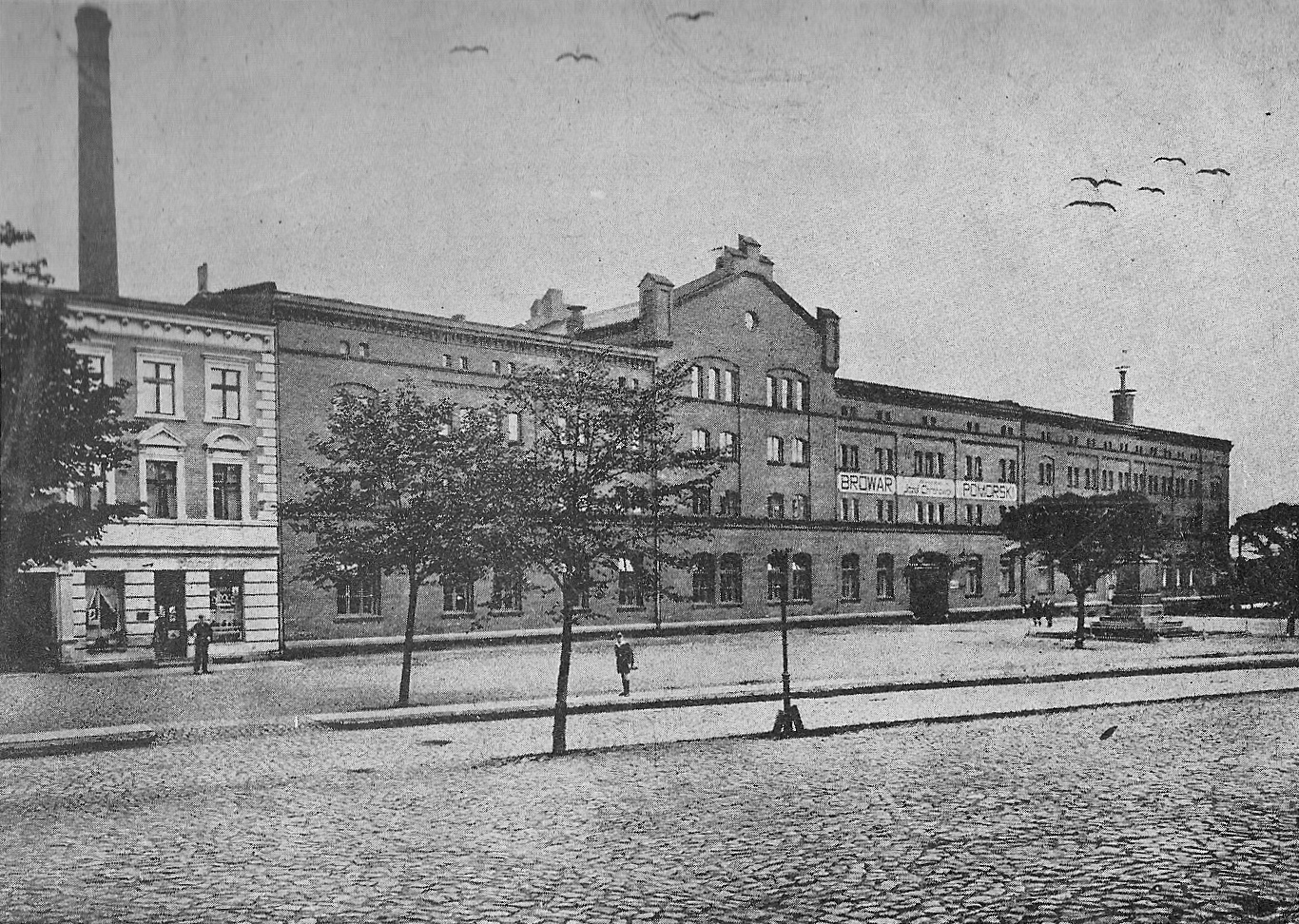
Toruń, Browar Pomorski
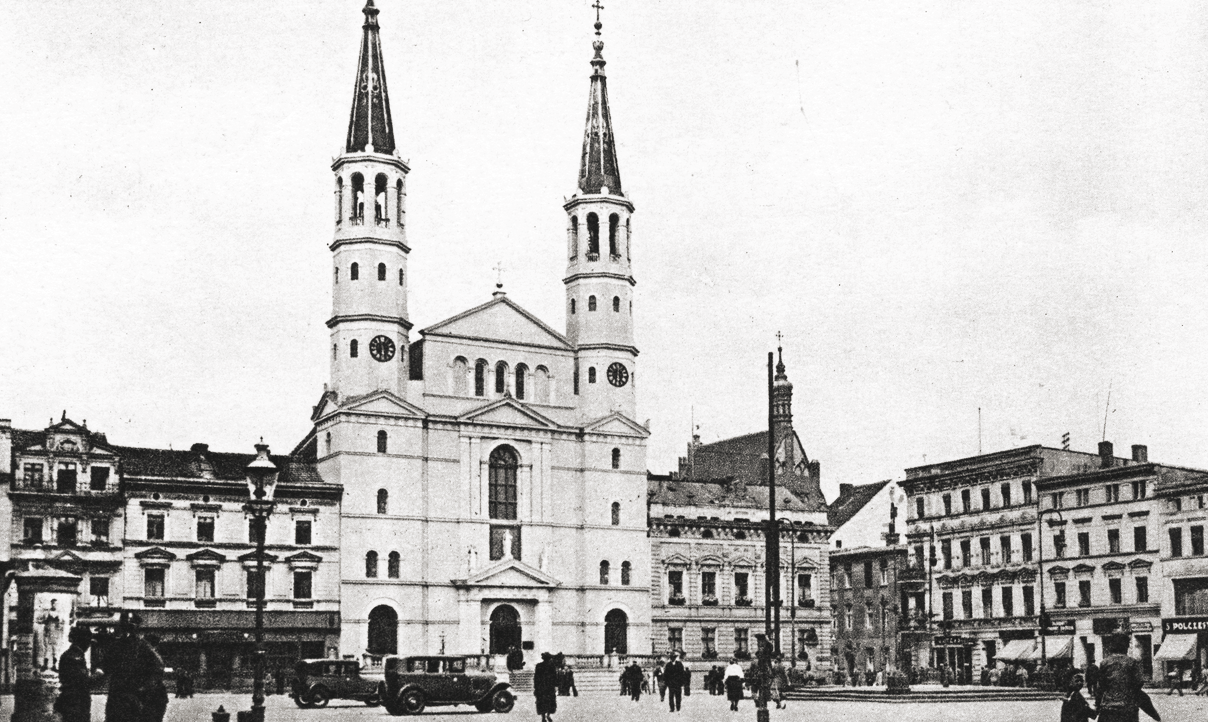
Bydgoszcz, Stary Rynek
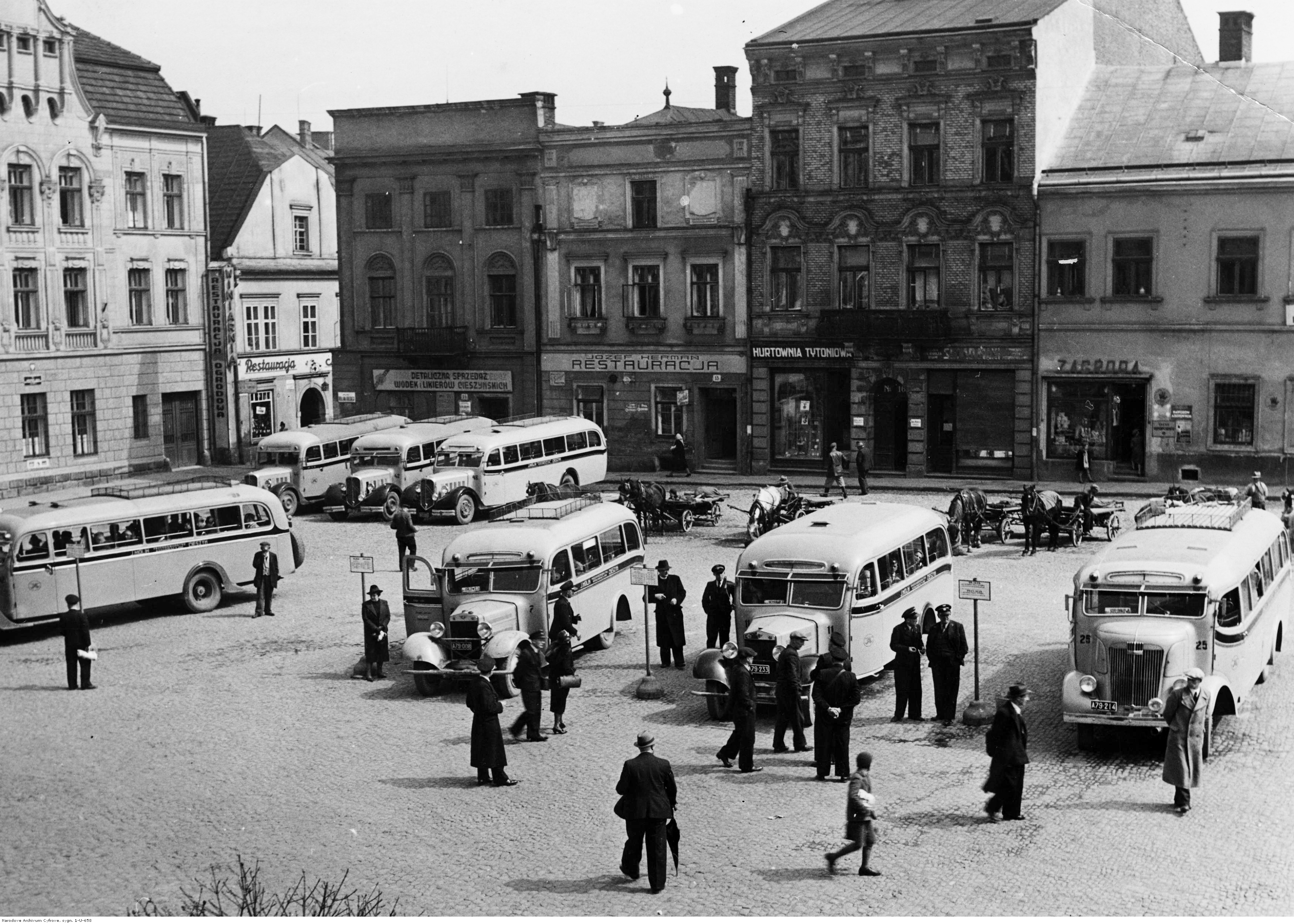
Rynek w Cieszynie 1937–1939
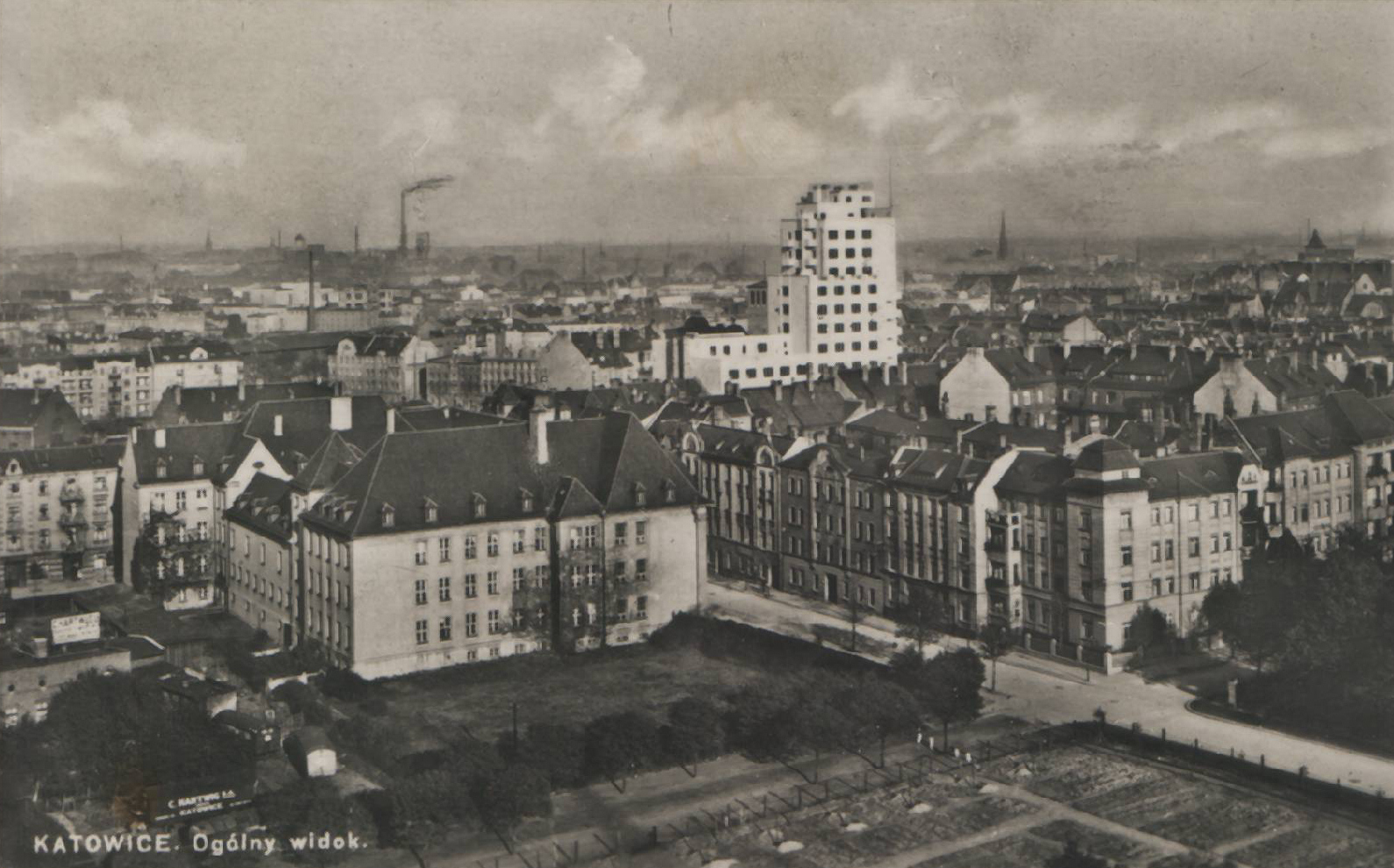
Katowice
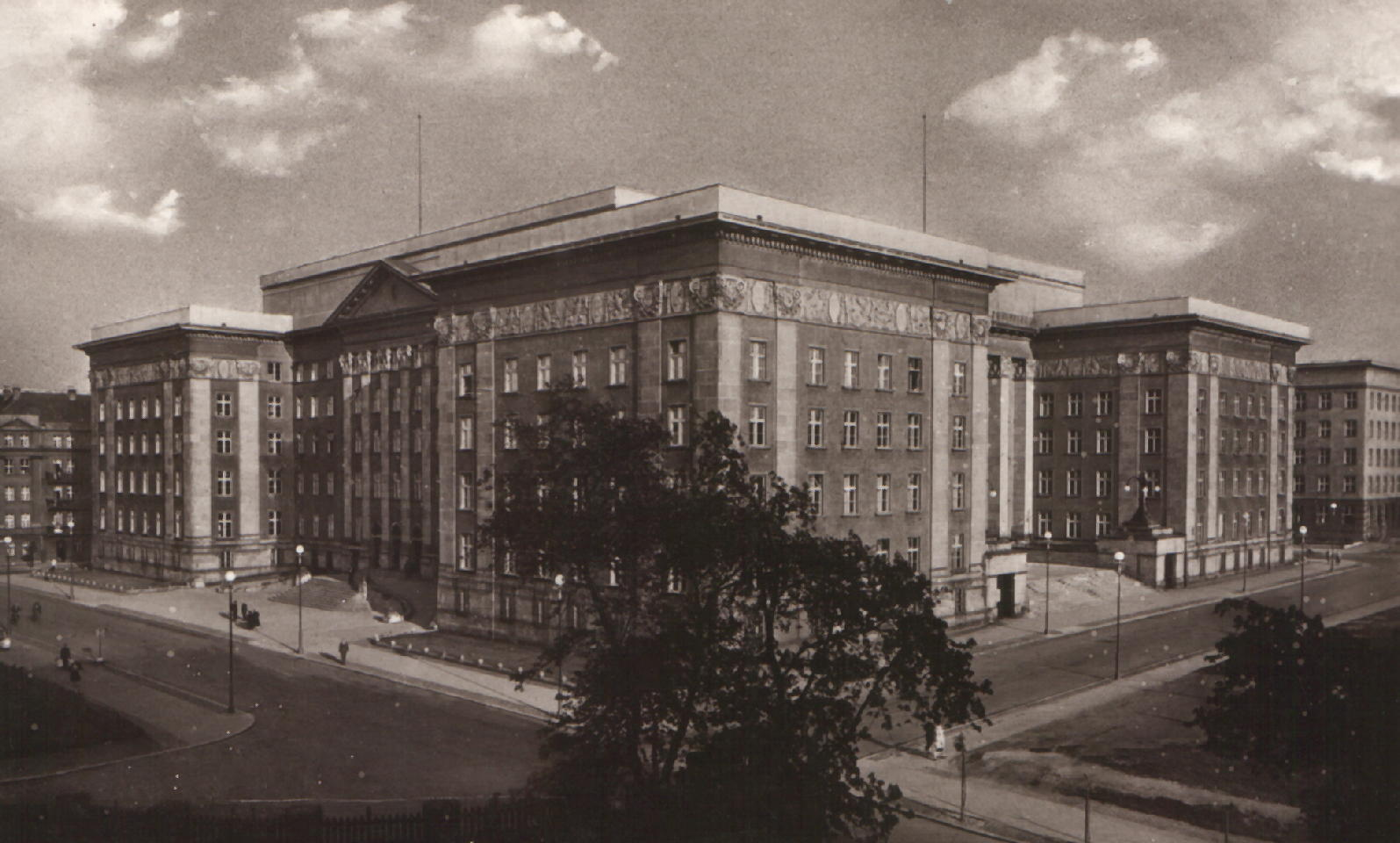
Gmach Sejmu Śląskiego w Katowicach z 1929
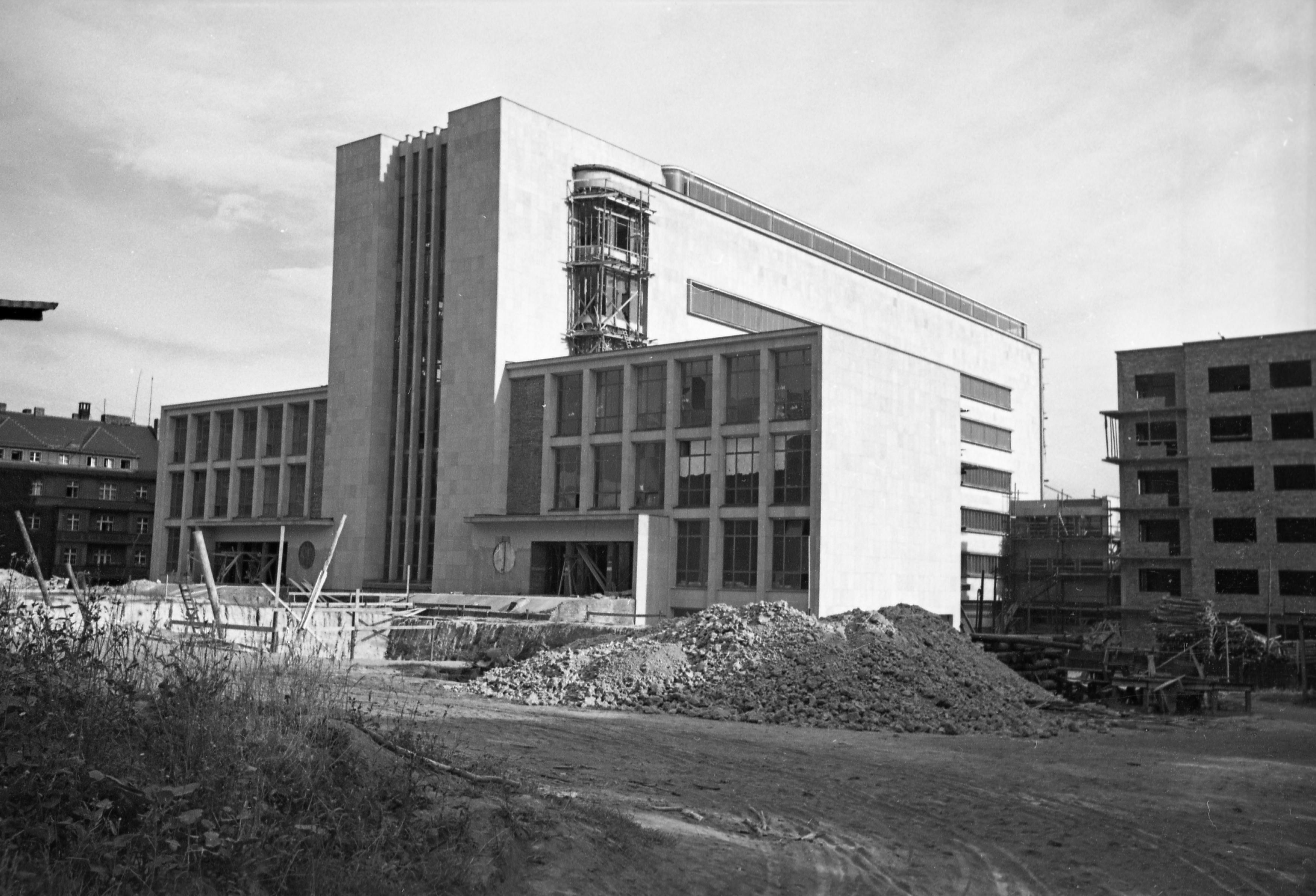
Katowice, Muzeum Śląskie (w budowie) 1939
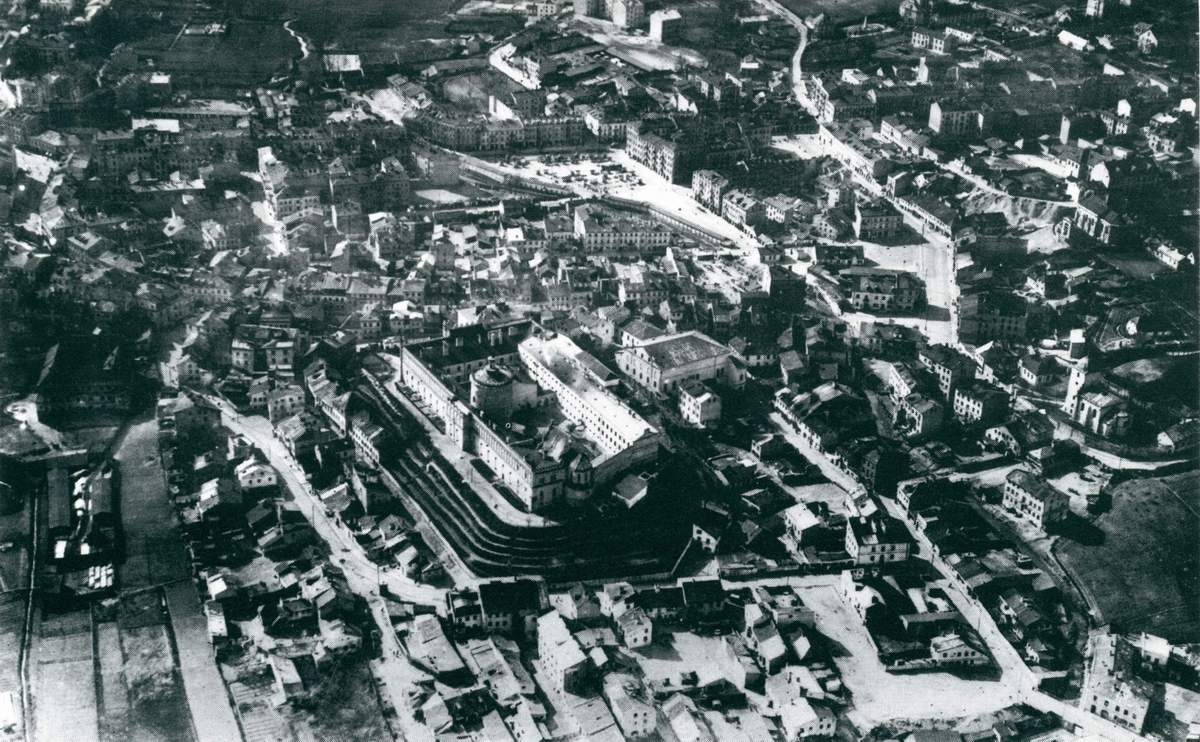
Lublin
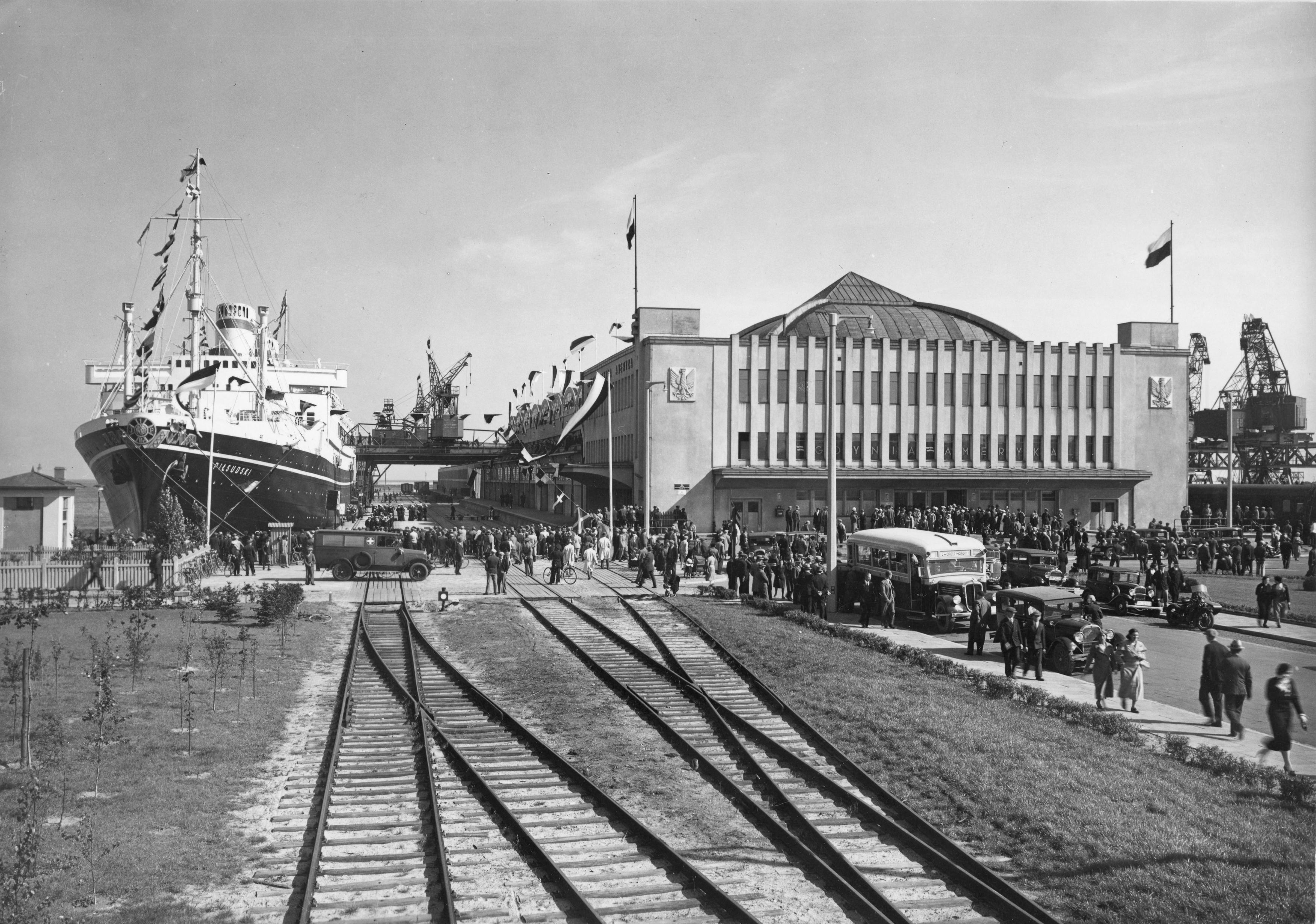
Gdynia, Dworzec Morski
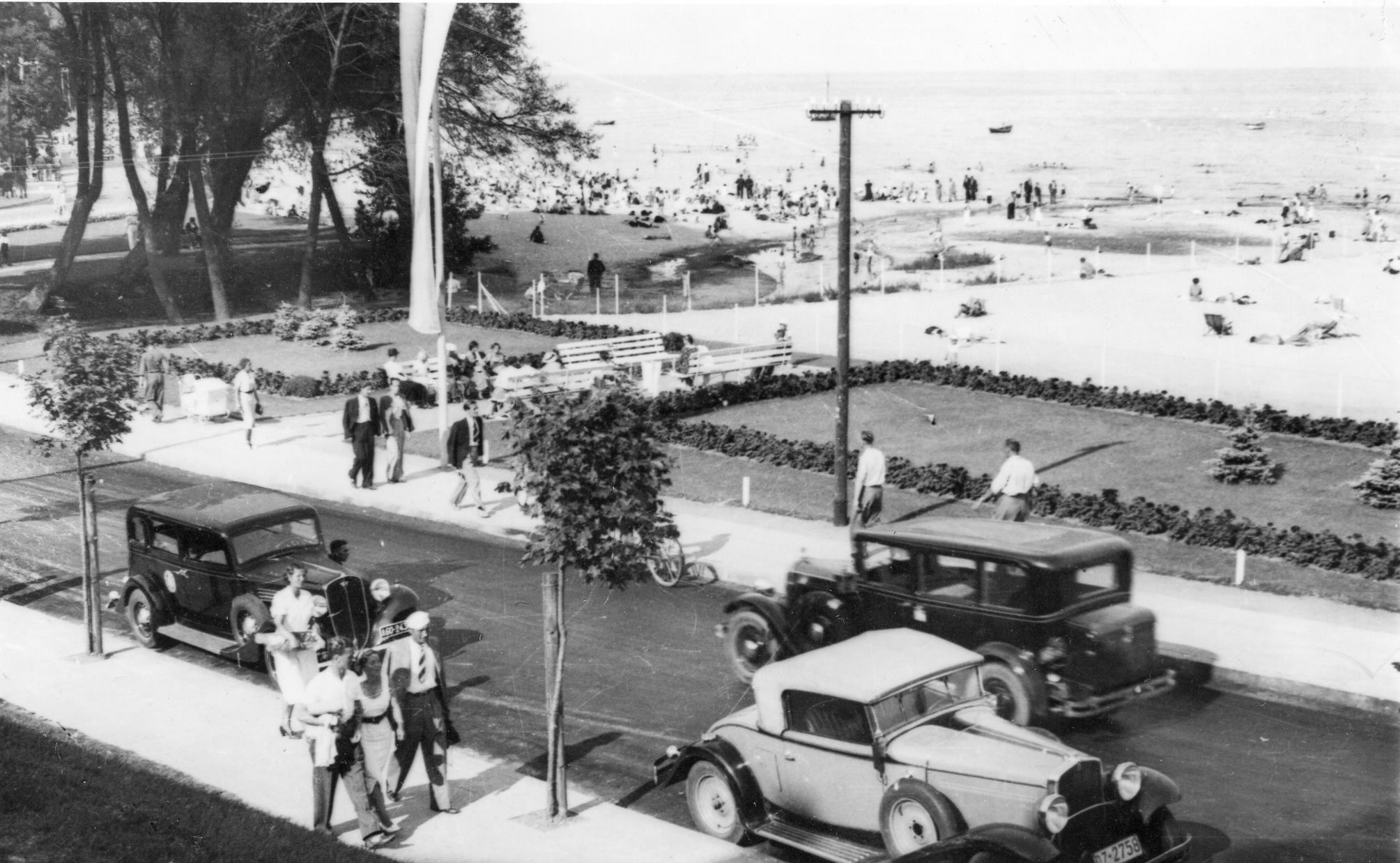
Gdynia, wczasowicze wypoczywający na plaży
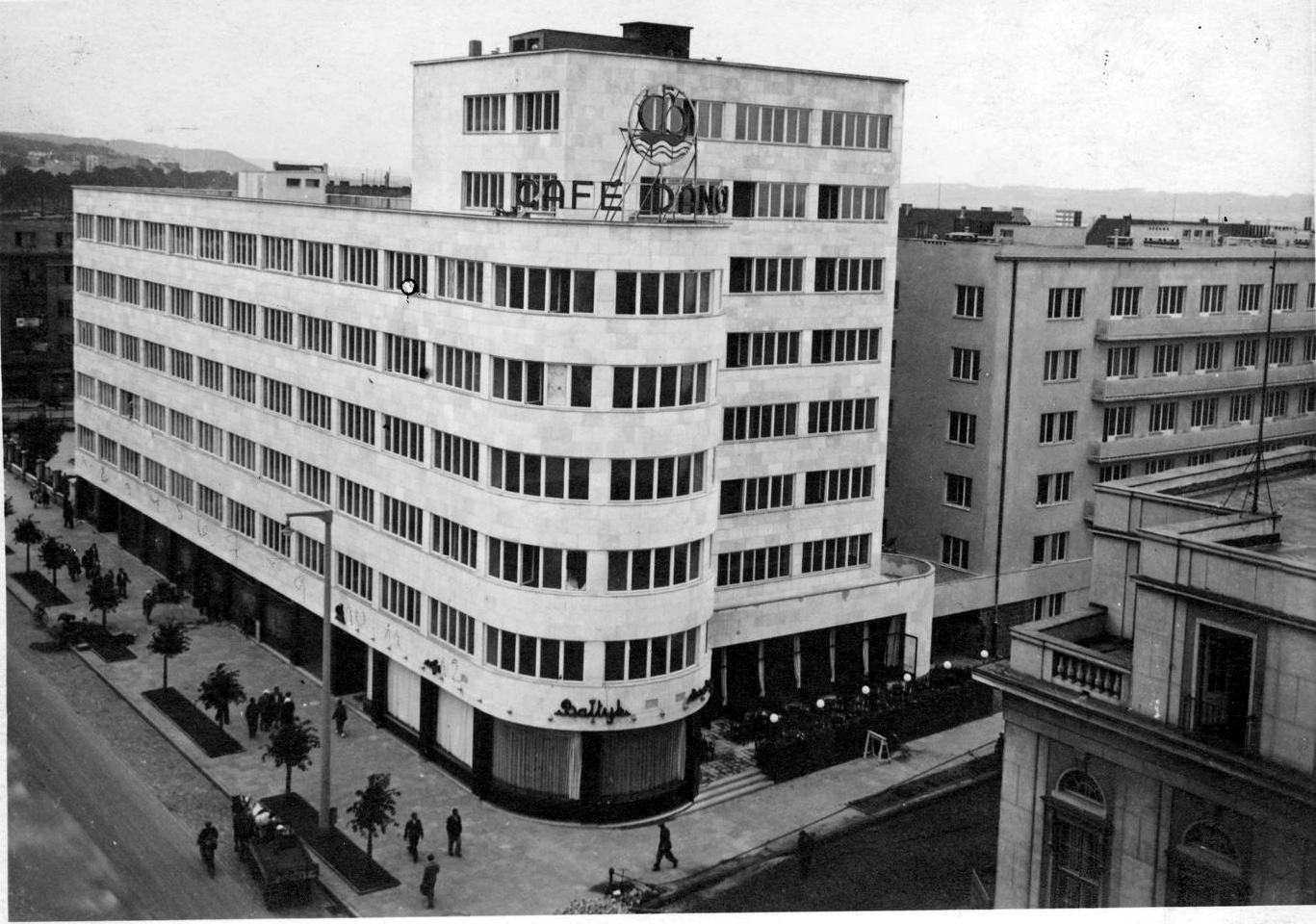
Gdynia, nowoczesna architektura
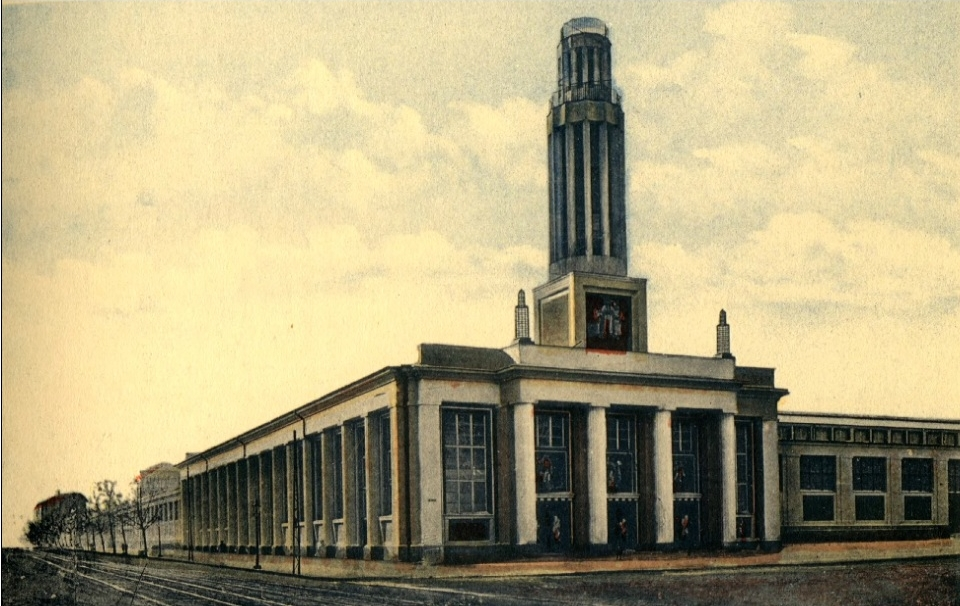
Poznań, Powszechna Wystawa Krajowa 1929, Hala Reprezentacyjna
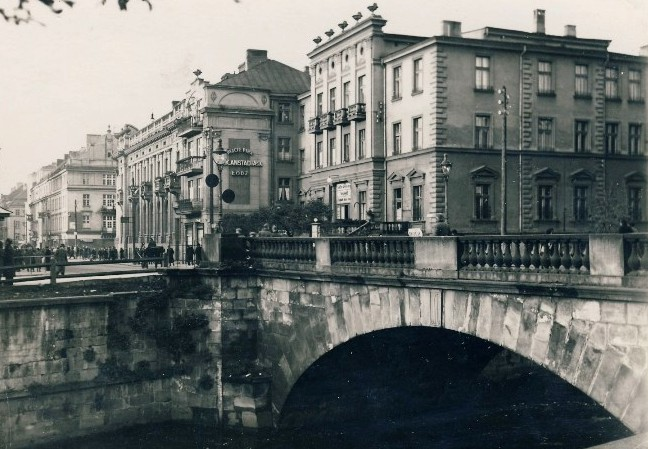
Kalisz, Wrocławskie Przedmieście
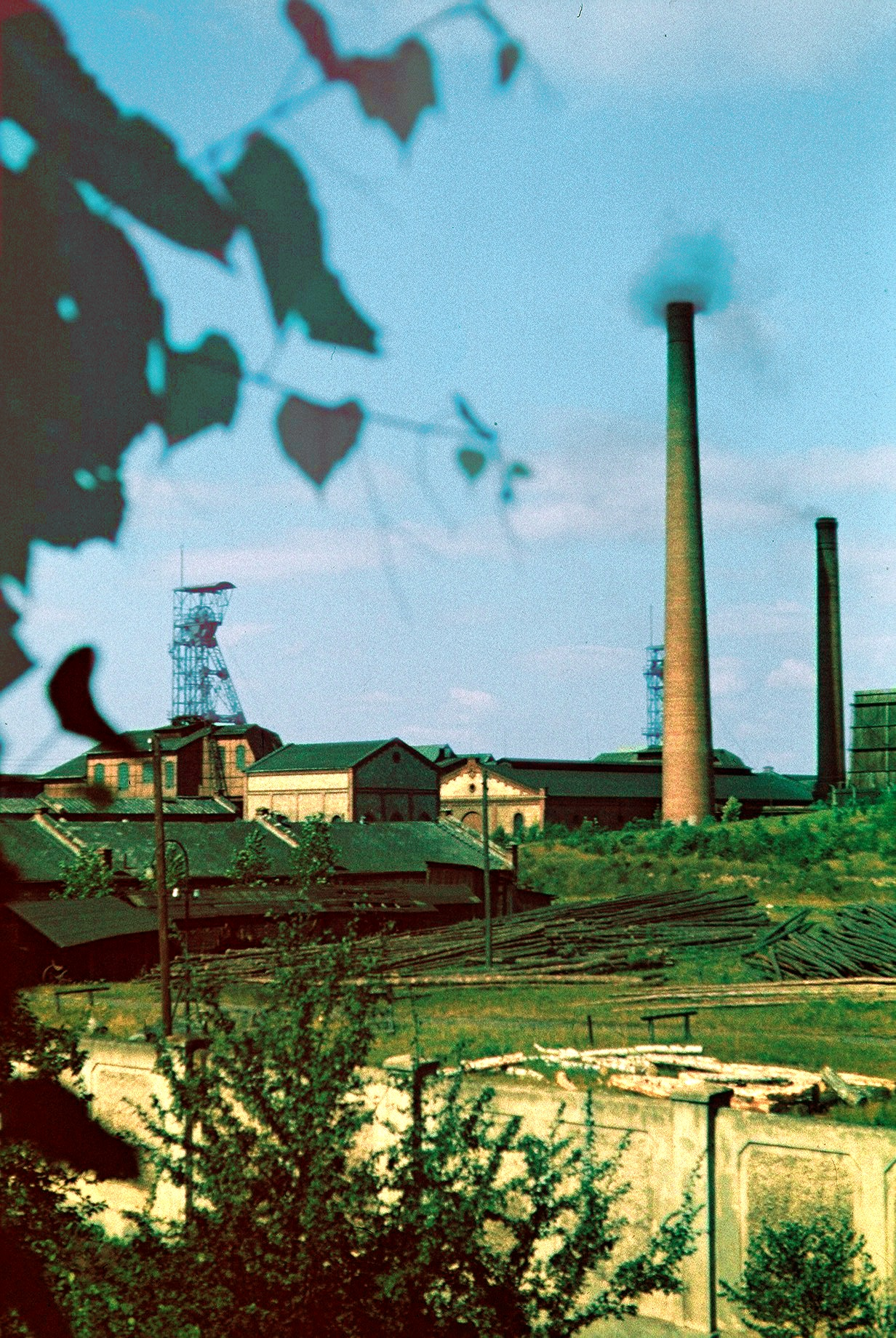
Kopalnia węgla kamiennego Janina w Libiążu (1939)
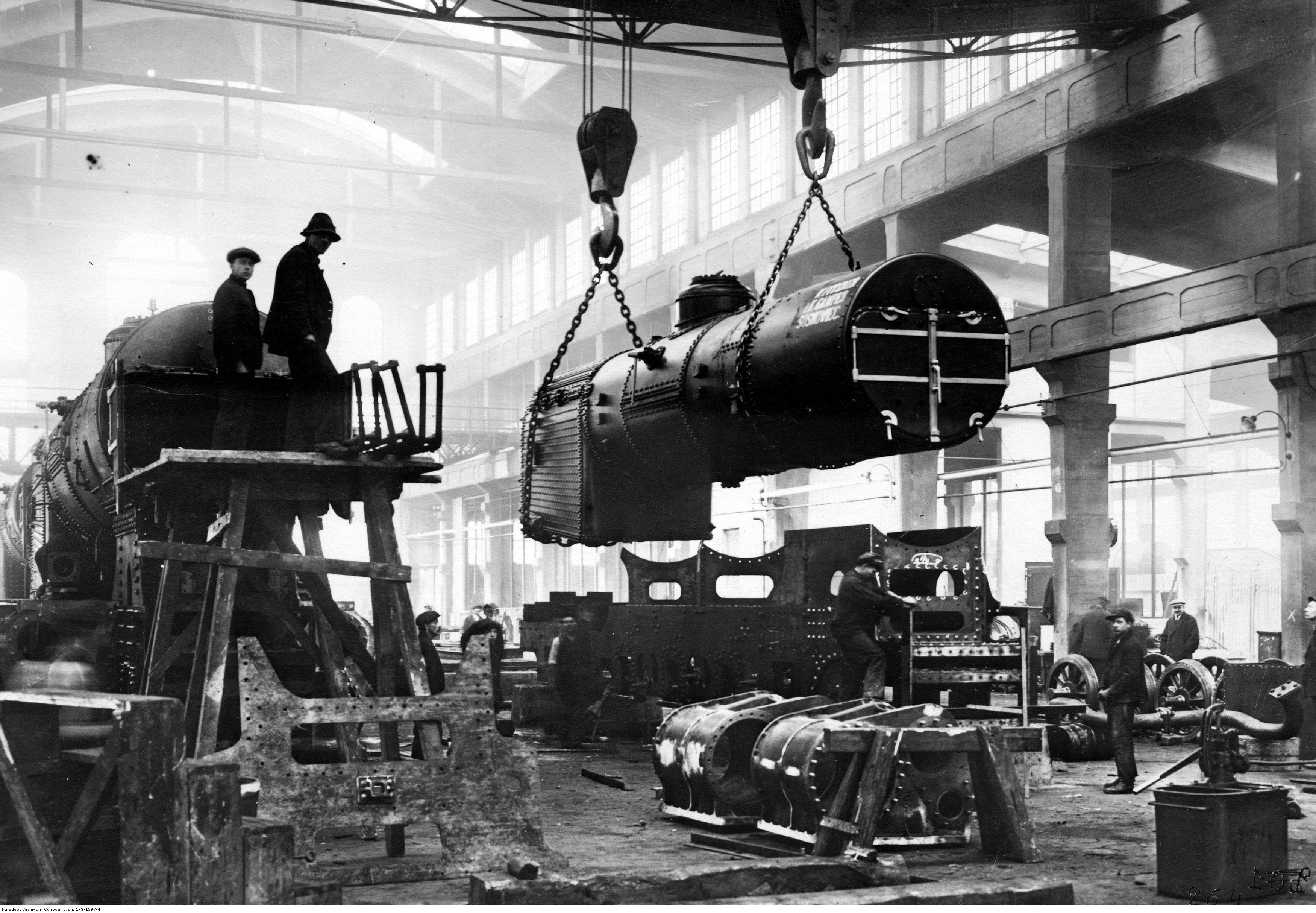
Montaż parowozów w Pierwszej Fabryce Lokomotyw w Chrzanowie, lata 20.
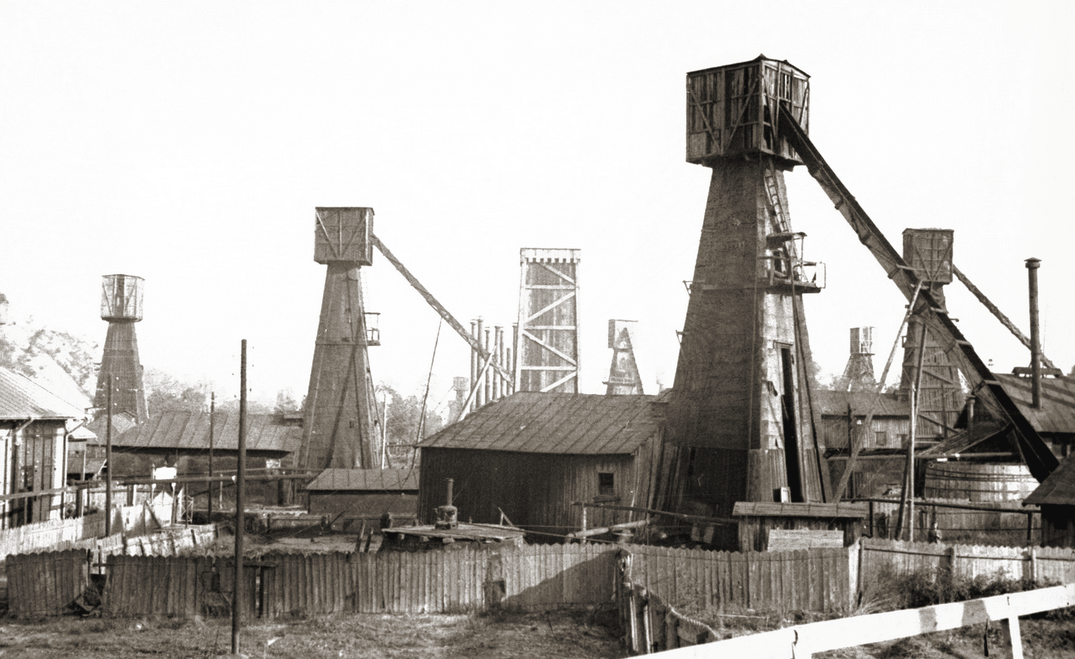
Borysław – szyby naftowe (1932)
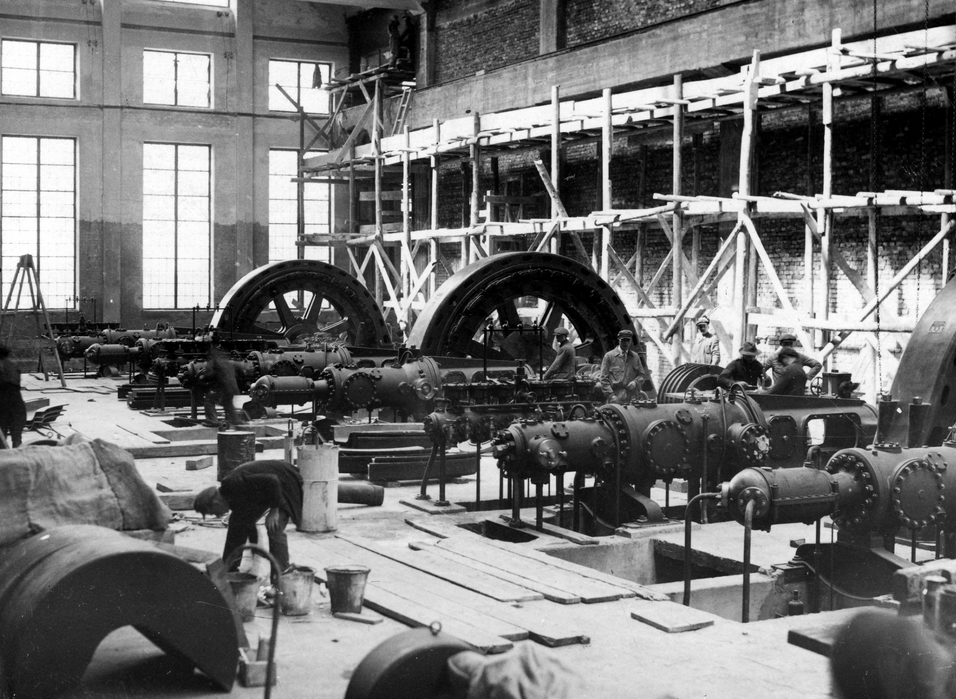
Państwowa Fabryka Związków Azotowych w Mościcach, hala kompresorów
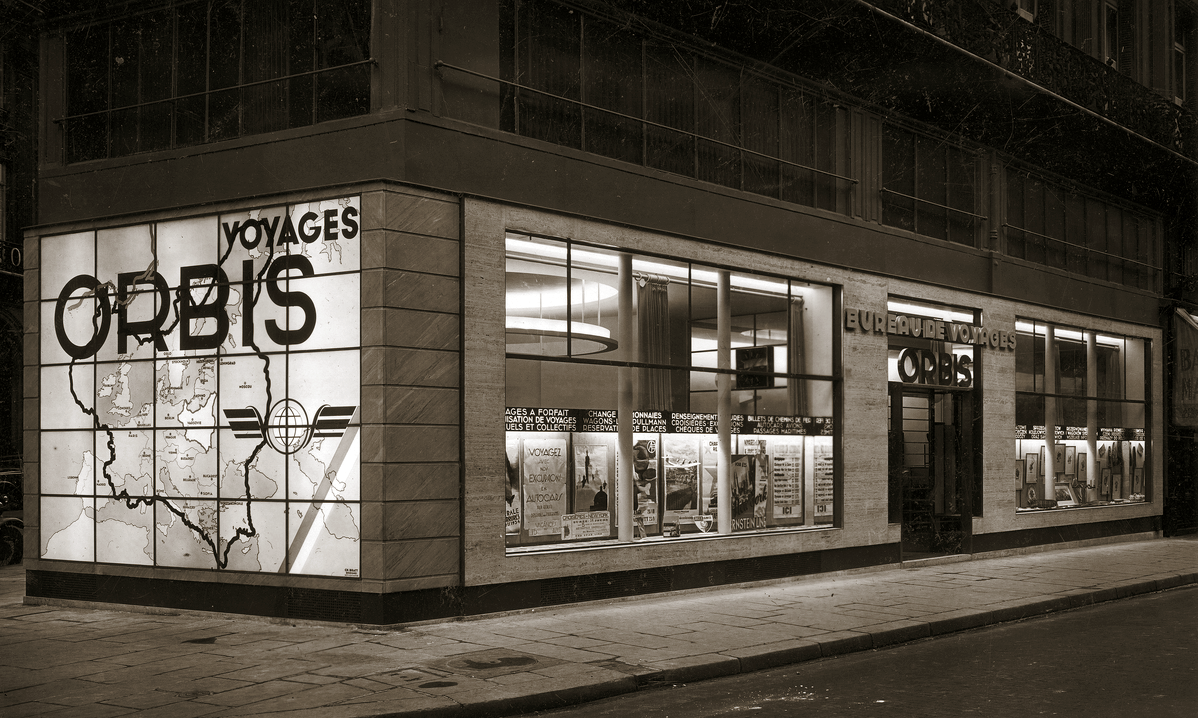
Przedstawicielstwo biura podróży Orbis w Paryżu 1934
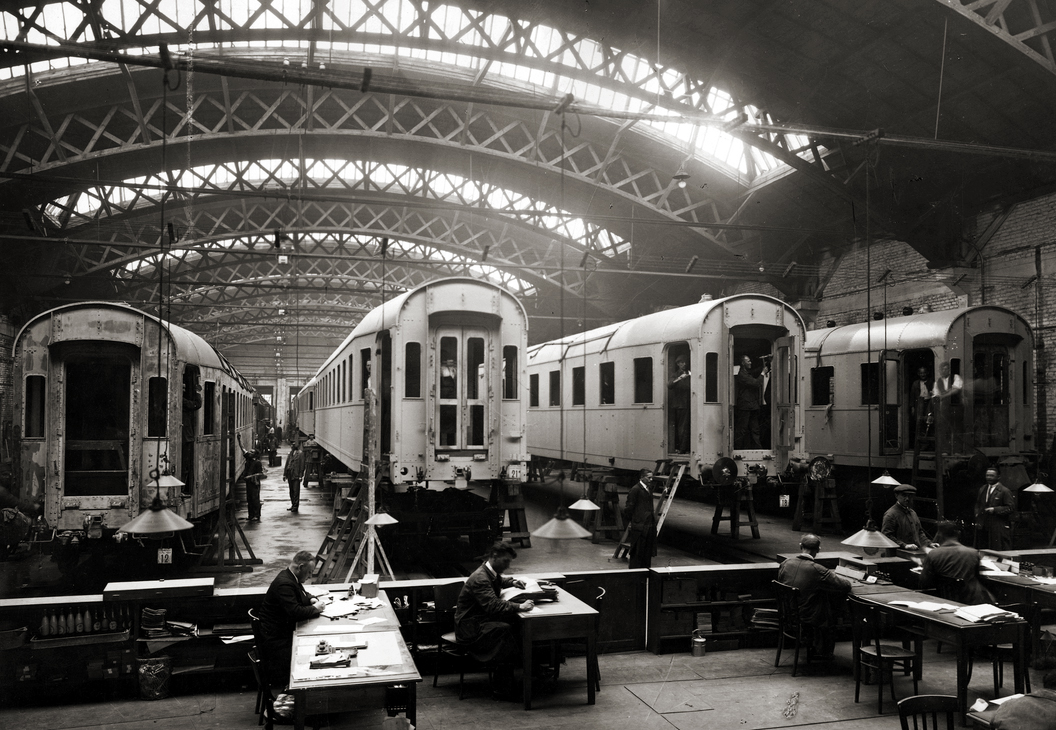
Montaż osobowych wagonów kolejowych w Zakładach Lilpop, Rau i Loewenstein w Warszawie
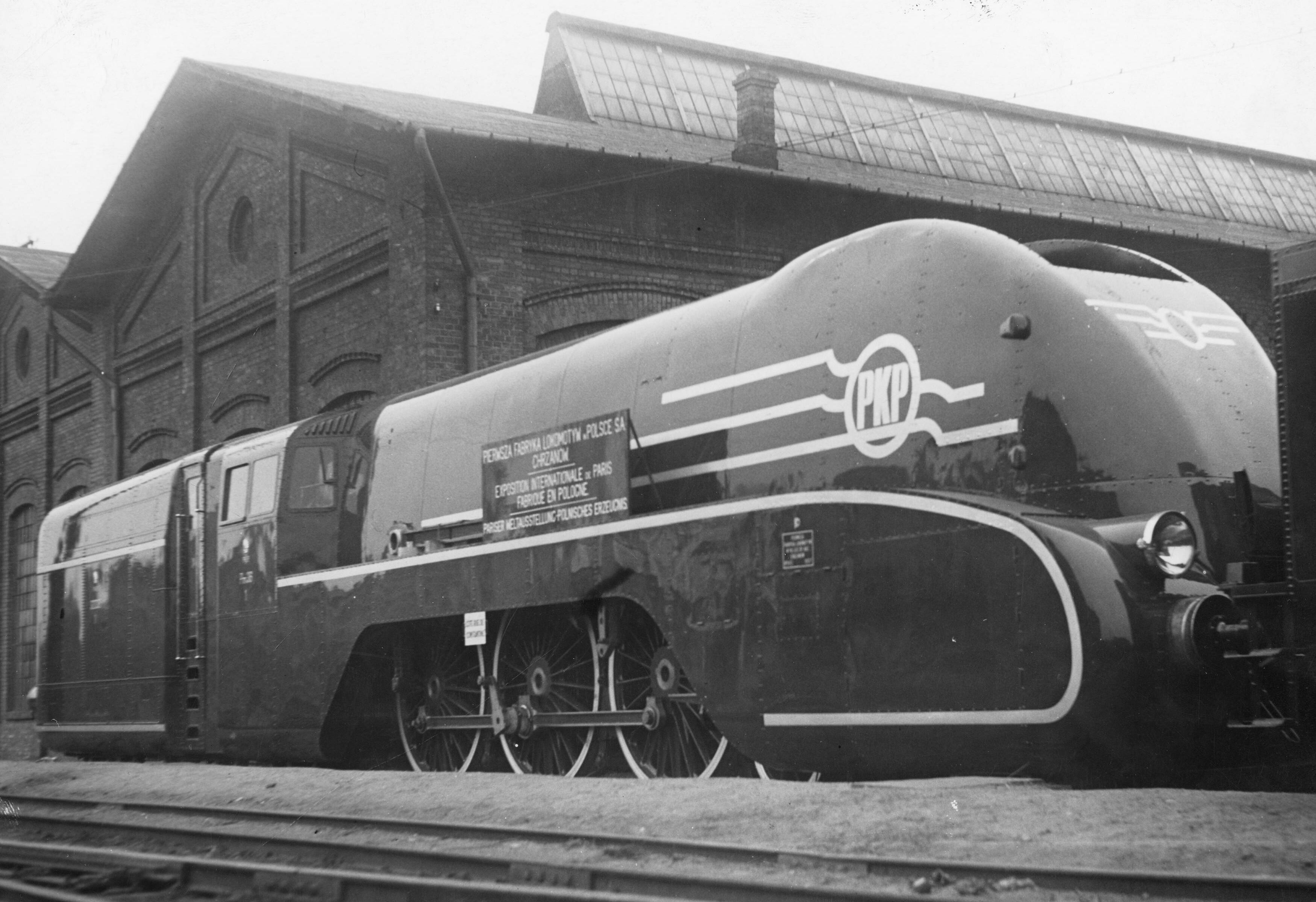
Parowóz Pm-36 z otuliną aerodynamiczną, prezentowany na Wystawie Światowej w Paryżu 1937
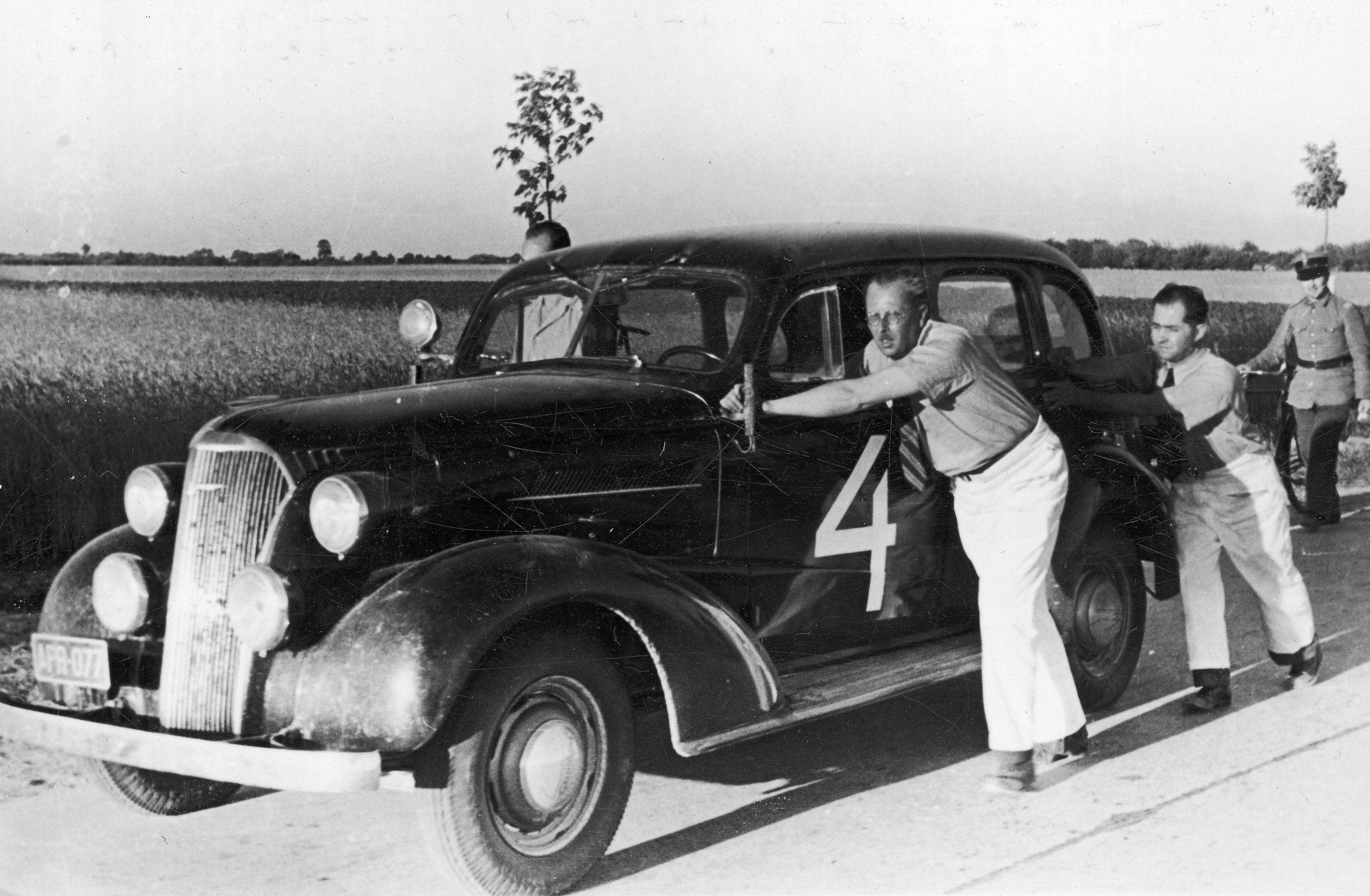
Samochody Chevrolet montowane na licencji w fabryce Lilpop, Rau i Loewenstein w Warszawie (1936–1939)
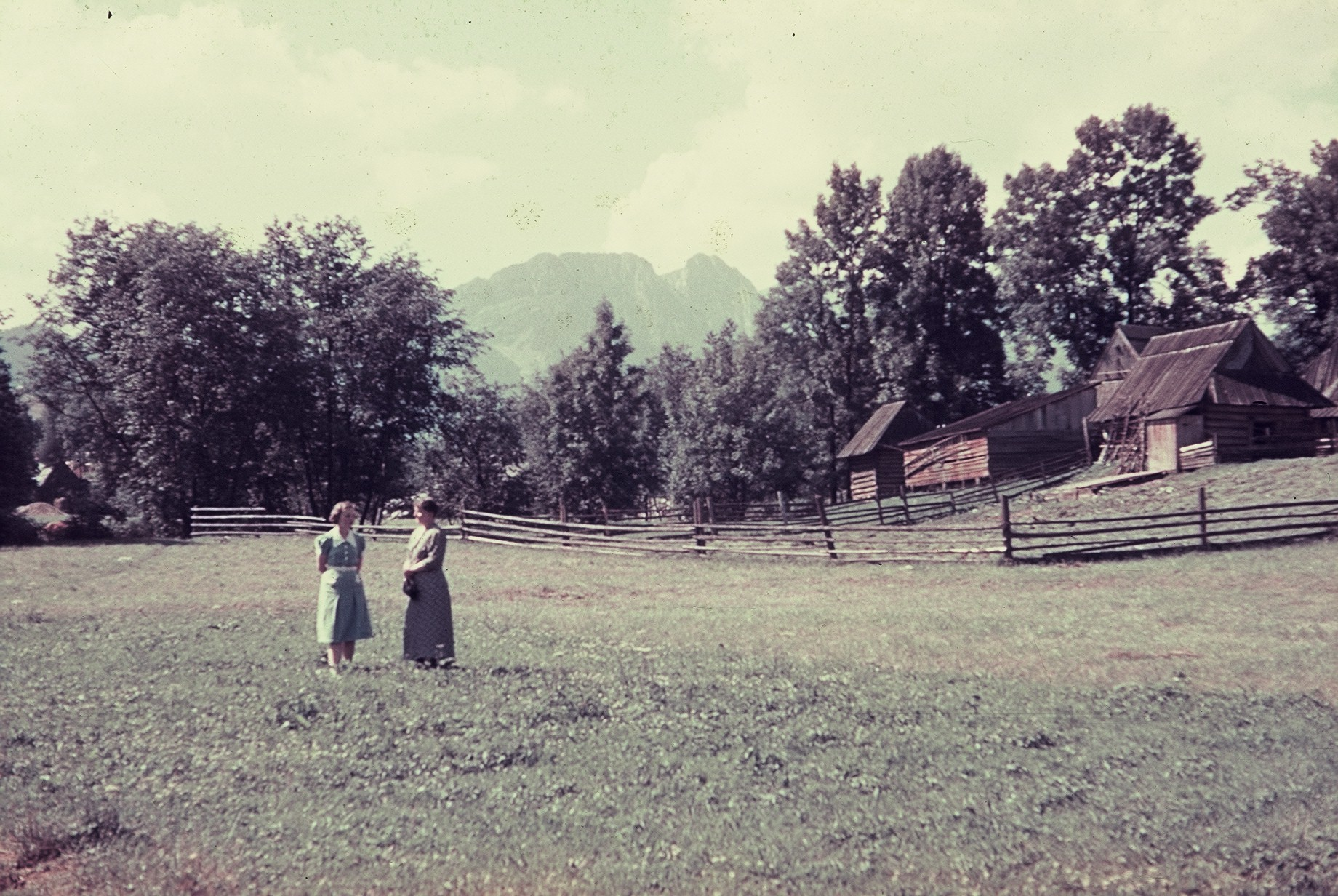
Zakopane – kurort w 1938
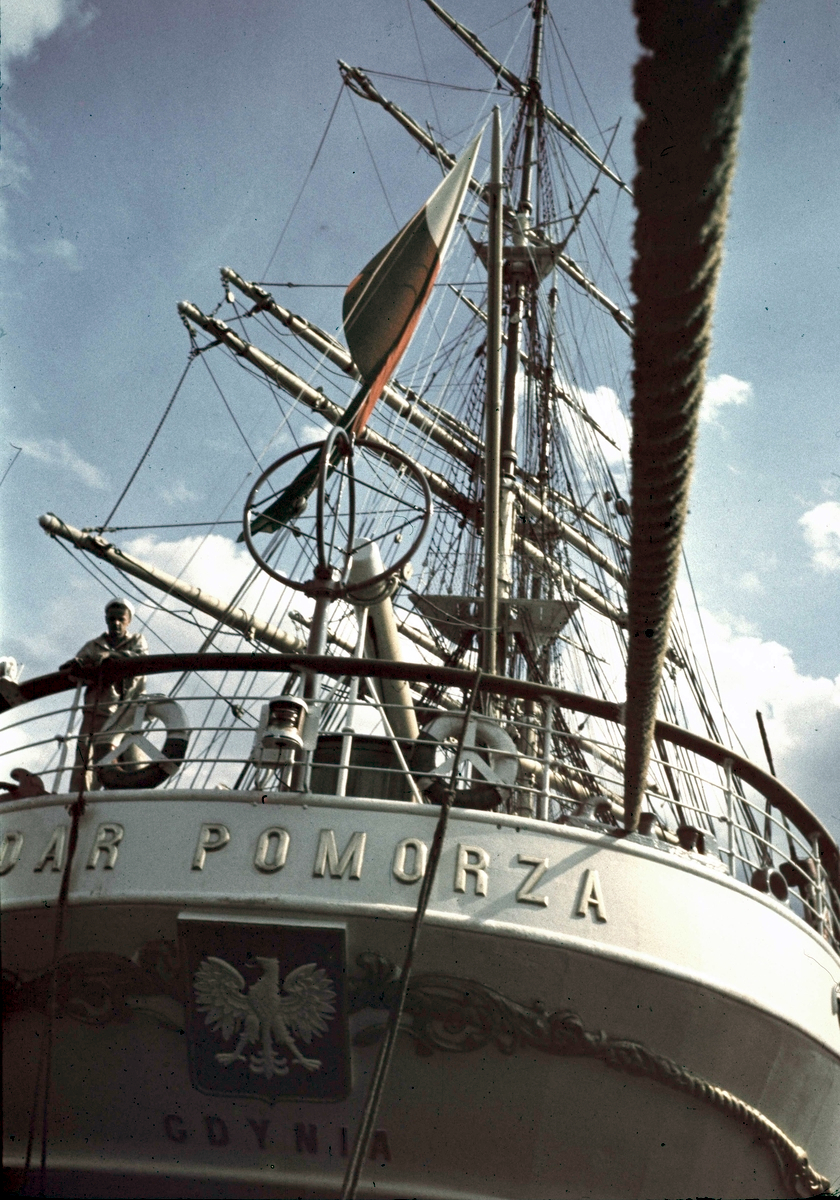
Wizyta żaglowca Dar Pomorza z Gdyni w Sztokholmie w 1938
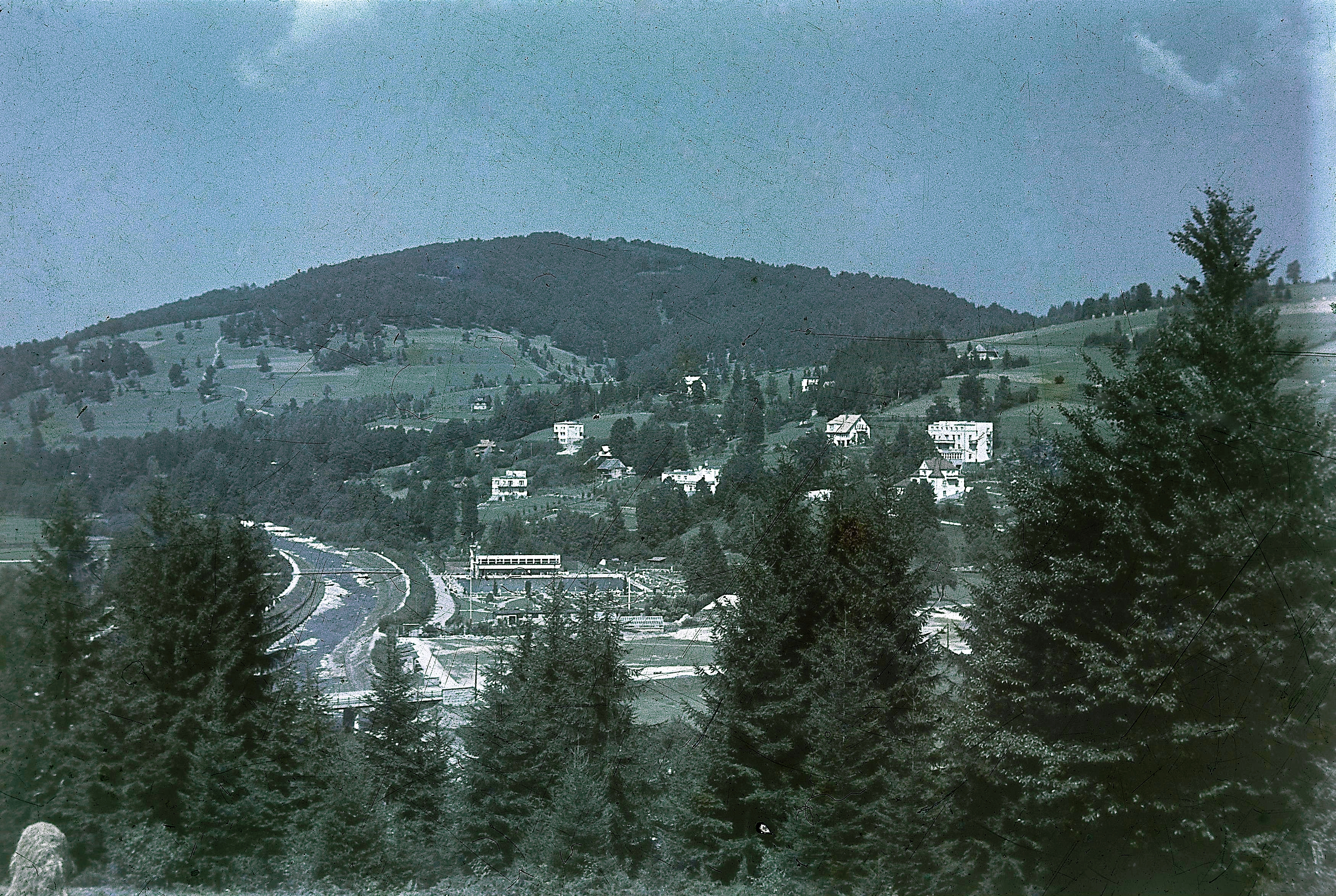
Wisła – uzdrowisko w 1939
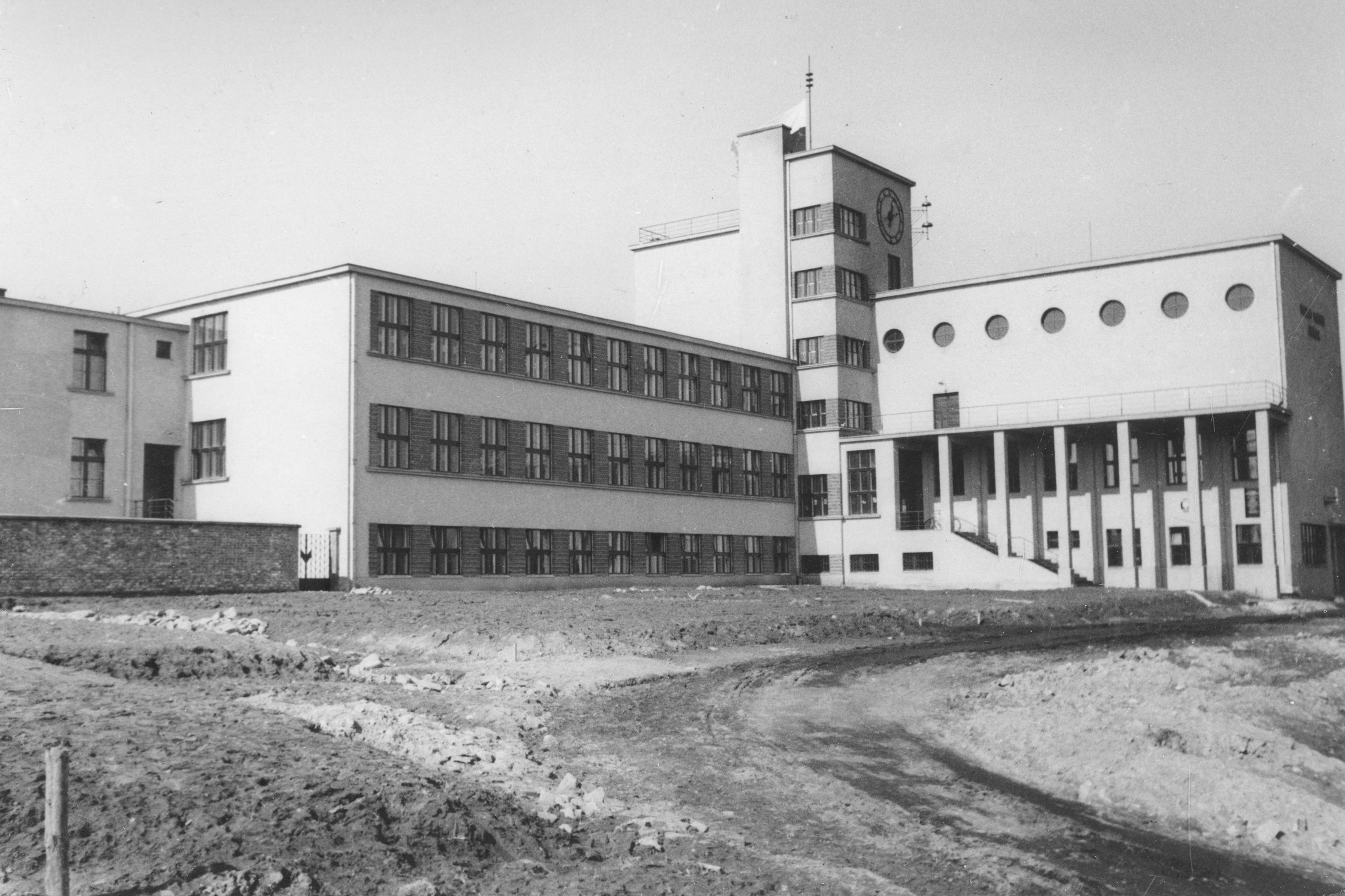
Urząd Gminny Janów w Katowicach (1931), funkcjonalizm polski jako przejaw nowoczesności w architekturze
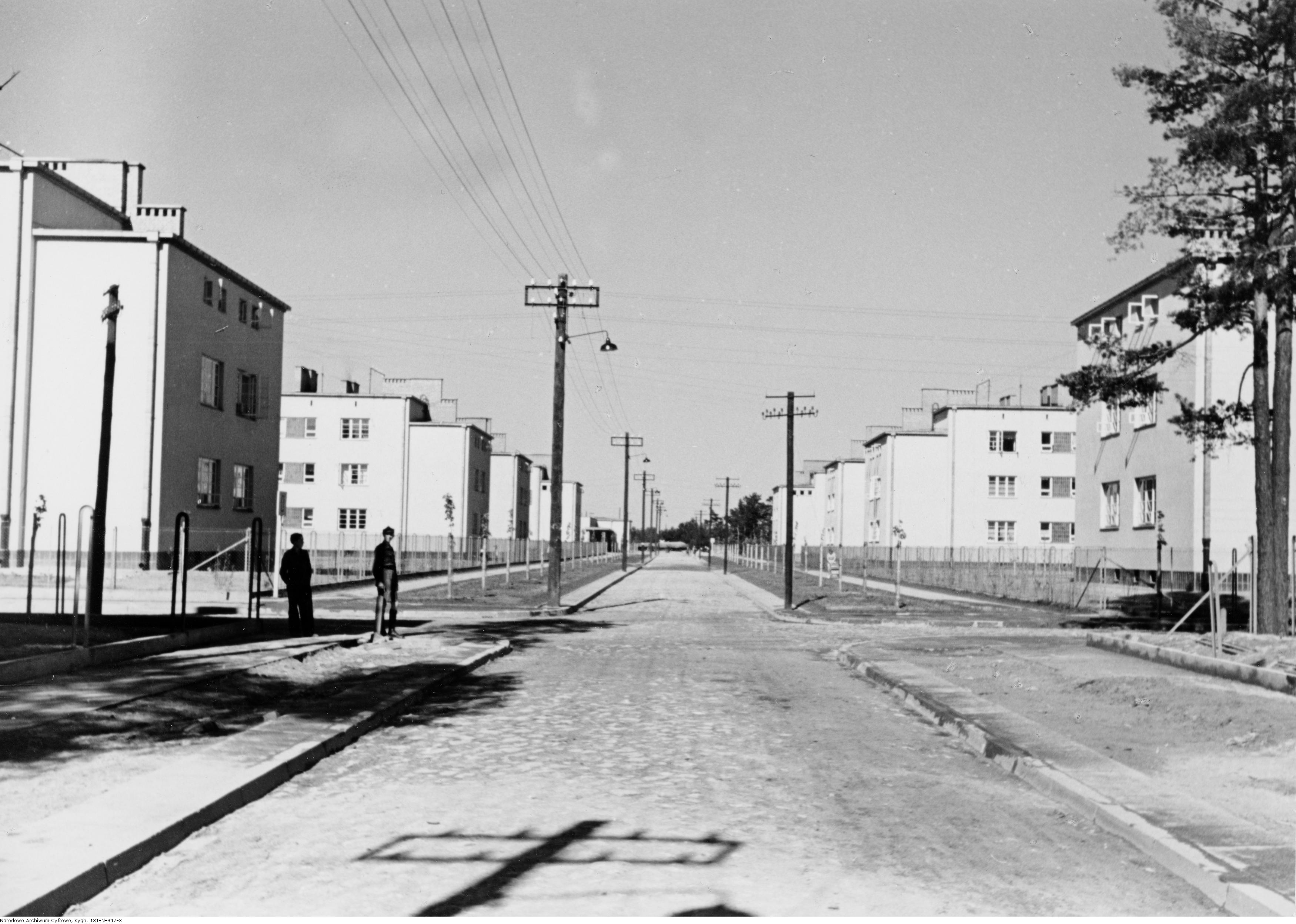
Osiedle robotnicze przy Zakładach Południowych w Stalowej Woli 1939
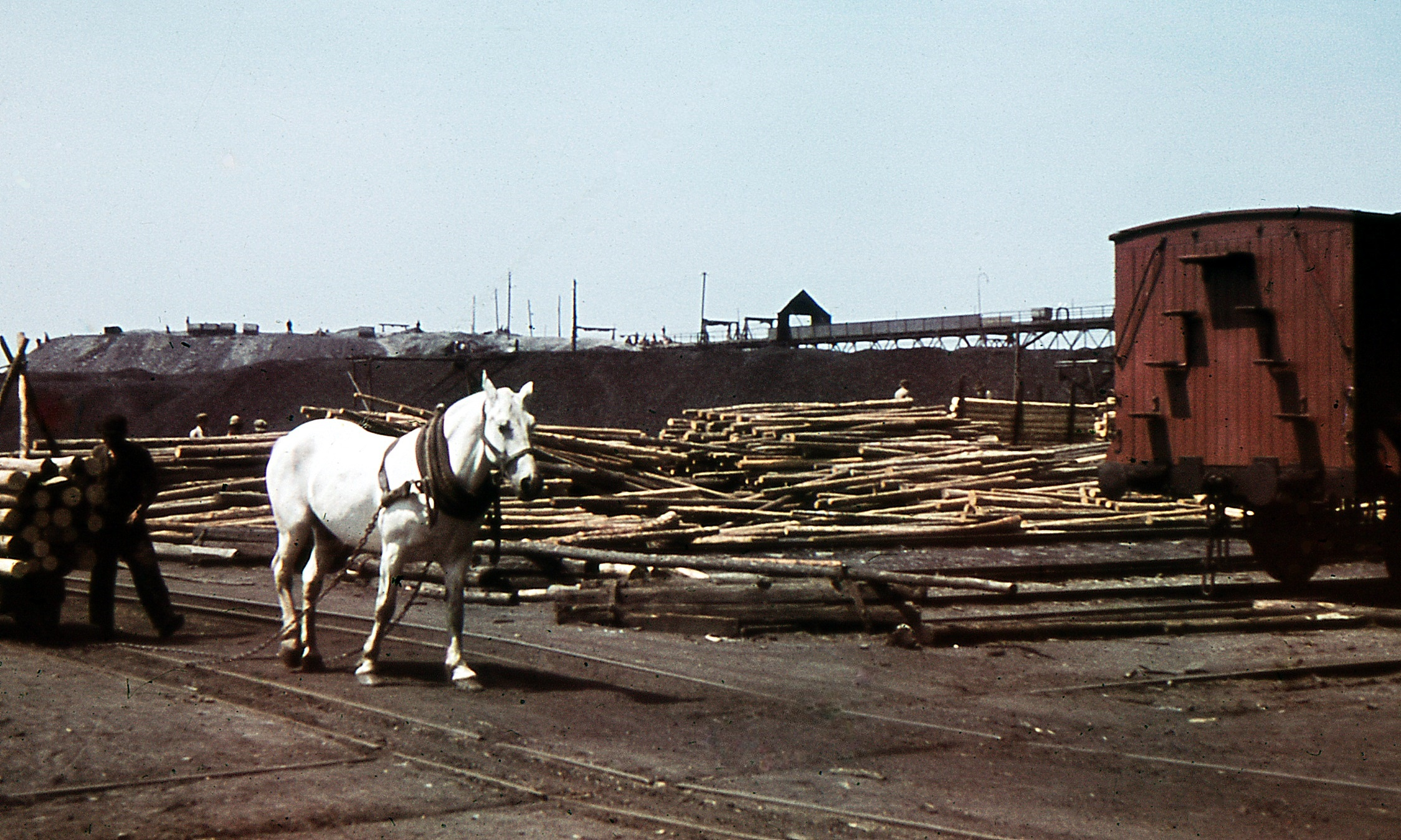
Kopalnia węgla kamiennego Janina w Libiążu (1939)
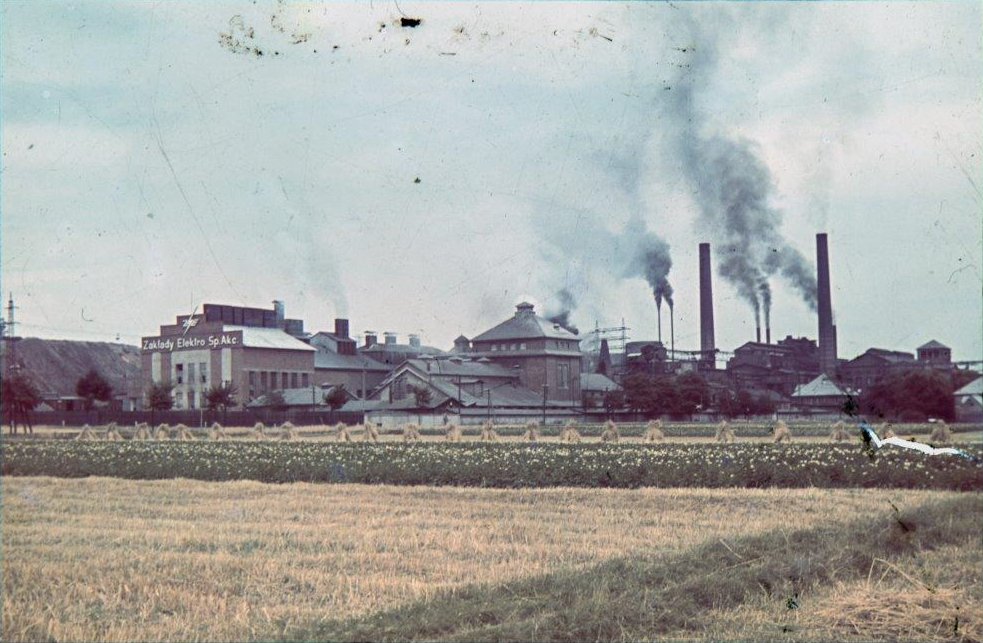
Elektrownia węglowa w Łaziskach Górnych w 1939. Była to największa polska elektrownia w latach 1927–1953[120][121].